# Adam Newman
 (mai 2022).
- Si vous ne connaissez pas le sujet, laissez ce bandeau (vous pouvez alors contacter les auteurs).
- Si vous supprimez le contenu mis en cause (vous pouvez préalablement contacter les auteurs),

argumentez précisément cette suppression dans la page de discussion
(un manque de référence n'est pas un argument ; une recherche réelle de référence doit avoir été effectuée, être formellement documentée).
Adam Newman, (anciennement Victor Adam Newman, Jr.) est un personnage du soap opera Les Feux de l'amour. Il est interprété par Mark Grossman, depuis le 13 mai 2019 aux États-Unis.

## Interprètes
Il a été interprété par :  
- Hayden Tank, de 1996 à 1997 puis en 2002

En 2008, Victor Jr. revient à 27 ans à Genoa interprété par :   
- Chris Engen, du 12 février 2008 au 24 juin 2009
- Michael Muhney, du 25 juin 2009 au 30 janvier 2014
- Justin Hartley, du 5 novembre 2014 au 1er septembre 2016
- Mark Grossman, depuis le 13 mai 2019

## L'histoire

### L'enfance de Victor Jr.
Victor Jr. est né de la romance entre Victor Newman et Hope Adams. Mais quand Hope comprendra qu'elle n'a rien à faire dans la vie de Victor, elle divorcera et repartira au Kansas où elle accouchera de son fils. Plus tard, elle épousera Cliff Wilson. À la mort de ce dernier, elle reviendra à Génoa city pour réparer sa relation avec le père de son fils mais ce sera en vain. Elle élèvera alors Victor Jr. seule au Kansas (lui faisant croire que son père était Cliff).

### Le retour à Génoa
- En février 2008, Hope, en phase terminale de son cancer, appelle Victor pour qu'il vienne dans le Kansas. Tous les deux apprennent à Victor Jr. qui est son véritable père. Vic lui en veut de l'avoir abandonné, mais le souhait d'Hope est que Vic fasse la connaissance de son père. Après la mort de sa mère, Vic part pour Génoa ; il décide de se faire appeler Adam Wilson (du nom de son père adoptif décédé Cliff Wilson) et garde ses distances avec Victor. Il obtient un poste chez Newman Entreprise mais les premières tensions commencent à naître entre Adam et Nick et Victoria.
- Les tensions entre Victor et Adam s'apaisent au fil du temps grâce à Sabrina Costelana, la petite-amie de Victor ; Adam est même le témoin de son père à leur mariage. Adam entame une relation avec Heather Stevens, fille de Paul Williams et assistante du procureur ; mais cette relation reste secrète d'une part car Paul déteste Victor, d'autre part parce que Victor a une rancune contre Heather qui a essayé de le poursuivre pour meurtre quelque temps plus tôt.
- En août 2008, Sabrina meurt dans un accident de voiture. Désemparé, Victor quitte Génoa et est annoncé mort. Très vite, Adam reprend son nom de Newman et prend le contrôle du Ranch et de Newman Entreprise : il se débarrasse des affaires personnelles de Victor, vire Victoria et Neil Winters de Newman Entreprise et engage Brad Carlton comme PDG. Victoria et Nick ne peuvent rien faire à cause du testament de Victor.
- Victor est de retour à Génoa, bien vivant. Choqué par les actions d'Adam, il le vire de Newman Entreprise et du ranch avant de repartir vers Paris.

### La vengeance d'Adam

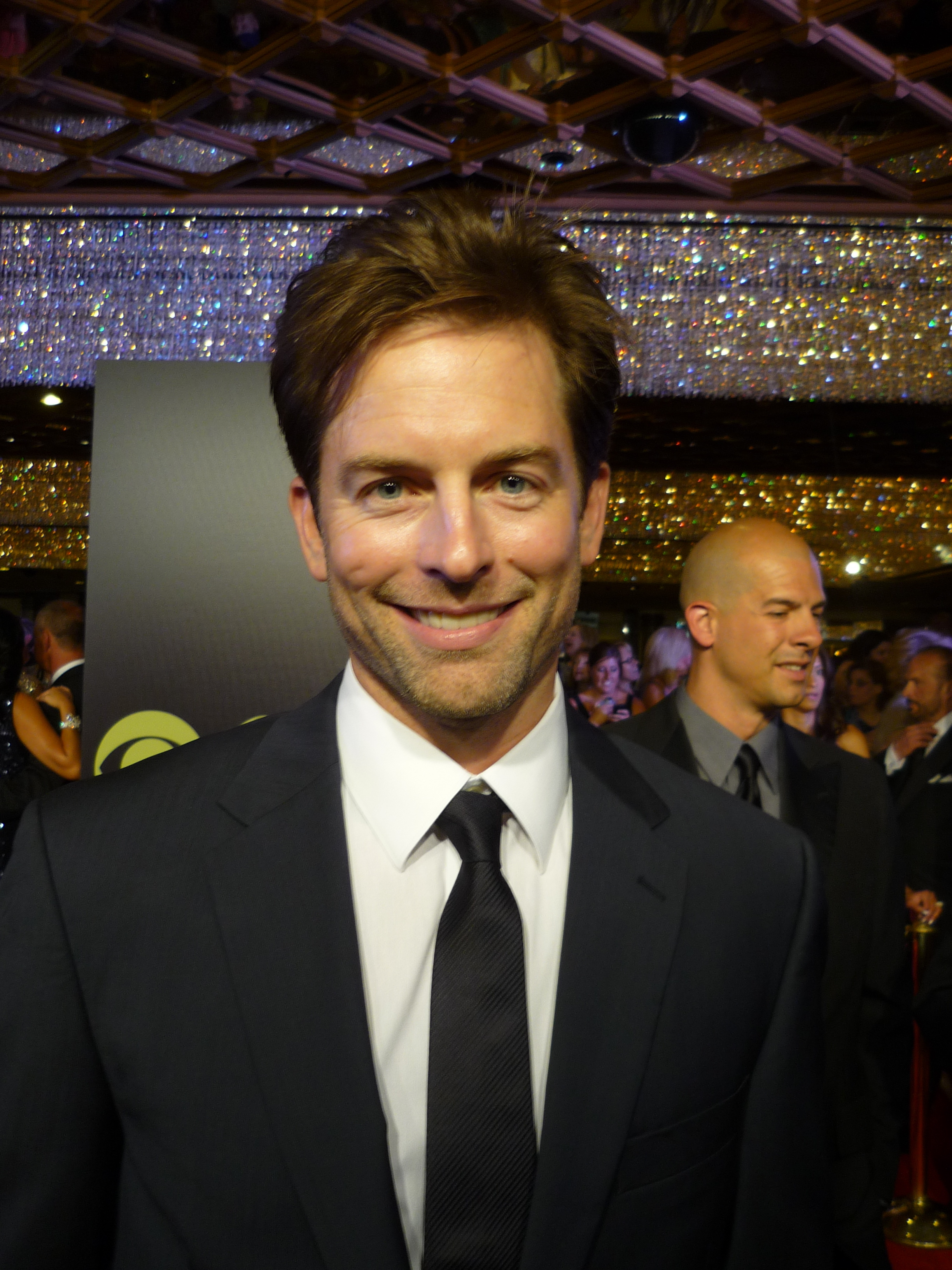
Michael Muhney a interprété Adam Newman de 2009 à 2014.

- Pour se venger de son père, il crée avec la complicité de Jack Abbott, un faux journal intime pour accuser Victor de meurtre. Victor sera mis en prison, mais Adam, voyant que cela risque de se retourner contre lui, décide de se marier au plus vite avec Heather et de partir pour Londres. Malheureusement pour lui, Heather refuse et lui rend sa bague de fiançailles avant de l'arrêter à l'aéroport.
- Adam supplie son père de l'aider mais celui-ci refuse et lui demande de prouver qu'il est un fils Newman. Quelques mois plus tard, pour l'anniversaire de la mort d'Hope, Victor rend une visite à son fils mais découvre qu'il a des problèmes aux yeux. Méfiant au début, il se rend compte que la cécité de son fils est bien réelle. Quand Adam est battu par un prisonnier, Victor décide de renoncer à le poursuivre. Adam est libéré mais porte un bracelet électronique qui l'empêche de sortir du ranch.
- Adam décide de se venger de Victor par l'intermédiaire d'Ashley Abbott Newman, sa nouvelle femme ; ainsi il la rend folle en lui faisant croire que Sabrina est bien vivante. Ashley étant enceinte il lui envoie un colis avec la tête du bébé de la statue qui est sur la tombe de Sabrina. Les traces ADN sont celles d'Estella Munoz, la gouvernante du Ranch, qui est arrêtée et emprisonnée. Adam continue de faire croire qu'il est aveugle en s'injectant du botox dans les yeux pour les examens médicaux. Victor et Ashley sont soulagés de savoir que la femme qui leur veut du mal est en prison, mais un jour Adam s'habille en Sabrina et effraie Ashley. Cette dernière tombe dans les escaliers et s'évanouit. Adam déplace Ashley au pied du lit pour lui faire croire qu'elle s'est cognée ; il efface également les traces de sang. Ashley fait une fausse couche, mais Adam fait chanter le docteur pour qu'il lui fasse croire que le bébé va bien. À partir de là Ashley fait une grossesse nerveuse. Victor demande au docteur de faire un examen surprise des yeux à Adam, qui est étonné, car même sans le botox sa vue baisse. Le docteur découvre qu'Adam a des produits chimiques dans les yeux, Adam ment en disant qu'en prison, il a été attaqué avec des aiguilles hypodermiques.
- Le neveu d'Estella, Rafael Torres, avocat d'Adam se méfie de lui. Adam décide alors de le séduire pour qu'il oublie ses soupçons et ils couchent ensemble. Après, Adam demande à Heather de venir au ranch où ils font l'amour. Rafael ayant encore des soupçons envers Adam, ce dernier décide de recommencer la manœuvre de séduction mais Nikki Newman tombera sur les deux hommes s'embrassant. Elle le dit à Victor et ce dernier confond son fils ; cela arrive aussi aux oreilles d'Heather avec qui Adam ressort depuis peu ; choquée elle rompt.

### De l'enlèvement de Faith au mariage avec Sharon
- En septembre 2009 Sharon enceinte de Nick, est internée dans un hôpital psychiatrique en même temps qu'Ashley. Sharon accouche mais après la naissance elle s'évanouit. Adam fait chanter le docteur Taylor et prend le bébé pour faire croire à Ashley qu'elle vient d'accoucher et que c'est le sien. Le docteur fait croire à Sharon et Nick que leur bébé est mort-né, ils décident de l'incinérer sans voir le corps. En apprenant la mort du bébé de Sharon, Ashley décide d'appeler sa fille Faith : en effet Sharon et Nick avaient décidé d'appeler leur fille ainsi.
- Alors que Victor se trouve à l'hôpital après avoir reçu une transplantation cardiaque du cœur de Colleen, Adam obtient un poste chez Newman Entreprise. Il se rapproche également de Sharon se sentant coupable de ce qu'il lui a fait subir. Ashley propose à Adam d'être le parrain de Faith ; elle demande le divorce d'avec Victor, et le ranch, ce que Victor accepte. Ashley propose à Adam de rester vivre au Ranch avec elle, Abby et Faith. Adam et Sharon s'embrassent puis font l'amour, leur relation devient sérieuse ; il la demande en mariage, elle accepte.
- Sharon et Adam se marient le 28 décembre 2009, loin de Genoa. Lors du retour, le jet privé subit des turbulences et s'écrase. Adam écrit sur une feuille "Ton bébé est vivant", et la montre à Sharon. Ils seront finalement retrouvés, mais Sharon a un trou de mémoire sur les minutes précédant le crash. Nick sera choqué d'apprendre qu'Adam et Sharon sont mariés, les deux frères se battront.
- Une possible "connexion" entre Adam et le Dr Taylor est révélée. Nick et Jack les ex-maris de Sharon lui disent qu'ils pensent qu'Adam a volé sa fille à la naissance. Sharon commence à se souvenir de faits qui contredisent ce qu'on lui a annoncé à la mort de sa fille, elle rompt avec Adam. Phyllis trouve une lettre du Dr Taylor dans laquelle il avoue la vérité au sujet de Faith, Sharon et Ashley.

### La vérité sur Faith éclate enfin
Le 23 mars 2010, 6 mois après sa naissance, la vérité sur la petite Faith, éclate enfin. Les familles Newman et Abbott ainsi qu'Heather et Rafael utilisent Sharon comme appât pour attirer Adam au chalet Abbott. Adam ne dit rien et arrive à s'enfuir mais se blesse et s'évanouit, il sera amené à l'hôpital où il reprendra conscience et sera menotté.
- À l'hôpital, il tente en vain de simuler une instabilité psychique pour être jugé inapte à subir le procès. Heather lui annonce qu'il sera emprisonné le 2 avril 2010. Adam apprend qu'Emily Peterson, la nouvelle femme de Jack n'est autre que Patty Williams, il lui fait alors du chantage.

### Le bal masqué qui tourne à la tragédie
Le soir du bal masqué à l'Athletic-Club, le 2 avril 2010 (épisode diffusé en France le 14 octobre 2013 sur TF1), Patty aide Adam à s'enfuir de l'hôpital. Arrivé à l'Athletic Club, Adam monte dans la chambre de Sharon pour lui avouer qu'il a bien donné sa fille à Ashley. Sharon lui demande de partir, il saute par la fenêtre alors que Nick arrive. Lors de cette soirée, Sharon donnera rendez-vous à Adam dans les sous-sols du club. Nick, Victor et Jack détecteront une fuite de gaz juste avant l'explosion du bâtiment. Un corps est retrouvé calciné, il s'agit peut-être d'Adam. Le 8 avril, “Chance” vient annoncer à Sharon que le corps retrouvé après l'explosion est bien celui d'Adam.

### La mascarade orchestrée par Adam
- Après que les légistes aient fait l'autopsie du corps, il s'avère qu'Adam est mort assassiné. Toutes les personnes présentes lors de son pseudo-procès au ranch des Newman sont suspectées.
- Quelques jours après, Phyllis décide d'envoyer les vêtements de la fête à la blanchisserie. Elle découvre avec stupeur que la veste que portait Nicholas est tachée de sang au niveau d'une de ses manches, craignant que son mari ait tué Adam et que la police le découvre. Sharon se propose pour aller cacher la veste. Elle la jette dans une benne à ordure derrière le Jimmy, le bar de Mackenzie. Ainsi, Phyllis est rassurée mais la police se rend compte que la veste n'est pas avec les autres vêtements et lance un avis de recherche pour la retrouver.
- Chance trouve une montre avec du sang dessus dans le sous-sol. Il s'agit de celle de Victor. Quand il se fait interroger par Chance, Victor avoue qu'il a trouvé Adam dans le sous-sol du club pendant que tout le monde le cherchait et qu'il l'a frappé. Mais il omit de dire que Nick était aussi là et qu'il l'a tenu pendant qu'il le frappait (d'où le sang sur sa veste).
- Ensuite, Chance trouve un mouchoir brodé avec les initiales J.A dans la gorge d'Adam. Jack devient alors le suspect no 1 mais il est très vite acquitté lorsque la police découvre l'arme du crime : un stylo planté en plein cœur, provenant de Dubaï. Un seul des suspects est récemment allé là-bas : Victoria. Victoria se fait arrêter pour le meurtre d'Adam le jour de l'audience pour la garde de son fils, ce qui fait qu'elle la perd. Finalement, elle est relâchée quand les enquêteurs constatent qu'elle est trop petite pour avoir poignardé Adam et qu'elle annonce que c'est un cadeau qu'elle a fait à Nick. De plus, la veste disparue réapparaît puisqu'un sans-abri l'a trouvée et donnée à Mack, qui l'a elle-même donnée à la police ; et la police relève un message enregistré par Adam sur le portable que lui a donné Patty à l'hôpital avant de s'échapper, dans lequel il fait semblant d'être interrompu et attaqué par Nick. Nick est obligé d'avouer qu'il se trouvait avec son père et Adam au sous-sol mais qu'il ne l'a pas tué. Il est immédiatement arrêté car pour le procureur, il avait le mobile parfait (l'enlèvement de Faith et le rapprochement avec Sharon).
- Phyllis comme à son habitude commence à faire son enquête, rapidement rejointe par Sharon. Les deux femmes, qui avaient un doute dans l'implication de Nick par rapport à la mort d'Adam sont désormais convaincues que ce n'est pas lui le meurtrier. Elles partent à Minneapolis car il s'avère qu'Adam y serait allé le 25 février alors qu'il avait dit être allé sur la tombe de sa mère. Là, Phyllis tombe sur un avis de recherche concernant un certain Richard Hightower qui a disparu depuis le 1er avril. Lorsque Sharon signale la ressemblance de cet homme avec Adam, Phyllis se souvient l'avoir vu et confondu avec Adam le soir du bal quand Sharon a crié qu'Adam était là parce qu'il portait le même déguisement. Entre-temps, Nick se fait libérer après avoir été victime d'une fausse-agression manigancée par Victor.
- La famille Newman au complet (sauf Victoria, assez occupée ces derniers temps) enquête et font de curieuses découvertes : Hightower était donc présent au bal de la police, il était malade et il a subi une greffe de moelle osseuse. Son donneur était Adam. Ils se connaissaient donc. De plus, des serveurs à Minneapolis ont vu Adam, Richard et son fils dans un restaurant et celui-ci remercier Adam.
- Enfin, Sharon reçoit le courrier d'Adam et trouve une lettre de la banque d'Adam qui confirme que son compte a bien été vidé au 1er avril 2010 alors que ce n'est pas possible puisqu'il est censé être mort : Sharon la montre aux autres et ils finissent par déduire que la personne qui a été retrouvée calcinée le soir du bal n'est pas Adam mais Richard Hightower.
- Dans l'épisode du 27 mai 2010 est montré un homme, assis sur un transat sur une plage lisant un journal qui évoque notamment le rôle de Nick dans la mort de son frère. L'homme baisse son journal : il s'agit d'Adam (épisodes diffusées en France à partir du 12 décembre 2013 sur TF1).

### La vie d'Adam, loin de Genoa et de Sharon
- Adam vit désormais au Brésil avec Skye Lockhart, sa complice qui a elle aussi monté sa mort de toutes pièces deux ans auparavant (épisode diffusé le 6 janvier 2014 sur TF1). Adam et Skye vivent dans un hôtel de Sao Paolo, sous la protection d'un juge à qui Adam donne des pots-de-vin en échange de son silence. Ils jouent régulièrement au poker et espèrent plumer les autres joueurs pour remporter le gros lot.
- Bien qu'en couple avec Skye, Adam ne cesse de penser à Sharon, la seule femme qui sort du lot parmi toutes celles qu'il a connues. Il a même conservé son alliance, ce qui agace Skye.
- Victor et Jack se rendent au Brésil pour retrouver avec Adam et réussissent à trouver l'hôtel où lui et Skye résident. Cependant un soir, Adam croise Jack sortant de l'hôtel le téléphone à la main, qui ne le voit pas. Il veut absolument quitter l'hôtel puisqu'il se doute que Victor aussi est sur sa trace mais Skye, obnubilée par l'argent refuse car elle doit encore jouer une partie. Le lendemain, il réussit à la convaincre et ils décident de s'installer quelque temps dans un village de pêcheurs assez discret. Victor et Jack débarquent dans leur chambre qu'ils trouvent vide mais finissent par savoir où les fugitifs sont allés avec les indices qu'ils ont laissés derrière eux.
- Victor réussit à contacter l'organisateur de parties de poker, et le convainc de l'aider à piéger Skye. Il accepte et appelle Skye pour la convier à une partie où une somme importante d'argent est en jeu. Skye accepte sur-le-champ, au grand désarroi d'Adam.
- Jack rentre pour le procès de Nick puis Victor décide d'appeler Sharon pour qu'elle vienne le rejoindre afin de piéger Adam. Elle accepte. À son arrivée, il fait en sorte que Sharon se fasse photographier à sa sortie de l'aéroport. Ensuite, il la fait placer en Une du journal local pour qu'Adam la remarque quand il lira le journal. Et effectivement, Adam reconnaît Sharon et laisse partir Skye à sa partie de poker.
- Lorsque Skye se rend à cette fameuse partie, elle rencontre Victor qu'elle reconnaît tout de suite. Victor lui propose une chose : le gagnant remporte Adam. Il gagne, elle est alors obligée de l'aider à retrouver Adam. Adam voit Sharon et la suit. Au moment de partir à l'aéroport (elle voulait retourner à Genoa car elle n'avait pas trouvé Adam), elle tombe nez à nez avec lui. Il pense qu'elle est là pour le piéger une nouvelle fois mais Sharon lui assure que non. Après tout ce qu'il a fait, elle éprouve toujours des sentiments pour lui, c'est pour ça qu'elle est venue mais refuse de lui faire encore confiance. Elle lui demande de la suivre à Genoa mais au moment où elle appelle un taxi, Adam reçoit un appel de Skye et s'en va.
- Il rejoint Skye au village de pêcheurs et s'aperçoit qu'elle l'a piégé quand le juge qui devait les protéger et Victor apparaissent. Victor vient avec des hommes armés qui menacent Adam de le tuer s'il ne vient pas avec lui. Adam est donc contraint de suivre Sharon et Victor.

### Le retour d'Adam à Genoa
- Le 29 juin 2010 (épisode diffusé en France le 27 janvier 2014 sur TF1), Victor débarque au procès de Nick avec Adam, mais au moment où il se fait interroger, Adam feint la folie ce qui fait qu'il est envoyé en hôpital psychiatrique, le même que celui où se trouve Patty.
- Adam "hante" Patty, lui fait croire qu'il est le Diable et son propre fantôme afin qu'elle dise qu'elle a tué Richard Higntower. Il finit par y parvenir. Cependant, les médecins de l'hôpital ne croient pas au petit manège d'Adam et préconise son retour en prison.
- Adam est envoyé en prison avec Nick. Les deux frères se défient jusqu'à la libération de Nick. Étant donné que Patty a avoué avoir tué Hightower, Adam est convoqué par le tribunal, qui va trancher quant à son implication dans la mort de Hightower.
- Le 12 juillet 2010 (épisode diffusé en France le 7 février 2014 sur aTF1), Adam est donc à son procès, sans avocat à cause de Victor entre autres. Skye débarque à l'improviste à l'audience avec un avocat pour Adam, surpris. La juge libère Adam sous caution, que Skye décide de payer à condition qu'il l'épouse. Il accepte. Ils se marient dans l'un des locaux du tribunal, juste avant la sortie d'Adam.
- Quelques jours plus tard, ils fondent sur une idée de Skye le Fonds d'investissement Newman (The Newman Fund) afin de réhabiliter Adam aux yeux du monde mais aussi de s'enrichir. Ils provoquent aussi le reste de la famille Newman en utilisant ce nom pour leurs affaires.
- Il apprend ensuite que Patty se souvient ne pas avoir tué Hightower et qu'elle en a déjà parlé à Paul et Emily. Se sentant en danger, il s'introduit un soir dans la chambre de Patty à l'hôpital psychiatrique, en passant par les conduits d'aération. Il se fait passer pour le fantôme de Hightower et lui dit que la seule façon d'être pardonnée, c'est de s'enfuir loin de Genoa et de ne plus jamais revenir. Ainsi Patty s'exécute et s'enfuit habillée en tenue de bonne sœur pour le Canada.
- Lors de son procès, Adam finit par être disculpé des crimes que les Newman et les Abbott l'accusent d'avoir commis (enlèvement de Faith, torture d'Ashley, meurtre du bébé d'Ashley et de Hightower). En outre, il assigne en justice toutes les personnes présentes lors de sa "séquestration" au chalet des Abbott (y compris Phyllis) sauf Sharon.
- Le soir de l'inauguration du Gloworm, le nouveau bar des Bardwell, Adam et Sharon s'embrassent derrière le bar.
- Sharon lui fait comprendre à plusieurs reprises qu'elle ne veut plus du tout avoir affaire à lui. Par amour, il décide de respecter sa volonté. Le 15 octobre 2010 (épisode diffusé en France fin avril 2014 sur TF1), il la rencontre au Néon Ecarlate avec Faith et lui demande de l'emmener à un certain endroit car il a rendez-vous avec un investisseur. Elle accepte un peu à contrecœur. Sur la route, le temps devient très mauvais et dans la voiture ils apprennent qu'une tornade arrive sur Genoa. Le vent commence à bousculer la voiture de Sharon et Faith est en pleurs : Adam lui demande de lui faire confiance, il a grandi au Kansas donc il s'y connait en matière de tempête. Ils se réfugient dans une vieille grange abandonnée au bord de la route. Pour protéger Faith du froid, Adam l'emmaillote avec sa veste dans de la paille. Mais soudain, le toit de la grange s'effondre sur Faith, Adam bondit sur elle pour la protéger et donc le toit s'effondre sur lui. Sharon réussit à les retrouver sous les décombres et appelle les secours. Un peu plus tard, Nick arrive, très remonté que Sharon ait accepté de raccompagner Adam. Elle est reconnaissante envers ce dernier d'avoir sauvé sa fille. Les sentiments qu'ils ont l'un pour l'autre ne sont pas partis.
- Après le soir d'Halloween, Adam décide de quitter la ville pour le Minnesota avec l'argent du fonds d'investissement. Mais Skye le remarque et demande à Sharon de l'arrêter car elle compte le dénoncer. Effectivement, Sharon l'empêche de partir mais elle oublie ses gants au terminal de bus de Genoa et pense les avoir perdus. Adam les lui rapporte mais les laisse près de la porte d'entrée quand il la voit avec Nick et Faith, comme une vraie famille. Quand elle les récupère, Sharon comprend qu'il n'est pas parti.
- Début novembre 2010, Adam annonce à Skye qu'il a l'intention de divorcer d'elle et de récupérer tout l'argent du fonds d'investissement. Elle menace alors de le dénoncer à la police mais Adam, se montrant encore plus menaçant, le lui déconseille. En allant une fois chez Sharon, il la voit à travers la fenêtre en train de coucher avec Nick sur le canapé. Très déçu, il s'en va. Plus tard, il rencontre Sharon et voit qu'elle porte une bague de fiançailles. Il comprend tout de suite que Nick l'a demandée en mariage. Il lui demande si elle a accepté et elle lui répond qu'oui, mais se sentant confuse dans ses sentiments pour Adam et Nick, elle décide de partir un moment pour la Nouvelle-Orléans.
- Le soir de Thanksgiving, le Newman Fund s'effondre après qu'un gros actionnaire (qui se trouve être en fait Victor) y ait retiré ses fonds d'un coup. Jack qui est dans la combine avec Victor comprend que celui-ci l'a roulé parce qu'ils devaient retirer leurs fonds en même temps. Quand il se rend chez Skye et Adam, il voit la chambre vide totalement saccagée. Il appelle la police qui trouve des traces de sang dans la chambre.

### La mort de Skye
- En effet, Adam n'est pas à Genoa car il a suivi Sharon à la Nouvelle-Orléans. La nouvelle de la disparition de Skye se répand très vite à Genoa, d'autant plus que la police a trouvé des traces de sang de Skye dans leur chambre. Adam est alors tout de suite suspecté de meurtre, et est recherché afin d'être interrogé. Nick, inquiet de savoir Adam dans la nature et Sharon loin de Genoa décide d'aller la chercher à la Nouvelle-Orléans avec Michael. Ils sont bientôt rejoints par Phyllis. Sharon et Adam se retrouvent, ne peuvent plus nier les sentiments qu'ils ressentent l'un pour l'autre et couchent ensemble. Mais Sharon prend conscience, après avoir vu un carrousel comme ceux que Cassie aimait, que l'homme avec qui elle veut être, c'est Nick : elle veut reconstruire sa famille avec lui. Adam lui demande de rester avec lui car ils s'aiment jusqu'au moment où Nick et Michael arrivent avec des policiers et les retrouvent ensemble. Adam est arrêté mais supplie Sharon de croire en son innocence. Sharon le croit et décide alors de prouver son innocence. Elle embauche Leslie Michaelson, une avocate qui travaille pour le compte de Vance Abrams afin qu'elle défende Adam.
- Les policiers et tous les ennemis d'Adam lui mettent la pression pour qu'il avoue avoir tué Skye, mais celui-ci ne cesse de clamer son innocence. Il est libéré, faute de preuve. De là, il commence à chercher des éléments qui prouveraient que Skye l'a piégé et monté sa mort une seconde fois. Avec Sharon, ils réussissent à obtenir une photo d'un homme et d'une femme cachés par un parapluie en train de monter dans le monte-charge derrière l'Athlétic Club. Il reconnaît Skye par son sac et ses talons et pense que l'homme est Victor. Ils en parlent à Leslie qui leur avoue qu'il manque le sac ainsi que les talons de Skye dans ses effets personnels que la police a retrouvés. Il tente d'utiliser Phyllis afin de prouver son innocence dans Restless Style. Seulement, Jack et Phyllis retrouvent le sac et les talons de Skye couverts de sang près de la gare dans laquelle Adam a pris le train pour la Nouvelle-Orléans. Il est immédiatement remis en prison. Sharon continue de remuer ciel et terre pour prouver que Skye est en vie et demande à Adam s'il ne se souvient de quelque chose qui permettrait de la confondre. En effet, il se rappelle qu'elle commandait souvent un parfum très rare sans savoir son nom. Grâce à Jack, Sharon le trouve et découvre qu'une seule boutique dans le monde le produit. Cette boutique lui informe qu'une commande récente a été passé depuis Hawai. Elle décide donc d'y aller bien qu'Adam ne soit pas tellement emballé, connaissant Skye.
- Le 29 décembre 2010, Sharon retrouve Skye lors d'une excursion sur le volcan de l'île, près du cratère. Étant donné qu'elle refuse de la suivre à Genoa, Sharon décide de la prendre en photo mais en tentant de lui prendre l'appareil photo des mains, Skye glisse dans le cratère du volcan. Sharon la tient pour qu'elle ne tombe pas dans la lave mais Skye lâche sa main et tombe volontairement dedans. Sharon essaie d'en parler aux autorités locales, qui ne la croient absolument pas. À son retour, elle annonce la mauvaise nouvelle à Adam, qui cependant reste positif.
- Bien qu'il ne croie pas du tout en l'histoire de Sharon, comme tout le monde, Jack décide de se rendre à Hawai afin de trouver quelque chose qui prouverait que Skye vivait là-bas avant de mourir, et donc que Victor avait monté sa mort afin de faire accuser Adam à tort. Il retrouve sa cabane en cendres (brûlée par Victor afin de faire disparaître toute trace de Skye à Hawai) et sous les décombres, un flacon de son parfum rarissime. Adam finit plus tard par être libéré et emménage chez Sharon. Quand il apprend la nouvelle, Nick demande immédiatement la garde exclusive de Faith. Ensuite, c'est au tour de Sharon d'être arrêtée pour le meurtre de Skye puisqu'après avoir répété maintes fois son histoire à son entourage, la police pense qu'elle a volontairement lâché la main de Skye, au-dessus du cratère. Cette arrestation permet à Nick d'obtenir la garde exclusive de Faith.

### Adam, prêt à tout pour aider Sharon
- Adam se bat pour prouver l'innocence de Sharon, comme elle l'a fait pour lui. Il s'allie à Jack afin de reprendre le fonds d'investissement. À la Saint-Valentin, il la demande en mariage et elle accepte. Ensuite, Sharon et lui apprennent pour la vidéo que Jack et Phyllis ont trouvé. Adam confronte son père et lui reproche de laisser Sharon tomber alors qu'elle est innocente Victor accepte d'aider Sharon à condition qu'Adam se joigne à lui contre Abby, Nick et Victoria. Il accepte à contrecœur et ne le dit pas à Sharon mais elle finit par le découvrir et est absolument contre. Adam essaye de faire machine arrière mais Victor le fait chanter car il sait qu'il a voulu faire croire que Skye était toujours en vie en utilisant une de ses fausses identités et un de ses comptes. Victor lui demande de mentir au juge en disant qu'il a falsifié les clauses de confidentialité concernant Abby, Nick et Victoria quand il était à la tête de N-E en 2008, car c'est sur ces closes que repose le procès. Adam est contraint d'accepter et ment au juge pour son père. Le juge décide d'organiser un nouvel arbitrage en mars 2011 où il compte rendre sa décision mais Adam ne se présente pas à celui-ci. Il ne peut donc pas confirmer ce qu'il a précédemment dit au juge. De plus, Neil témoigne envers des enfants Newman et réfute ses dires. Le juge tranche alors en leur faveur et condamne Victor à leur verser 1,5 milliard de dollars, soit 500 millions à chacun. Pendant ce temps, Adam est en Thaïlande à la recherche de Koa, l'homme qui tenait l'hôtel dans lequel résidait Skye à Hawai. Il finit par le retrouver dans un bar. Il paie le serveur afin qu'il le drogue. Quand Koa remonte dans sa chambre, il s'écroule net sur son lit. Adam, qui l'a suivi discrètement, fouille sa chambre et trouve l'appareil photo de Sharon qui a filmé ce qui s'est passé les dernières secondes avant que Skye tombe dans le cratère. Mais Koa se réveille et l'assomme puis fuit avec l'appareil photo. À son réveil, Adam redescend au bar et il y trouve Phyllis ! Celle-ci lui avoue qu'elle a suivi Sharon qui a tenté de quitter Genoa alors qu'elle ne devait pas afin de venir le retrouver mais qui finalement a été arrêté dans l'avion. Elle lui annonce aussi que les autorités le recherchent pour le faux-témoignage qu'il a fait au juge. Adam lui demande son aide afin de retrouver Koa et elle accepte.
- Au début, ils ne savent pas par où commencer afin de retrouver Koa mais quand Phyllis tombe sur des dés truqués dans sa chambre d'hôtel, Adam a un déclic : Koa, étant un joueur de poker véreux comme l'était Skye, ne peut être qu'à un seul endroit : dans une salle de jeu. Ils réussissent à en trouver une, non loin de l'hôtel, et y trouvent Koa. Phyllis, dans le rôle de la rabatteuse, entre dans le cercle de jeu et se rapproche de Koa. Au bout d'un moment, elle s'en va leur chercher des verres et met un puissant sédatif dans celui-ci de Koa, le lui donne et s'en va. Très vite, Koa se fait expulser par le videur parce que les joueurs ont compris qu'il trichait et s'écroule dehors. Phyllis et Adam le ramènent dans sa chambre et l'attachent au lit. Quand Koa se réveille, ils demandent à Koa l'appareil photo. C'est alors qu'il leur avoue l'avoir vendu à un jeune garçon sur un marché nocturne. Phyllis et Adam s'y rendent afin de le retrouver. Ils parviennent à retrouver l'appareil de Sharon mais la carte mémoire n'est plus dedans. Adam décide alors de rentrer pour soutenir Sharon tandis que Phyllis reste un peu plus pour retrouver la carte mémoire.
- Au retour d'Adam, le procès de Sharon a déjà commencé. Il lui propose alors de l'aider à s'évader mais Sharon refuse et pense qu'elle sera innocentée car finalement, aucune preuve ne l'incrimine. Mais, Adam préfère tout de même laisser un sac contenant une fausse carte d'identité, des vêtements, du chloroforme, un tube de coloration pour cheveux et des clés de voiture dans les toilettes pour dames du tribunal pour elle au cas où elle est reconnue coupable. Le 8 avril, Sharon est reconnue coupable. Elle décide suivre le plan d'Adam alors, elle se rend aux toilettes, trouve le sac que lui a laissé Adam, imbibe un mouchoir de chloroforme, endort la policière qui l'a accompagné et s'évade en passant par la fenêtre avec des barreaux qu'Adam avait coupés pour elle. Rapidement, l'alarme retentit au tribunal et les médias présents filment l'annonce de l'évasion de Sharon. Adam feint la surprise et la peur pour la femme qu'il aime. Il lui demande même de revenir à Genoa en utilisant l'une des caméras de télévision présentes. Cependant, Nick et Phyllis se doutent qu'il l'a aidé à s'enfuir. Et lorsque Adam s'en va à Saint-Martin, ils décident de le suivre en pensant qu'il les amènera à Sharon. Or, c'est une ruse d'Adam afin de les éloigner le plus possible de Sharon.

### La mort de Sharon
- Pendant qu'il est à Saint-Martin, Adam reçoit un appel de Sharon, en réalité à la Nouvelle-Orléans. Elle lui dit qu'elle en a marre et qu'elle ne sait pas comment elle pourra vivre constamment en cavale. Mais Adam la remotive et lui dit qu'il compte venir à sa rencontre le soir-même. Alors Sharon décide de s'arrêter dans un hôtel en bord de route. Seule dans sa chambre, elle se rend compte qu'elle inflige à ses enfants la honte d'avoir une mère accusée de meurtre et en cavale et prend conscience des erreurs qu'elle a accumulées. Elle décide alors de ne pas attendre Adam et de partir en cavale seule. Avant de partir, elle écrit 3 lettres d'adieu pour Adam, Noah et Faith qu'elle laisse sur la table de chevet. De nouveau sur la route, Sharon se fait attaquer par un couple qui lui vole sa voiture mais aussi ses bijoux dont sa bague de fiançailles. N'ayant plus de papiers ni de voiture, elle erre au bord de la route jusqu'au moment où elle trouve un dinner dans lequel elle s'arrête pour manger. Pendant ce temps, Adam quitte Saint-Martin. Il paie un employé de l'hôtel afin qu'il l'aide à piéger Phyllis et Nick. Il monte sur un bateau en sachant pertinemment qu'ils le suivent. Et juste avant que le bateau parte, il s'en va sans que Phyllis et Nick le voient. Ils sont donc bloqués sur le bateau qui quitte le port et perdent la trace d'Adam. Ensuite, Adam arrive à l'hôtel de Sharon mais constate qu'elle n'est pas là. Le propriétaire le fait entrer dans sa chambre et là, il tombe sur les lettres qu'elle a laissées. Il lit celle qui lui est adressée et comprend que Sharon ne l'a pas attendu. Il est encore sous le choc par rapport à ce qu'il a lu quand le propriétaire l'informe qu'il y a eu un accident de voiture non loin de l'hôtel et que la voiture correspond à celle de Sharon. Au dinner, Sharon entend aussi qu'il y a eu un accident de voiture mais que la conductrice en est morte, gravement brûlée et "qu'il pourrait s'agir de Sharon Newman à cause de la photo du faux permis de conduire retrouvé dans son sac côté passager". Elle comprend alors que c'est la femme qui lui a volé sa voiture qui est morte et qu'on pense que c'est elle-même. Sharon paie et s'en va immédiatement du dinner. Elle se dit que c'est peut-être mieux qu'on la pense morte finalement. Adam, lui arrive sur le lieu de l'accident et voit l'ampleur des dégâts. Plus tard, il va reconnaître le corps et en voyant la bague de fiançailles de sa mère qu'il a donnée à Sharon au doigt du cadavre, il confirme au médecin légiste, effondré, que c'est bien elle. Elle est alors officiellement déclarée morte le 15 avril 2011 (épisode diffusé en France début octobre 2014 sur TF1). Au petit matin, Sharon continue d'errer dans le désert jusqu'au moment où elle trouve une grange qui semble abandonnée. Elle prend des duvets et s'endort sur du foin. Mais alors qu'elle dort, un homme la réveille. Tout d'abord effrayée, Sharon se lève vivement et le menace avec une fourche. Mais l'homme lui dit qu'il ne lui veut aucun mal et qu'elle est dans sa grange. Finalement, Sharon pose la fourche et s'excuse. Au moment de partir, une des brebis de l'homme s'apprête à mettre bas. L'homme lui demande son aide. Elle accepte et ensemble aident la brebis à mettre bas. Ensuite l'homme se présente à Sharon en lui disant qu'il s'appelle Sam Gibson et elle, lui donne un faux nom : Sheri Coleman.
- Adam se rend immédiatement chez Doris pour lui annoncer la nouvelle en première. Elle est effondrée. Quand il se propose afin de l'aider à s'occuper de ses funérailles, elle refuse catégoriquement. Le 18 avril 2011 (épisodes qui seront diffusés en France autour de novembre 2014 sur TF1), la ville de Genoa apprend qu'elle vient de mourir dans un accident de voiture. Toute sa famille est anéantie. Quelques jours plus tard, le 22 avril, auront lieu ses funérailles où Nick tient un discours en mémoire de son ex-femme, la mère de ses deux enfants Noah et Faith. Et là, il dit qu'elle a toujours compté pour lui et qu'elle a été son premier grand amour. Adam, qui a été viré de la cérémonie passe par la cloche de l'église pour pénétrer à l'intérieur. Là, il interrompt la cérémonie et fait le procès des Newman car pour lui, chacun d'entre eux ont contribué à la mort de Sharon en l'abandonnant avant. Il finit par se faire arrêter. Ensuite, il passe un marché avec Victor : s'il annule les charges qui pèsent sur lui, il lui donnera les lettres d'adieu écrites par Sharon. C'est Noah, qui finalement prend la décision d'annuler les charges qui pèsent contre Adam et ainsi, il peut lire la lettre que sa mère lui a laissée. Adam est libre et il apprend qu'il a hérité de la maison de Sharon car après qu'il l'ait demandé en mariage, Sharon a fait changer son testament.
- Peu après l'accident de Tucker, Victor fait annuler son mariage avec Diane et la vire du ranch quand il apprend qu'elle a eu une liaison avec lui. Alors qu'elle est au Gloworn, déboussolée et furieuse contre Victor, il la croise et lui propose de vivre avec lui pour faire enrager son père. Elle accepte. Quand Victor l'apprend, il entreprend des démarches pour le virer tous les deux de la maison de Sharon. Comme il ne peut pas toucher au testament de Sharon, il demande une ordonnance restrictive à leur encontre pour les empêcher d'emprunter le chemin qui mène de l'entrée du ranch à la maison de Sharon. Adam et Diane sont contraints de prendre une chambre à l'Athlétic Club.
- Quelque temps plus tard, Doris sollicite son aide et celle de Nick afin de prouver que Sharon ne s'est pas suicidée contrairement à ce que disent les journaux et le procureur Walsh car à cause de ça, elle ne peut pas toucher l'assurance-vie de Sharon. Ils se rendent à la Nouvelle-Orléans avec Diane pour rencontrer un expert qui va étudier la scène de l'accident et rendre son verdict. Les frères Newman sont bouleversés de se retrouver là où leur bien-aimée est morte. Plus tard dans la journée, Nick rentre à Genoa et Adam demande à Diane de rentrer aussi après l'avoir remercié. Il va faire un tour à la fête de l'agneau pour se détendre. Cependant, Sharon y est aussi, avec Sam et Piper sa voisine. Quand elle le voit, elle se cache tout en se rapprochant le plus près possible de lui. Au même moment, l'expert arrive et confirme à Adam que la mort de Sharon est bien accidentelle. Adam le remercie, lui dit qu'il va pouvoir faire son deuil tout en sachant que la vérité est rétablie. Les mots d'Adam touchent profondément Sharon mais en l'entendant parler comme ça, elle se dit qu'elle ne peut plus faire machine-arrière et qu'elle doit commencer une nouvelle-vie ici. Ensuite, elle s'en va, rejoint par Sam et Piper. Alors qu'il est sur le point de partir, un homme vient à la rencontre d'Adam. C'est l'homme qui a volé la voiture de Sharon ! Celui-ci lui demande s'il est sûr que c'est bien Sharon qui est morte dans cet accident le 15 avril car sa femme a disparu à la même date. Adam lui confirme que c'est bien Sharon car quand il est allé reconnaître le corps, il a reconnu la bague de fiançailles de sa mère qu'il lui avait offerte. Une fois Adam parti, l'homme reste très pensif. Quand Adam rentre à Genoa, il surprend Nick et Diane en plein action dans leur chambre à l'Athletic Club.
- Alors que Newman Entreprises est sur le point d'entrer en Bourse, Adam, avec la complicité de Diane, envisage de faire croire au monde entier que Victor est mort le jour de l'introduction. Pour ce faire, Diane devra occuper Victor, ce qui permettra à Adam de diffuser la nouvelle de sa mort dans le monde. Ainsi, le prix des actions Newman chutera, Adam en rachètera le plus possible, ce qui fera enrager son père et ce qui le rendra riche. Newman Entreprises entre en Bourse le 16 juin 2011 (épisode diffusé en France le 21 novembre 2014 sur TF1). Au début, le cours de l'action est très élevé. C'est là qu'Adam met son plan en marche. Diane se rend au ranch pour retarder Victor qui doit aller rejoindre Michael, mais avant d'y aller, elle passe chez Jack pour lui parler du plan d'Adam, en échange d'argent. Ensuite, arrivée chez Victor, elle lui annonce qu'elle est enceinte de lui. Victor n'en croit pas un mot mais Diane lui confirme que c'est bel et bien vrai. De plus, elle joue sur le fait qu'elle ne peut pas vivre sans argent et sans maison alors qu'elle est enceinte. Alors, il s'engage à l'aider financièrement jusqu'à ce qu'un test de paternité soit fait. Au moment où elle s'en va, elle fait mine d'avoir très mal au ventre, jusqu'à simuler une fausse-couche imminente. Victor appelle les urgences sur-le-champ et Diane en profite pour mettre le portable de Victor sur silencieux. Diane le supplie de l'accompagner à l'hôpital et il accepte. Adam entre alors en action : il appelle la Bourse et leur annonce que son père a fait un AVC. Il leur envoie même une image satellite de l'ambulance dans laquelle sont Victor et Diane. La Bourse diffuse un flash annonçant que Victor est dans un état critique à la suite d'un AVC. Michael le voit, il essaie de joindre Victor mais celui-ci ne répond. Il envoie un message à Nick, à l'audience de Victoria et William par rapport à Lucy. Quand on annonce que Victor est mort, le prix des actions Newman chute, ce qui permet à Adam, mais aussi à Jack d'en acheter en très grande quantité. Dans l'ambulance, une urgentiste examine Diane mais ne trouve rien. Quand elle la touche, Diane refuse, ce qui rend Victor suspicieux. Il comprend qu'elle n'a jamais été enceinte. Diane lui avoue fièrement qu'elle a menti, qu'elle a fait ça pour se venger de lui. De rage, il jette hors de l'ambulance alors qu'elle est en train de rouler. Finalement, Victor rentre chez lui et explique tout à Michael et à Nick. Par la suite, il dément la rumeur concernant sa "mort". Plus tard, Diane et Adam fêtent leur victoire au Gloworn. Adam lui avoue alors qu'il a fait ça pour faire partie du conseil d'administration de Newman Entreprises quand il se rejoint par Jack, lui aussi très heureux d'avoir pu acquérir autant d'actions Newman grâce à sa brillante idée. Adam ne comprend pas alors Jack lui avoue que Diane lui a vendu l'information. Diane se retrouve entre deux feux mais tente de minimiser ce qu'elle a dit à Jack. Adam ouvre alors les yeux sur Diane car même s'il connaissait sa réputation, il lui accordait sa confiance. Pendant ce temps, Victor découvre que deux personnes en particulier ont acheté beaucoup de ses actions. Il pense immédiatement à Adam. Il est content d’apprendre que l’autorité des marchés a lancé une enquête. Lorsqu’il voit Jack, Adam et Diane au Gloworn, il prend conscience que Jack était dans le coup aussi. Il leur dit qu'ils ne s'en sortiront pas impunément car l'autorité des marchés financiers finira bien par enquêter, sans les prévenir de la menace qui pèse déjà sur eux. Quand ils retournent dans leur chambre, Adam paie Diane et la remercie d'avoir balancé son plan à Jack car grâce à ça, il n'est plus impliqué dans cette affaire contrairement à Jack et elle. Diane comprend alors qu'elle va être suspectée de ce qu'a orchestré Adam par l'autorité des marchés financiers. Pour elle, c'est une ordure. Adam lui retourne le compliment et lui dit qu'elle l'a trahi en premier. Donc pour lui, c'est un juste retour des choses. Diane est totalement paniquée.
- Gus Heyman, un ancien employé à lui, est l'agent envoyé par l'autorité des marchés financiers pour enquêter sur ce qui s'est passé le jour de l'introduction en Bourse de Newman Entreprises. Victor veut à tout prix coincer son fils mais Gus pense qu'il n'a pas monté cette histoire pour faire baisser le prix des actions Newman. Pour lui, l'investigatrice de tout est Diane et Adam et Jack l'ont aidé à acheter un maximum d'actions. Ses soupçons se confirment quand il entend Diane dire à son fils qu'il faut qu'ils quittent la ville le plus rapidement possible. Il se présente à elle et lui interdit de quitter l'État sous peine d'être arrêtée. Juste après, Victor remet des incitations à comparaitre à Diane, Adam et Jack. Victor passe un marché avec Diane : il fera en sorte qu'elle ne soit plus dans le collimateur des marchés financiers si elle change son témoignage quant à la nuit où Tucker s'est fait renversé. Elle change son témoignage, ce qui embête le procureur, sauf que Victor ne respecte pas sa part du marché. Quand Diane l'apprend, elle passe un marché avec le procureur pour faire tomber Adam & Victor en échange d'une immunité. Adam détruit le Newman Fund à la demande de Jack. Il crée alors un nouveau fond, Oak Alley Partners, vers lequel ils envoient ses anciens clients en leur promettant qu'ils gagneront deux fois plus. Avec toutes les parts qu'il a gagnées, Adam devient membre du conseil d'administration de Newman Entreprises, grand dam de son père.

### Le retour de Sharon: la fin de leur histoire
- Quelques jours plus tard, Adam apprend que Phyllis a confié un stock de cartes mémoires à un ami de Malcolm pour qu'il y trouve la vidéo de Sharon avec Skye. Quand il l'appelle, elle lui dit de les jeter mais Adam demande à les récupérer. Il donne la moitié des cartes à Noah pour qu'il l'aide à regarder leur contenu.
- Le 8 juillet, Nick, Doris, Noah et Faith lui rendent un dernier hommage. Sa mère dit qu'elle a été "sa baby girl". Noah parle pour lui et sa petite sœur. Il lui dit qu'il l'aime et qu'elle lui manque. Nick dit qu'elle a été son premier amour et sa meilleure amie malgré leur divorce. Puis sur le pont du parc de Genoa, il disperse ses cendres pour qu'ils puissent tous faire leur deuil. Adam, qui n'a pas été convié à cette petite cérémonie, y assiste caché dans les buissons. Pendant ce temps à la Nouvelle-Orléans, Sharon fait à sa nouvelle vie. Sam la sent beaucoup plus sereine, c'est alors qu'il lui propose d'aller au bal de la ville avec lui. Elle refuse. Cependant, Sam doit quand même y aller parce qu'il s'est engagé à aider pour les préparatifs. Après le départ de Sam, Piper arrive, en pensant partir à la fête avec "Sheri" mais celle-ci lui annonce qu'elle ne compte pas y aller. Elle accepte finalement quand elle lui dit que c'est la première fois que Sam se rend au bal depuis que sa femme l'a quitté. Elle fait donc une surprise à Sam en arrivant à la fête, avec Piper, avec la robe qu'il lui a achetée. Sam lui présente ses amis, dont le policier qu'il l'a arrêté sur la route après son évasion, la propriétaire du dinner dans lequel elle est allée après s'être fait voler sa voiture et enfin le père de Piper, policier aussi. Au cours de la fête, l'homme qui a volé sa voiture tente de voler celle de la propriétaire du dinner. Il est maîtrisé par les amis policiers de Sam, qui le ramènent à l'intérieur de la grange où a lieu la fête pour que la femme le reconnaisse. Sauf qu'en entrant, il reconnaît parfaitement Sharon, de même qu'elle. Les amis policiers de Sam l'amènent dehors et là il leur explique que Sharon Newman est bien en vie et à l'intérieur. Ils rentrent dans la grange et arrête Sharon devant tout le monde. Sam ne comprend pas, Sharon a juste le temps de lui dire qu'elle lui a menti à propos de son identité et qu'elle est désolée. Piper est en larmes. Au même moment, Adam trouve la carte mémoire de l'appareil photo de Sharon contenant la vidéo avec Skye juste avant sa mort. Il peut donc laver le nom de sa bien-aimée.
- La nouvelle quant à l'arrestation de Sharon se répand le soir-même à Genoa. Ce sont tous d'abord Nick et Phyllis qu'ils l'apprennent par téléphone, puis Noah à la télé et enfin Jack et Adam sur Internet. Le 11 juillet (épisodes qui seront diffusés en France fin décembre 2014 sur TF1), elle est transférée à Genoa. Phyllis se rend au poste pour voir Sharon de ses propres yeux. Nick la suit et lui demande de s'en aller pour éviter un scandale. Il demande des explications à Sharon mais en les entendant, il pète un plomb. Il n'arrive pas à croire qu'elle n'ait pas pensé que se faire passer pour morte a été douloureux pour tous ses proches. Il la blâme pour ce qu'elle a fait et s'en va. C'est ensuite Adam qui parle avec elle. Il est plus heureux que jamais, ayant rêvé que ce jour arrive. Il ne lui en veut pas du tout. Sharon est heureuse aussi mais elle se sent coupable de l'avoir trompé avec Sam. Elle décide alors de tout lui dire sauf qu'Adam, vraiment très heureux, ne la laisse même pas parler. C'est alors que Sam débarque ! Sharon n'en revient pas, Adam se retourne et le voit. Les deux hommes comprennent alors ce qu'ils sont pour Sharon. Sharon tente de le retenir mais Adam s'en va, se sentant trahi. Quand il apprend que sa mère est en vie, Noah refuse d'aller la voir. Mais Eden, finalement, réussit à le convaincre d'aller la voir. Leurs retrouvailles sont émouvantes. Noah dit à sa mère qu'il lui pardonne tout. De plus, il lui dit qu'Adam a trouvé la preuve de son innocence. Mais pendant ce temps, Adam, fou de rage d'avoir été trompé, jette la carte mémoire depuis le pont du parc. Le lendemain, Sharon a une discussion avec Sam. Elle s'excuse encore de lui avoir menti. Elle répond à toutes ses questions mais au bout d'un moment, elle lui demande de partir, retourner au ranch et à sa vie de vétérinaire seul en oubliant qu'il l'a rencontré et ce qu'il s'est passé entre eux. Sam refuse de partir pour le moment, il veut en savoir plus sur ses déboires judiciaires et à partir de là, il décidera de ce qu'il fera. Finalement, c'est Victor qui le convainc de rester pour Sharon. Ensuite, Sharon demande à Adam de venir la voir. Elle lui explique tout, avec Sam. Adam lui dit qu'il est très déçu qu'elle n'ait pas essayé de le contacter parce qu'il aurait été prêt à l'aider. Sharon lui dit alors qu'elle l'a vu à la fête du plus bel agneau de San Pueblo mais qu'elle n'a pas été le voir pour ne pas l'impliquer dans sa cavale. Quand elle lui demande pour la preuve de son innocence, Adam lui ment ouvertement en lui disant qu'il n'a finalement rien trouvé.
- Juste après, il apprend par l'une de ses taupes au bureau du procureur que Diane a fait une déposition contre lui au procureur lui-même. Il la confronte mais Diane nie tout. À partir de ce moment-là, Adam n'a plus confiance en elle mais décide de continuer à se servir d'elle pour nuire à Victor. Il lui fait part de son nouveau plan : envoyer Victor en prison en leur place. Pour ce faire, il veut monter sa mort (celle de Diane). Il lui dit qu'elle doit d'abord confier la garde exclusive de Kyle à Victor. Celui-ci accepte rapidement de signer les papiers qui le rendent tuteur de Kyle. Mais Diane ne veut pas que Kyle soit à Genoa lorsque les choses dégénèreront. Adam s'engage alors à le faire partir loin pour que ne personne puisse le retrouver. Il fournit à Diane de faux papiers avec de fausses identités, Jennifer et Timothy Bilton, pour elle et Kyle. Le soir même, elle envoie Kyle dans un pensionnat en Suisse sans que personne le sache. Elle dit à Kyle de ne pas l'appeler et qu'elle le rejoindra d'ici peu.
- Le 20 juillet 2011 a lieu le procès de Sharon. Seuls Adam, Jack Victor et Sam y assistent. la juge la condamne à 25 ans de prison pour meurtre avec préméditation et 5 ans en plus pour s'être évadée. Sharon est bouleversée, Adam est impassible. Son attitude surprend bon nombre de monde, surtout Phyllis. Elle ne comprend pas pourquoi Adam n'est pas auprès de Sharon, pourquoi il ne cherche plus à l'innocenter alors que c'est maintenant qu'elle en a le plus besoin. Alors, elle décide de chercher des réponses. Elle contacte l'ami de Malcolm à qui avait confié les cartes mémoires et qui en avait remis une partie à Adam. Celui-ci lui annonce qu'Adam l'a appelé afin de restaurer le son sur une vidéo en particulier. Elle découvre plus tard que c'est la vidéo sur laquelle Sharon tente de sauver Skye. Elle confronte Adam, qui lui dit qu'il n'a finalement rien trouvé. Mais Phyllis n'y croit pas et lui demande la carte mémoire contenant la vidéo. Adam lui dit qu'il ne l'a plus. Elle décide alors d'écrire un article qui accuse Adam d'avoir la preuve de l'innocence de Sharon mais de ne pas l'utiliser pour la faire libérer. Lorsque l'article sort, Leslie le montre immédiatement à Sharon. Elle ne peut pas le croire mais son entourage si ainsi que Sam. Ensuite Leslie informe Sharon qu'elle va être conduite au pénitencier le jour même mais qu'elle peut y échapper si elle accepte le marché que lui propose Walsh. Il lui propose d'avouer qu'Adam l'a aidé à s'évader en signant une décharge et en échange, elle pourra rester en prison à Genoa donc être plus proche de sa famille. Elle refuse de dénoncer l'homme qu'elle aime mais quand Leslie lui demande s'il vaut vraiment la peine qu'elle passe des années en prison loin d'ici, elle devient pensive. Sam revient la voir, elle lui explique le marché de Walsh et il lui conseille d'accepter. C'est alors qu'Adam arrive et les interrompt. Sam les laisse discuter. Adam manipule Sharon en lui disant qu'il l'aime toujours bien qu'elle l'ait trompé et qu'elle va passer une grande partie de sa vie en prison. Il lui dit qu'il veut malgré tout sceller leur amour et lui montrer à quel point il l'aime en se mariant de nouveau. Sharon est étonnée mais surtout folle de joie : pour elle, ce sera son dernier moment de bonheur avant la prison. Elle lui fait part aussi de la proposition de Walsh et à sa grande surprise, Adam lui conseille d'accepter.
- Le lendemain, le 23 juillet, un prêtre vient à la prison pour les marier. Alors qu'ils sont en train d'échanger leurs vœux, Sharon dit "oui" mais Adam dit "non". Dans un premier temps, elle est choquée et ne comprend pas. Adam lui dit que jamais il ne pourra se marier avec elle après ce qu'elle lui a fait. Sharon finit par comprendre : il n'a pas digéré le fait qu'elle l'ait trompé avec Sam et même le lui fait payer en lui faisant croire qu'il l'aime toujours. Adam lui dit qu'elle mérite ce qu'il lui arrive. Elle n'en revient pas car c'est pour lui qu'elle se retrouve maintenant dans cette situation. Elle comprend que tous ceux qui lui ont dit de se méfier de lui avaient raison. Elle comprend aussi que Phyllis avait raison : il a la preuve de son innocence mais il ne l'utilise pas pour la disculper. Adam lui fait comprendre qu'il ne l'a plus et avant de partir, il donne sa bague de fiançailles, la bague de sa mère, au gardien qui les surveille car pour lui, elle n'a plus la même valeur depuis que Sharon l'a porté. Après son départ, Sharon est conduite au pénitencier. Quand Sam apprend ce qu'il a fait à Sharon, il va lui rendre visite et le frappe. Lorsqu'elle va la voir en prison, Sharon lui raconte tout ce qui s'est passé pour qu'elle se retrouve ici et notamment le fait qu'Adam ne veuille pas utiliser la carte mémoire de son appareil photo pour l'innocenter. Elle décide alors, dans un premier temps, de draguer Adam pour essayer d'en savoir plus sur cette carte mémoire sauf que dès leur première rencontre, Adam la repère, sachant déjà qui elle est. De plus, il lui avoue plus tard à demi-mot qu'il a jeté la carte mémoire dans le ruisseau dans le parc de Genoa. Elle change alors de stratégie : elle tente d'organiser un nouveau procès pour Sharon en montrant qu'il y a eu vice de procédure dans le premier. Pour ce faire, elle révèle que les jurés se connaissaient déjà avant le début du procès et met le procureur au pied du mur qui est obligé de lui céder.

### La mort de Diane: Adam, principal suspect
- Le 28 juillet 2011, Adam apprend par son père que la Cour fédérale a rendu son rapport sur le jour de l'entrée en Bourse de Newman Entreprises et qu'il est condamné seul pour fraude. Il comprend immédiatement que Diane a bien fait une déposition sur lui quelques jours plus tôt au procureur contrairement à ce qu'elle lui a dit, ce qui lui a permis d'être totalement blanchie dans cette histoire. Il la confronte et comme pour la première fois, elle nie tout sauf qu'il lui dit qu'il a vu l'acte d'accusation contre lui cette fois-ci. Diane est donc contrainte d'avouer. Pour Adam, c'est la trahison de trop. Il lui dit qu'il ne marche plus avec elle désormais et qu'elle n'aura pas un sou. Diane est furieuse car elle a besoin de cet argent pour rejoindre Kyle. Adam lui fait comprendre qu'il est trop tard.
- Diane doit donc se débrouiller pour rejoindre Kyle. Grâce à Deacon Sharpe, elle est en possession de la vidéo dans laquelle Abby avoue qu'elle a renversé Tucker. Avant de s'en servir, elle décide de s'attaquer à tous les Newman. Elle commence par poursuivre Nikki, en cure de désintoxication, pour adultère et la rend responsable de l'annulation de son mariage avec Victor. Lorsque Victor apprend la nouvelle par Victoria, il se rend tout de suite à l'Athletic Club pour la confronter. Il lui ordonne de dire publiquement qu'elle a menti pour le nuire car tout ça est faux. Mais Diane, pour le faire enrager, lui montre la photo qu'elle a prise de Nikki et lui au lit au moment où ils étaient encore mariés ainsi que la vidéo de la confession d'Abby quand il la menace. Elle le menace de la diffuser s'il ne lui donne pas d'argent. Pour lui montrer qu'il ne cédera pas à son chantage, il lui arrache la caméra des mains et la jette contre la cheminée. Mais Diane commence à hurler et lui dit ne pas l'approcher, afin de faire croire à ses voisins de chambre qu'il est train de la battre. Après le départ de Victor, elle appelle la police et rapidement Victor est arrêté. Ensuite, elle vend la photo à un magazine qui en fait sa une avec le titre "Once a Stripper, Always a Slut" (Un jour une prostituée, toujours une garce). Quand Victoria appelle le centre de désintoxication pour prévenir sa mère, on lui apprend qu'elle a disparu. Diane rend ensuite visite à Jack. Elle lui avoue qu'elle a envoyé Kyle dans un pensionnat étranger. Jack veut savoir où exactement mais Diane lui fait comprendre que s'il veut Kyle, ce sera avec elle aussi afin de lui donner une famille. Puis elle se déshabille alors que quelqu'un les regarde par la fenêtre et s'en va. Mais Jack refuse de coucher et de se remettre avec elle : il veut seulement son fils. Diane, vexée, lui dit qu'il n'est qu'un donneur de sperme et qu'il ne le verra plus jamais. Juste après, Nick l'appelle et lui demande de la rejoindre au Néon Ecarlate pour discuter à propos de ce qu'elle a fait à sa mère. Quand elle arrive, elle lui explique que ce sont ses ennemis qui l'ont contraint à faire ça mais que lui n'en fait pas partie parce qu'elle l'aime. Nick lui répète pour la énième fois que ce n'est pas réciproque. Alors elle lui demande de lui donner de l'argent en souvenir du bon vieux temps s'il veut qu'elle disparaisse. Mais au même moment, Phyllis arrive et les interrompt. Elle l'insulte de traînée et les deux femmes se disputent. Adam, quant à lui, est sur la passerelle du parc de Genoa et se dit que Diane mérite de mourir pour ce qu'elle lui a fait. Quelques heures après son arrestation, Victor paie sa caution pour sortir de prison. Aussitôt sorti, il appelle Ashley pour la prévenir que Diane sait que c'est Abby qui a renversé Tucker. Ashley confronte Diane juste après au Néon Ecarlate. Celle-ci lui demande de l'argent en échange de la vidéo mais elle refuse catégoriquement de céder à son chantage. C'est alors qu'elle lui avoue qu'elle a bien couché avec Tucker, comme Abby lui avait dit. De rage, Ashley la gifle et s'en va. Ensuite, Diane rentre dans sa chambre à l'Athlétic Club mais elle croise Michael et Victor au rez-de-chaussée. Michael lui demande de quitter la ville dès ce soir pour sa propre sécurité car elle s'est fait beaucoup trop d'ennemis à Genoa. Il lui dit qu'il est prêt à lui donner de l'argent. Diane l'en remercie et lui confirme qu'elle compte partir ce soir-même. Au bar, Adam l'interpelle et lui propose de refaire équipe pour nuire à Victor en échange d'argent mais elle, devra revenir sur tout ce qu'elle a dit au procureur. Diane accepte immédiatement. Le plan entre alors en marche le soir-même. Elle se rend au parc. Là, elle reçoit le message confirmant qu'Adam a bien transféré l'argent promis sur son compte en Suisse. Aussitôt, elle appelle Kyle pour lui dire qu'elle est en chemin puis envoie un message à Victor, Nick, Phyllis, Ashley, Tucker, Abby, Jack et Victoria leur demandant de la rejoindre près de la passerelle dans le parc. Le lendemain matin, on les revoit tous, agissant de manière bizarre comme s'ils voulaient cacher quelque chose. Plus tard, en allant pêcher, Murphy retrouve le corps de Diane flottant dans la rivière avec l'arrière de la tête couverte de sang. Il appelle la police. L'équipe médicale arrive rapidement sur place et confirme le meurtre de Diane. L'autopsie révèle qu'elle a été frappée derrière la tête à 10 reprises et qu'elle est morte au bout du 3e coup à peu près. De plus, elle révèle qu'une trace laissée par une bague arborant les armoiries d'Harvard est présente sur son bras ainsi qu'une clé, enfoncée dans sa gorge. En moins de 24h, l'affaire devient une affaire d'Etat. La police fait appel à un ancien agent du FBI, Ronan Malloy (le fils de Nina volé à la naissance), afin de la résoudre.
- Ce matin-là, Adam est dans sa suite. Il sort de la douche lorsqu'il voit que ses chaussures sont pleines de boues. Il les nettoie immédiatement avant de descendre au rez-de-chaussée. Là, il apprend la nouvelle par Katherine, qui a été averti par Murphy. Rapidement, Ronan va découvrir que Diane a envoyé le même message à tous ses ennemis. Donc, il décide de tous les interroger ainsi qu'Adam, que Jack & Victor suspectent. Adam nie avoir été avec Diane dans le parc la veille mais à l'Athlétic Club avec une femme, Elena Strauss, qui confirme ses dires. Or, il ment et était avec Diane la veille afin de faire croire que Victor l'avait tué. Il a notamment fait des traces de lutte, aspergé une pierre du sang de Diane et mis la montre de Victor en dessous de la pierre pour donner l'illusion qu'un crime a été commis. Ensuite, Diane lui a dit qu'elle ne lui faisait pas confiance. Elle l'a même averti que si elle n'arrivait pas en Suisse en toute sécurité, l'homme qui a reçu la photo de l'ambulance dans laquelle elle était avec Victor le jour de l'entrée en Bourse de Newman Entreprises dirait publiquement que c'est lui qui lui a fourni la photo et les infos. Mais après les révélations de Victor, Ronan décide perquisitionner la chambre d'Adam. Il y trouve sa bague d'Harvard et la lui prend sans rien lui dire. Adam, qui s'en aperçoit le lendemain, se rend au poste et lui ordonne de la lui donner. Ronan lui avoue qu'il l'a prise pour la comparer avec la trace retrouvée sur le bras de Diane mais que cependant, il n'y avait aucune correspondance entre elles. Il la garde toutefois en interdisant à Adam de quitter la ville.

### Le procès de Sharon et le retour de Patty
- L'implant rétinien restaure la vue périphérique d'Adam. Sa vue est désormais complète. À son retour, la première personne à qui il annonce cette bonne nouvelle est Sharon. Elle se montre totalement indifférente à ce qu'il lui dit et lui ordonne de s'en aller. Peu après, Avery l'informe du nouveau procès de Sharon qui arrive. Elle lui demande de témoigner en sa faveur. Mais en même temps, Heather le cite à comparaitre et donc l'oblige à témoigner contre Sharon. Lors de la première audition de ce nouveau procès, Adam expose son infidélité avec Sam, affirme qu'elle a voulu abandonner ses enfants et dit qu'il ne sait pas si Sharon a tué Skye. Mais Avery le discrédite quand elle le fait lire devant la cour le compte rendu du témoignage qu'il a fait après la première arrestation de Sharon dans lequel il dit qu'elle n'aurait jamais pu tuer Skye et qu'elle n'était pas allée à Hawaï dans ce but. Sentant que le procès débute mal pour lui, le procureur propose le jour-même une offre à Sharon : si elle plaide coupable, elle ne fera que 18 mois de prison. Sharon accepte au grand regret de Victor et Avery. Pour lui faire changer d'avis au dernier moment, Avery demande à Nick d'emmener Noah et Faith au tribunal lorsque Sharon rendra sa décision au juge. Sa stratégie se révèle payante puisqu'en voyant ses enfants, Sharon refuse la proposition du procureur. Elle ne veut pas reconnaître quelque chose qu'elle n'a pas fait.
- Peu après, un soir d'octobre peu avant Halloween, tous les suspects du meurtre de Diane sauf Adam reçoivent un message de Ronan qui leur demande de les rejoindre dans un entrepôt à la sortie de l'autoroute pour discuter car il y a une fuite au poste. En réalité, ce n'est pas Ronan qui leur a envoyé les messages car quelqu'un lui a volé son portable alors qu'il surveillait la maison de Genevieve Atkinson quelques heures plus tôt. En pensant que le message vient de Ronan, tous vont à l'entrepôt et sont surpris les uns les autres de s'y voir. Puis soudain, un film se déclenche, montrant les dernières images de chacun des suspects avec Diane au parc, souvent avec de la violence, ce qui les rend suspicieux les uns envers les autres. Le fait que Ronan ne soit pas là les intrigue mais ils en profitent pour cacher le lecteur avant qu'il n'arrive. C'est alors que Nick et Victor commencent à se demander si ce n'est pas Adam, le seul suspect du meurtre qui n'est pas là, qui les a réunis ici. Mais, parallèlement, Adam a lui aussi été contacté anonymement pour aller à la foire aux citrouilles. Arrivé, là-bas, il ne voit personne mais soudain, il voit une citrouille habillée d'une tenue de bonne sœur. Pour lui, il n'y a alors plus l'ombre d'un doute, Patty Williams est de retour ! C'est alors que l'on voit à l'hôpital Myrna Murdock, la gouvernante de Genevieve, couverte de bandages, après avoir été gravement brûlée ce dans l'explosion du manoir de Geneviève le soir même, exceptée au niveau de la jambe gauche, là où elle a le tatouage d'un chat noir, le même que celui de Patty. Myrna est donc Patty et c'est apparemment elle qui les tourmente avec les indices et la caméra de surveillance qu'elle a volés dans le parc la nuit du meurtre. Le soir même, Adam reçoit le portable de Ronan. Celui-ci lui rend visite juste après, pressé par Victor et Nick, pour l'interroger sur son absence à l'entrepôt quand il voit son portable et l'arrête pour vol. Il appelle Avery et lui demande d'être son avocate mais elle refuse. Cependant, Victor lui demande d'accepter afin qu'il se sente redevable et aide Sharon, dont les chances de sortir de prison deviennent de plus en plus minces.
- Après avoir beaucoup pensé à Sharon, Adam lui rend visite et lui demande pourquoi elle s'est fait passer pour morte et si elle a pensé à lui durant toute cette période. Sharon, plus que choquée, lui répond que oui et lui dit qu'elle était amoureuse de lui jusqu'au moment où elle est revenue, qu'il l'a quitté et qu'il a ruiné ses chances de s'en sortir en faisant disparaître la carte mémoire. Adam lui propose alors de l'aider mais elle refuse totalement et lui ordonne de s'en aller. Cependant, Adam, qui réalise toujours être amoureux de Sharon, va essayer de rattraper son erreur et décide de l'aider secrètement. Le 27 octobre 2011, Chance, sur l'affaire Colin Atkinson (voir Jill Foster et Cane Ashby), est de retour à Genoa. Heather lui avoue qu'elle l'aime toujours et qu'elle souhaite reprendre leur relation mais Chance lui dit que ses sentiments ont changé et que tout est fini entre eux. Le cœur brisé, Heather se rend au bar de l'Athlétic Club et commence à boire. Là, Adam la voit et l'invite à boire avec lui en toute amitié. Très vite, Heather devient ivre et décide de rentrer. Mais Adam lui dit de ne pas prendre le volant et lui propose de monter dans sa chambre pour se reposer. Réticente au début, Heather finit par accepter. Pendant qu'elle s'absente aux toilettes, il appelle Ricky (le demi-frère d'Heather) et lui demande de venir en urgence. Au retour d'Heather, Adam l'embrasse langoureusement devant la porte de sa chambre puis à l'intérieur pendant que Ricky prend des photos d'eux. Le lendemain, Adam va voir Sharon à la prison et lui dit qu'il l'a aidé sans qu'elle le sache. Mais Sharon ne prend pas ses paroles au sérieux jusqu'au moment où Avery, que Ricky a mis dans la confidence, lui dit ce qu'il a fait. Avery lui dit alors qu'elle utilisera les photos pour démontrer un vice de procédure. Mais en même temps, Adam fait comprendre à Heather qu'il s'est servi d'elle pour la discréditer et faire libérer Sharon.
- Le 2 novembre 2011, une nouvelle audition dans le procès de Sharon a lieu. Avant le début de la séance, Heather, qui est maintenant au courant pour les photos, demande à Avery de ne pas s'en servir mais leur conversation est coupée par le juge qui annonce l'ouverture de la séance. Dès le début de la séance, Avery dit au juge qu'elle a un nouvel élément à lui montrer, élément qui pourrait remettre en cause le procès. Mais au moment où elle s'apprête à lui montrer les photos, Ronan & Phyllis débarquent en disant détenir la preuve de l'innocence de Sharon et apportent au juge la carte mémoire tant recherchée. En effet, Ronan l'a retrouvé dans la rivière sous le pont du parc après avoir fait draguer l'eau dans le cadre de l'enquête sur le meurtre de Diane et Phyllis qui rendait visite à Ronan au poste l'a reconnu. Après avoir entendu le dernier échange entre Sharon et Skye sur le volcan, le juge retire toutes les charges contre Sharon, y compris celle concernant son évasion considérant qu'elle l'a payé tout le temps qu'elle est restée en prison. Sharon n'en revient pas et est plus qu'heureuse. Elle remercie Phyllis en pleurs et celle-ci lui dit de se souvenir, à l'avenir, que c'est elle qui l'a sauvé et non Avery, tout en profitant pour prendre l'enveloppe contenant les photos d'Adam et Heather sans que personne la voie. Après la libération de Sharon, Phyllis les poste en ligne, ce qui provoque une tornade médiatique et contraint Heather à quitter Genoa. De plus, Victor ordonne à Adam de ne plus s'approcher de Sharon.
- Enfin libre, Sharon savoure chaque moment qu'elle passe avec ses enfants. Elle a l'occasion de parler avec Adam et lui dit qu'elle ne veut plus rien avoir à faire avec lui. Elle trouve honteux ce qu'il a fait à Heather, même si ça aurait pu lui permettre de sortir de prison. Cependant, pour elle, cet acte montre bien qu'il est machiavélique, qu'il n'hésite pas à nuire délibérément aux autres. Pourtant, Adam lui dit qu'il sait que malgré tout ce qui s'est passé entre eux, leur histoire n'est pas finie. Mais Sharon lui dit qu'au contraire, elle est bel et bien finie.

### De son retour à Newman Entreprises au mariage de Jack & Geneviève
- Peu après, Victor fait une proposition très étonnante à Adam : il lui propose de faire partie de nouveau du conseil d'administration de Newman Entreprises. bien que méfiant, il accepte à condition qu'il ait le même statut que Victoria au sein de l'entreprise. Quand Adam la nargue avec son retour dans l'entreprise, Victoria confronte son père mais découvre qu'il est en train de piéger Adam.
- Depuis l'incendie au manoir Atkinson, Patty ne cesse de rôder autour de Jack, jalouse de sa nouvelle relation avec Geneviève, en portant de grands chapeaux qui cache son visage quand elle est dehors ou un voile sur son visage quand elle est l'intérieur. Un jour, elle rentre dans le manoir Abbott avec sa propre clé mais Jack & Geneviève arrivent juste après et manquent de la voir. Elle a le temps de s'enfuir en passant par la cuisine mais tombe sur Adam dans le parc. Adam lui dit qu'il savait qu'elle était de retour et lui demande de partir. Mais Patty refuse et le menace de dire à la police ce qu'il a fait à Diane. Adam rétorque alors qu'il est innocent et l'accuse d'avoir tué Diane. Patty se contente de dire qu'elle était au parc le soir du meurtre et qu'elle a des preuves que n'a pas la police avant de s'en aller. Mais quelques jours plus tard, après avoir drogué Jack & Genevieve, elle demande à Adam de la rejoindre chez Geneviève et là, elle lui demande de l'aider à les séparer s'il ne veut pas qu'elle appelle la police. Adam se moque d'elle, en lui demandant qui pourrait la croire au vu de ses antécédents médicaux et judiciaires. Il lui rappelle qu'elle est en cavale depuis son évasion de l'hôpital psychiatrique et que si elle se présente à la police, elle sera immédiatement renvoyée à l'asile. Alors, il lui conseille de s'en aller loin de la ville. Patty lui jure sur la tombe de Mr.Kitty, en croisant ses doigts derrière son dos, qu'elle partira. Mais en réalité, elle se rend chez Newman Entreprises et place une trousse contenant une seringue avec de la drogue dans le bureau d'Adam avant d'appeler anonymement Ronan pour lui dire que l'arme du crime dans le meurtre de Diane se trouve dans les locaux de l'entreprise. Adam, qui n'a pas confiance en elle, la suit et enlève la trousse de son bureau pour la mettre dans celui de son père. Donc quand Ronan arrive, il trouve la seringue dans le bureau de Victor et l'arrête. Pendant ce temps, Nikki revient de cure de désintoxication.
- Peu après, Nikki avoue à Victor qu'elle a tué Diane. Pour la protéger, Victor décide de s'accuser du meurtre et demande à Adam de dire à la police qu'il l'a vu tuer Diane en échange de sa place de PDG de Newman Entreprises. Victor est emprisonné mais de nombreuses personnes dont Sharon ne croit pas à sa soudaine culpabilité. Alors, en le séduisant afin de gagner sa confiance, elle réussit à lui faire avouer qu'il n'a pas vu Victor tuer Diane. Mais au moment où ils sont le plus proche, Nick les surprend et pense que Sharon retombe dans les bras d'Adam. Il remet une nouvelle fois son jugement en doute. Pour empêcher Adam de prendre la tête de l'entreprise, il entre dans l'arène afin que le conseil d'administration élise le nouveau PDG. Il est en fait convaincu que le conseil l'élira lui, c'est pourquoi Adam commence à marchander avec certains membres du conseil pour qu'ils l'élisent. Il parvient à s'allier à Tucker. Après la condamnation de Victor à 25 ans de prison, Adam réunit le conseil et grâce au vote de Tucker à sa faveur, il devient le nouveau PDG de Newman Entreprises. Sa première décision est de virer Michael pour engager Vance Abrams à sa place.
- En voyant Sharon qui s'éloigne de plus en plus d'Adam, Nick est satisfait. Il lui demande alors de déposer une ordonnance restrictive contre lui pour qu'il ne s'approche plus de Faith et d'elle si elle veut passer du temps seule avec sa fille. Le jour même où elle a déposé l'ordonnance, elle voit Adam devant chez elle. Elle lui ouvre la porte et ils ont une discussion sincère dans laquelle Adam lui dit qu'il l'aime mais qu'il est prêt à renoncer à elle si c'est le moyen qui lui permettra d'être avec sa fille. Elle lui fait comprendre qu'elle l'aime aussi mais que leur amour est impossible. En sachant que la mesure d'éloignement ne prendra effet que le lendemain, ils couchent ensemble et au réveil sont heureux de l'avoir fait juste avant que Nick arrive pour emmener Faith à Sharon. Le soir même, le soir du réveillon, Adam passe la soirée au Jimmy's seul en pensant à Sharon. Désespéré de ne pas pouvoir être avec elle, il se rend chez elle ivre en lui disant qu'il l'aime et qu'il veut reprendre leur relation quoi qu'on en dise quand il voit une bague de fiançailles à son doigt. Il pense immédiatement que Nick l'a forcé à l'épouser pour pouvoir être avec Faith mais Sharon lui avoue que c'est Victor qui la lui a offerte. Adam est abattu et perdu si bien qu'il s'en va sans un mot. Il s'arrête pour boire à l'Athlétic Club quand il entend une dispute entre William et une femme. Après le départ de William, cette femme s'assoit près de lui au bar et ils commencent à discuter. Elle lui dit qu'elle s'appelle Chelsea et qu'elle porte l'enfant de William en lui montrant son ventre rond. Adam se présente et lui conseille de ne pas se servir de son enfant pour obtenir ce qu'elle veut, ce qu'il considère que Sharon a fait. Après avoir appris qu'elle avait obtenu la garde partagée de Faith grâce à Victor, Adam la rejoint au tribunal pour la féliciter. Ils sont seuls, Sharon lui demande de partir mais il refuse parce qu'il sait qu'elle ne le veut pas vraiment; Pour le lui prouver, il appelle la police lui-même pour dire qu'il viole l'ordonnance restrictive en pensant que lorsque les agents arriveront, Sharon les empêchera de l'arrêter. Mais à sa grande surprise et à sa grande déception, Sharon leur demande de l'arrêter. Le lendemain, elle épouse Victor à la prison. Pour se venger de son père, Adam décide de vendre Beauté de la Nature, la filiale la plus rentable de l'entreprise. Immédiatement, Jack lui demande de la lui vendre mais Adam a d'autres plans : il passe un marché avec Tucker dans lequel il lui demande de l'embaucher en échange de Beauté de la Nature. Sachant pertinemment qu'Adam veut nuire à son entreprise en vendant Beauté de la Nature, Victor demande à Sharon de le représenter à la réunion entre les membres du conseil quant à la vente ou non de la filiale et de voter contre. Ainsi, Sharon empêche la vente de la filiale. Mais juste après, il lui demande de voter la vente de la filiale et de n'en parler à personne, ce que Sharon ne comprend pas. Victor lui demande seulement de lui faire confiance. Parallèlement, Adam organise un nouveau vote et annonce à Sharon qu'il sera à bulletin secret cette fois-ci afin qu'elle puisse voter comme bon lui semble sans que personne le sache. Une nouvelle fois, Sharon fait ce que Victor lui a dit mais en allant le voir après, elle surprend Tucker qui sort du parloir. Elle comprend alors que Victor prépare et lui cache quelque chose. Elle confronte Victor qui lui avoue qu'il est en train de piéger Adam avec la complicité de Tucker, allié à la commission de marchés financiers pour le faire tomber. Elle se retrouve alors déchirée entre sa loyauté et son amour envers Adam et sa loyauté envers Victor. Mais se sentant trahie et manipulée par son mari, elle décide de tout dire à Adam. Alors au lieu d'aller ouvrir les enveloppes pour voir qui aura fait la plus grosse offre, il couche avec Sharon sur le bureau de Victor, devant son portrait. Tucker ne reçoit pas l'appel d'Adam, ce qui provoque la vente de Beauté de la Nature au plus offrant, en l'occurrence, la société NMJ qui s'avère être la société écran de Genevieve, la fiancée de Jack.
- Le soir même, Ronan fait arrêter toutes les personnes impliquées dans la mort de Diane. La police sait, grâce à Deacon que c'est Nikki qui a tué Diane en état de légitime défense mais de nombreuses zones d'ombres demeurent, comme le fait que des coussins avec des phrases renvoyant à chaque suspect aient été trouvés dans sa chambre ou encore la disparition de certains éléments de l'enquête. Deacon avoue que peu avant sa mort, Diane ne voulait plus faire partie du plan d'Adam mais elle avait absolument besoin d'argent pour rejoindre Kyle. Comme personne ne voulait l'aider, elle a accepté de marcher avec Adam le soir de sa mort et a demandé à Deacon de tout filmer. Il a donc filmé Diane en train d'étrangler Nikki et Nikki frappé Diane à la tête. Il a ramassé le téléphone d'Ashley, volé la caméra dans le parc et pris la seringue avant de les cacher derrière le Gloworn. Mais il avoue aussi que quelqu'un a volé toutes ses preuves. Comme aucun des suspects n'est en mesure d'aider la police, le procureur les arrête tous pour obstruction à la justice. Cependant, tout le monde est donc libéré le lendemain, le 30 janvier 2012 (épisode diffusé en France mi-mai 2015 sur TF1), Adam en premier étant donné que Sharon paie sa caution. Victor comprend tout de suite que Sharon a gâché son plan. Il n'est pas en colère mais lui demande d'ouvrir une bonne fois pour toutes les yeux sur Adam avant de lui dire qu'il va faire annuler leur mariage. Pendant ce temps, Paul décide d'aller au manoir de Geneviève afin de discuter avec Myrna, qui bizarrement disparaît toujours. Patty l'entend arriver et donc s'enfuit. Avec la permission de Geneviève, Il fouille dans sa chambre pour trouver des indices et met la main sur son ordinateur sur lequel il trouve des images des suspects avec Diane filmées par la caméra volée. Plus tard, Deacon avoue qu'une femme était avec lui dans le parc, elle a tout vu mais a dit qu'elle ne dirait rien. Il ajoute qu'il l'a un jour vu rôder derrière le Gloworn et qu'elle était obsédée par les chats. Paul se rend compte alors qu'il s'agit peut-être de Patty et quand il montre une photo d'elle à Deacon, il confirme que c'est bien elle.
- Alors que se prépare le mariage de Jack & Geneviève, Adam trouve Patty avec une arme dans son ancienne cachette sur le ranch Newman. Il comprend qu'elle compte tuer Geneviève, il tente alors de la dissuader en lui disant de partir maintenant. Comme elle refuse de l'écouter, il lui dit que Jack ne l'aime pas et furieuse, elle lui jette de l'acide au visage. Adam s'écroule, criant qu'il ne voit plus rien, alors que Patty s'enfuit. Le soir venu, après une discussion avec Jack, Geneviève prend conscience qu'elle a littéralement trahi Jack en achetant Beauté de la Nature dans son dos. Honteuse de ce qu'elle lui a fait, elle décide de ne pas se marier et de quitter la ville le soir-même. Elle écrit un mot dans lequel elle dit la vérité à Jack. Patty entre discrètement dans la maison et l'entend parler pendant qu'elle écrit. Après avoir fait livrer le mot à l'église, Geneviève monte, effondrée, à l'étage. Patty en profite alors pour lui voler sa robe de mariée, qu'elle a laissé sur le canapé, et réussit à intercepter le mot avant que le livreur n'arrive à l'église. Arrivée à l'église, la cérémonie commence. Elle avance vers l'autel et quand Jack soulève son voile, il la prend pour Emily (qui était en ville quelques jours auparavant et que Patty a imité la veille et le matin même). Folle furieuse, elle lui dit : "c'est Patty !" avant de lui tirer dessus et de s'enfuir. Quant à Adam, Sharon le retrouve et appelle les urgences.

### La cécité d'Adam
- A l'hôpital, les médecins concluent qu'Adam est aveugle. Il fait alors venir son spécialiste pour savoir si sa vue pourra être restaurée mais celui-ci lui dit qu'il y a vraiment très peu de chances. Sharon le dit à Victor. Elle lui demande alors de soutenir Adam mais Victor refuse catégoriquement. Cependant, en secret, il appelle un spécialiste pour qu'il donne un deuxième avis médical à Adam. Ce spécialiste ne fait que de confirmer le pronostic du spécialiste d'Adam. Celui-ci tombe dans la déprime. Victor conseille alors à Sharon de l'emmener à la ferme de sa mère au Kansas sans lui dire que l'idée venait de lui. Ils y vont mais après avoir vu à quel point Adam était affecté que son propre père n'était même pas venu lui rendre visite à l'hôpital, elle lui dit tout. Avant qu'ils s'en aillent, Jack, désormais paralysé, lui propose une alliance pour faire tomber Victor qui a fait revenir Patty à Genoa et qui par conséquent est responsable de ce qu'ils leur arrivent. Il finit par demander à Sharon de s'en aller, se sentant coupable de la priver de voir sa fille pour s'occuper de lui, et embauche une auxiliaire de vie. Le départ de Sharon le déprime d'autant plus. C'est alors qu'il reçoit la visite du fantôme de sa mère, qui lui demande de se reprendre, lui rappelant à quel point il est fort et capable de redevenir la personne honnête admirable qu'il était avant.
- À partir de là, Adam jure de changer pour qu'elle soit fière de lui. Sharon revient à son chevet après que Nick ait accepté qu'elle emmène Faith au Kansas avec elle. Ils se retrouvent au lit et Adam lui redonne la bague de sa mère. Sharon l'accepte avec plaisir mais préfère ne pas la porter pour le moment. Elle s'en va ensuite chercher à manger et laisse Adam un moment. Malheureusement, elle se retrouve piégée dans une tempête de neige et tarde à revenir. À la ferme, un incendie se déclenche. Les chevaux s'agitent, Adam appelle les secours mais ceux-ci lui disent qu'ils ne pourront pas arriver tout de suite à cause du mauvais temps. Alors, courageusement, Adam trouve et parvient utiliser un tuyau d'incendie pour l'éteindre. Lorsqu'elle revient, Sharon découvre qu'il a réussi à sauver les chevaux et la maison. Déterminé à rendre Sharon et sa mère fières de lui, il souhaite démarrer une nouvelle vie à Genoa. À son retour, il se réconcilie avec son père et réussit même à se faire réengager chez Newman Entreprises. Les habitants de la ville commencent à peine à croire qu'il a changé lorsque Phyllis révèle dans son magazine que c'est lui qui a aidé Patty à s'échapper de l'hôpital psychiatrique en 2010. Sharon le quitte sur-le-champ, Paul le confronte et manque de le frapper et Jack rejette ses excuses. Paul et Jack s'allient et préviennent la police. Adam se fait arrêter alors qu'il discute avec Chelsea. À sa grande surprise, son père lui vient en aide et lui propose de travailler avec lui. Mais Adam refuse, se contentant de sa place au sein du Conseil d'administration.
- Peu après, Chelsea trouve un courrier annonçant une imminente réunion des membres du conseil d'administration de Newman Entreprises au pas de la porte d'Adam. Elle le lui dit et l'emmène au siège de l'entreprise. À son retour, il lui raconte comment il a obtenu gain de cause quand il commence à ressentir une pression sur ses yeux et à avoir des flashs de lumière. Il finit par retrouver la vue, ce que son médecin trouve inexplicable et miraculeux. Chelsea est la première personne à qui il annonce la bonne nouvelle. Elle est vraiment ravie pour lui.

### La relation avec Chelsea
- À partir de là, une amitié sincère naît entre eux, étant tous les deux rejetés par les habitants de la ville. Elle lui confie que sa mère a retrouvé son père dans la ville mais qu'elle ne lui a pas dit son nom. Voyant qu'elle aurait vraiment aimé le rencontrer, Adam fait des recherches sur lui en secret et le 27 mars, il lui annonce qu'il a retrouvé son certificat de naissance sur lequel il est écrit que Jeffrey Bardwell est son père. Accompagnée d'Adam, elle se rend sur-le-champ au Gloworn, alors qu'il vient tout juste de se remarier avec sa femme Gloria, et le confronte. Mais il nie être son père et affirme qu'il n'a jamais vu Anita depuis qu'elle travaille au bar même s'il a des problèmes de mémoire. Chelsea est alors déçue : elle pense qu'il ment et qu'il ne souhaite pas la connaître. Cependant, ce que ni elle, ni Jeffrey, ni Gloria et ni Anita ne savent, c'est que Michael s'est procuré un de leurs cheveux pour faire un test ADN. Les résultats tombent et le test s'avère être positif. Gloria vire Anita, Jeffrey clame que le test est faux et prétend que c'est son frère jumeau décédé, William, qui est son père biologique.

- Peu après, William s'en va à Los Angeles pour affaires et laisse Victoria seule avec Chelsea. Abby se porte alors volontaire pour l'aider à garder un œil sur elle. Cependant, cette surveillance quotidienne pèse Chelsea. Le 9 avril, elle décide d'aller voir Adam pour déjeuner avec lui, ce qui lui permet de se changer les idées. Mais en partant, elle oublie son portable. Adam le lui rapporte le soir-même et soudain Victoria, catastrophée de le voir chez elle, lui ordonne de s'en aller et interdit Chelsea de le revoir pour la sécurité du bébé. Celle-ci s'énerve, mécontente que Victoria veuille diriger sa vie, et remet en question le choix qu'elle a fait par rapport au bébé avant de s'enfuir. Adam, Abby et Victoria se mettent à sa recherche. Sachant qu'elle aime aller seule au lac Concorde pour réfléchir, il décide de fouiller à cet endroit et découvre que Chelsea est tombée dans le lac gelé. Il réussit à la sauver, en risquant sa propre vie, et l'emmène dans la cabane près du lac pour qu'elle se réchauffe. Mais le bébé commence à arriver et ils n'ont pas le temps d'aller à l'hôpital. Adam la rassure et l'aide à accoucher de son garçon. Le bébé ne respire pas tout de suite mais Adam parvient à le réanimer. Pendant ce temps, William rentre chez lui et trouve la maison vide. Abby l'avertit de ce qui s'est passé. Il lui dit alors qu'elle pourrait être au lac Concorde puisque c'est un endroit où elle aime aller. Quant à Victoria, elle demande de l'aide à son père qui envoie un hélicoptère à la recherche de Chelsea. A la cabane, Chelsea tombe en hypothermie. Adam place le bébé dans ses bras et appelle les secours, s'assurant qu'elle sera entre de bonnes mains, avant de s'en aller. L'hélicoptère de Victor localise la cabane, Victoria trouve Chelsea complètement groggy avec le bébé dans les bras puis arrivent William et Abby. Chelsea et son fils sont transportés à l'hôpital. Elle reprend conscience assez vite mais ne sait plus ce qui s'est passé. Quand William et Victoria lui demandent si elle compte toujours leur donner le bébé, Chelsea réplique qu'elle veut voir son fils avant de prendre quelconque décision. Elle prend alors conscience qu'elle aurait voulu le garder mais qu'elle ne peut plus désormais et lui dit au revoir. Elle renonce à ses droits parentaux sur le bébé et William et Victoria décident de l'appeler John, en mémoire de son grand-père. Adam vient ensuite la voir dans sa chambre et elle se rend compte que c'est lui qui l'a sauvé de la noyade et qui l'a accouché. Elle le remercie mais il lui demande de ne le dire à personne. Finalement, elle dit la vérité à Victoria après qu'elle s'en est encore pris à lui alors qu'il était devant la nurserie en train de regarder John. Quelques minutes plus tard, Victor lui rend visite. On découvre alors qu'il a envoyé Chelsea en Birmanie, à la base, pour qu'elle séduise William et prenne des photos compromettantes d'eux deux après avoir drogué sa boisson avec une drogue qu'il lui a donnée. Mais comme elle a échoué et est tombée enceinte alors que ça ne faisait pas partie du plan, il lui propose de quitter la ville en échange d'argent. Nikki entend toute leur conversation et finit par le quitter.

- William et Victoria sont bien obligés d'accepter qu'Adam ait changé. Ils le remercient pour ce qu'il a fait. Le lendemain, ils organisent une fête pour la sortie de l'hôpital de John, qu'ils surnomment Johnny. Avant que la fête ne débute, Adam avoue à Victoria que leur père a payé et envoyé Chelsea en Birmanie pour briser son couple. La fête se passe bien jusqu'à ce que Victor débarque. William met fin à la fête, demandant aux invités de partir. Victoria confronte son père par rapport au plan qu'il a élaboré du début à la fin pour la séparer de William, le met dehors et lui ordonne de ne plus jamais revenir. Peu après a lieu l'audience pour que Victoria puisse adopter Johnny et Chelsea, avec le soutien d'Adam, renonce officiellement à ses droits parentaux sur lui. De retour chez elle, elle craque dans les bras d'Adam et ils s'embrassent. Mais Sharon les interrompt pour souhaiter un joyeux anniversaire à Adam. Chelsea apprend donc que c'est l'anniversaire d'Adam et qu'il ne lui a rien dit. Bien que déprimée, elle décide de le fêter avec lui pour se changer les idées.

- Quelques jours plus tard, Adam & Chelsea couchent ensemble et se mettent officiellement ensemble. Victor lui offre 10 millions de dollars à condition qu'elle parte mais elle refuse et reste pour Adam. Elle vient ensuite vivre avec lui, elle se trouve un travail et en même temps il l'incite à reprendre ses études. Sharon se montre assez jalouse vis-à-vis de Chelsea, bien qu'elle soit désormais en couple avec Victor et qu'elle essaie de paraître heureuse pour lui. Adam et elle ont l'occasion de discuter et il se montre très clair avec elle : il a définitivement tourné la page sur leur relation.

- En juin 2012, Adam envisage de demander Chelsea en mariage. Le 25 juin (épisode diffusée en France le 28 août 2015 sur TF1), Adam et Chelsea sont invités à un gala, rapidement annulée (voir Abby Newman ou Chloe Mitchell). Ils décident de passer alors la soirée au Club. Adam est déçu de l'annulation de la soirée et sort la boîte contenant une bague. Chelsea découvre cela et pense qu'il est dégoûté par rapport à ce que Sharon ne voit pas et s'en va, contrariée. Adam comprend ce qu'elle a vu et la rassure en lui disant qu'il avait l'intention de la demander en mariage là-bas. En profitant de l'occasion, il la demande en mariage sous la pluie et Chelsea accepte. Ils s'envolent ensuite pour le Kansas. La veille de son mariage, Adam retourne dans la ferme de sa mère en lui parlant de sa nouvelle relation avec Chelsea et à quel point il a changé grâce à elle. Mais c'est alors que Sharon apparaît et tente de dissuader Adam d'épouser Chelsea, justifiant le fait qu'elle l'aime toujours. Adam s'excuse auprès de Sharon en lui disant être désormais amoureux de Chelsea et avoir tourné la page sur son histoire avec elle et s'en va, laissant Sharon en pleurs. Le 20 juillet 2012, Adam et Chelsea se marient au Kansas, dans la ferme de sa mère (épisode diffusé le 14 septembre 2015 sur TF1). Au retour, ils emménagent dans la résidence McMillan (l'ancienne résidence de Geneviève) grâce à Gloria et essayent également de faire un bébé. Le 23 août, Chelsea lui annonce sa grossesse, le test est positif et ils sont heureux d'apprendre qu'ils vont accueillir un bébé dans leur nouvelle famille.

- En août et septembre 2012, Adam et Chelsea s'associent avec Chloe et Kevin et créent le site "Cliqué Vendu" (TagNGrab en VO) mais Adam et Kevin ne s'entendent pas, principalement à cause de la personnalité d'Adam, mais aussi car Chloe s'est associé avec Adam malgré les refus de Kevin et surtout car les deux hommes ont des points de vue différents. Chloe soutenant les points de vue d'Adam et avec les fortes compétences commerciales de celui-ci, Kevin se sent mis de côté. Adam remarque cela et fait comprendre à Kevin qu'il faut qu'ils mettent leur mésentente de côté afin de pouvoir avancer dans leur projet. Mais malgré cela, Adam et Kevin continuent de se disputer sur les décisions prises par rapport au site, ce qui coute presque l'annulation d'un contrat avec Jabot. Kevin décide alors sous les conseils de Cane de laisser Adam gérer le site, celui-ci se replie et accepte. Cependant, Cliqué Vendu finit par faire faillite et Adam décide de se recentrer sur Newman Entreprises, désormais dirigé par Jack.

- Le 27 septembre 2012 (épisode diffusé le 3 et 5 novembre 2015 sur TF1), Adam apprend le retour de son père. Il est le seul enfant Newman à ne pas aller voir la conférence de Victor. Après tous ces chamboulements, Adam et Chelsea, enceinte, décident d'aller prendre des vacances. Mais le 11 octobre 2012, jour du procès de Phyllis, Summer, énervée contre sa mère, accusée de tentative de meurtre (voir Phyllis Summers) s'en va du tribunal. Adam et Chelsea se font accidentellement percuter et Chelsea perd le bébé qu'elle voulait appeler Riley (épisode diffusé le 13 novembre 2015 sur TF1). Après ce tout accident tragique, Summer vient s'excuser mais Chelsea refuse d'accepter ses excuses. Adam devient de plus en plus distant après l'accident. Quelques jours plus tard, le 18 octobre, Sharon, en dépression d'avoir été abandonné, va au ranch voir Victor. Mais elle ne trouve personne. Elle brûle le ranch Newman, Adam vient ensuite la sauver (épisode diffusé le 17 novembre 2015 sur TF1). Après ça, Adam constate qu'elle est bipolaire et lui engage une psychologue, le Dr Watkins. Il la cache derrière chez lui. Tout Genoa ignore où elle est, sauf Adam, et Chelsea, qui le découvre. Pour ne pas éveiller les soupçons, Adam engage quelqu'un pour brûler les endroits abandonnés, le Gloworm brûle accidentellement. Chelsea le découvre et doute que Sharon n'ait pas recommencé mais Adam lui rassure que non.

- Début décembre, Victor et Nikki inaugurent leur nouvel appartement, et y invitent tous les Newman (sauf Abby, absente à ce moment-là). Sharon fait irruption et tente de se justifier. Mais personne ne lui laisse parler. Elle part, Adam la suite. Il tente de raisonner Sharon mais elle est toujours nerveuse. Pour la calmer, il l'embrasse sous les yeux de Chelsea. Elle le gifle et s'en va, Adam la suit et tente de s'expliquer mais Chelsea ne veut pas l'écouter. Elle va dévoiler à Victor et Nikki le coupable de la destruction du ranch. Adam se dispute ensuite avec Chelsea en apprenant qu'elle a dévoilé à Victor et Nikki que c'est Sharon qui a brûlé le ranch. Chelsea accepte ses excuses mais elle lui demande de quitter la ville. Adam est contraint de quitter son poste chez Newman Entreprises. Le jour de Noël, Adam le passe seul, sans Chelsea. Fin 2012, il commence à protéger Jack, devenu toxicomane. Le réveillon du Nouvel An, il se réconcilie une nouvelle fois avec Chelsea et font ensuite l'amour. Début 2013, il se met une nouvelle fois à protéger Jack car une femme du nom de Stéphanie Wheeler est morte, droguée, sous le salon de Jack. Adam l'aide à se débarrasser du corps. Chelsea et Adam devaient quitter la ville pour s'installer à Milan, mais Adam, aimant son poste chez Newman Entreprises et voulant aider son ami Jack, reste finalement à Genoa. Elle demande le divorce et le quitte.

### Le retour avec Sharon et la grossesse de Chelsea
Après sa récente séparation avec Chelsea, Adam se rapproche de Sharon. Ils passent la Saint-Valentin ensemble, et commencent à faire l'amour. Mais ils s'interrompent, les deux pensant faire une erreur. Sharon se change après avoir été mouillé. Au même moment, Chelsea a appris à être à nouveau enceinte. Mais elle surprend Adam avec Sharon et sa chemise. Elle pense qu'ils ont fait l'amour, Adam tente de s'expliquer mais elle part. Il va ensuite la confronter à l'Athletic Club. Il lui demande ce qu'elle allait lui dire mais Chelsea ne le dit pas. Il s'en va.

### Adam et Victor, une relation naissante
Le 18 mars 2013, Victor et Nikki se marient dans leur nouveau ranch. Le soir, le barman menace les invités. Adam, venu voir son père, fait irruption et voit le barman pointer son arme vers Victor. Il saute sur son père et le sauve (épisodes diffusés en mars 2016 sur TF1). Victor n'a rien mais Adam est blessé. Il est conduit à l'hôpital. À son réveil, c'est Chelsea qui est à son chevet. Pensant qu'il pourrait mourir, elle est sur le point de dévoiler la paternité de son bébé mais à son réveil, le premier mot qu'il dit est "Sharon", elle s'en va sans dire qu'il est le père de son bébé. En voyant le courage d'Adam, Victor se réconcilie avec lui et lui donne une seconde chance. Ils commencent à travailler ensemble chez Newman Entreprises.

### Chelsea, enceinte du bébé d'Adam
- En mars 2013, fraîchement séparée d'Adam, Chelsea couche un soir avec Dylan McAvoy. Celle-ci, enceinte d'Adam (sans que celui-ci soit au courant), refuse tout d'abord de lui dire au vu de sa proximité avec Sharon. Puis Adam se fait tirer dessus lors du mariage de Victor et Nikki et est entre la vie et la mort. Chelsea souhaite lui dire mais se rétracte lorsqu'Adam se réveille et prononce le nom de Sharon. Sous les conseils de Chloe, devenue son amie entre-temps, elle décide de faire passer Dylan comme le père de son bébé et non Adam.

- Adam finit par sortir de l'hôpital et commence à nouer des relations avec son père et sa famille. Mais il peine à trouver son bonheur après la fin de son mariage avec Chelsea, malgré le fait qu'il soit avec Sharon. Le 22 avril, Adam apprend par Sharon que Chelsea est à nouveau enceinte et qu'il ne pourrait ne pas être le père du bébé. Il se rend au Néon Ecarlate et met la pression à Chelsea après avoir appris qu'elle est enceinte. Elle dévoile que le père de son enfant est Dylan. Adam part, dépité et Dylan est abasourdi. Lui et Chelsea apprennent à faire connaissance. Sharon, maintenant avec Adam, l'aide à se détendre. Mais le 7 mai, Adam, encore dépité de ne pas être le père du bébé de Chelsea dit à Sharon qu'il veut arrêter leur relation. Quelques semaines plus tard, Adam commence à avoir des soupçons sur la taille du ventre de Chelsea : comment se fait-il qu'il soit aussi gros alors qu'elle a couché avec Dylan il y'a moins de 3 mois. Il se dispute avec Chelsea sur ce sujet à de nombreuses reprises, conduisant cette dernière à l'hôpital. Voyant un ex-mari jaloux et malheureux, Anita, la mère de Chelsea, tente d'avouer la vérité à Adam, sans succès final, sachant à quel point elle est cupide et qu'elle souhaite que Chelsea revienne avec lui parce qu'il a beaucoup plus d'argent que Dylan.

- En juin 2013, il fait la connaissance de Melanie Daniels. En les voyant ensemble, Sharon, jalouse, lui reproche d'avoir tourné la page très vite. Il l'embrasse, lui montrant qu'il l'aimera toujours. Fin juin, Adam et Melanie couchent ensemble. En août 2013, Adam est accusé de viol, il se fait arrêter pour le viol de Mélanie. Celle-ci lui réclame 5 millions de dollars mais il est finalement innocenté, en partie grâce à Chelsea car Melanie avoue que c'est faux.

- Le 9 août 2013 (épisode diffusé le 16 juin 2016 sur TF1), Dylan et Chelsea se marient dans leur loft. Rapidement après la cérémonie, Chelsea perd les eaux et Dylan l'aide à accoucher du bébé. Le 12 août 2013 (épisode diffusé le 17 juin 2016 sur TF1), Chelsea donne naissance "prématurément" a un petit garçon, qu'ils décident d'appeler Terrance Connor McAvoy, en hommage à Terry McAvoy, le défunt père de Dylan. Adam l'apprend et déçu de ne pas être le père, vient tout de même les féliciter pour la nouvelle.

- 1 mois après la naissance de Connor, en septembre 2013, Adam surprend Dylan en train de dire à William que Connor a une rétinite pigmentaire dont il a peut-être hérité de sa famille. Adam se dit que le problème pigmentaire de Connor vient de lui, à cause de la cécité de sa mère. Adam comprend directement que Connor est son fils, il va affronter Chelsea et elle lui avoue que Connor est bien son fils biologique. Elle est obligée d'avouer à Dylan la paternité de Connor. Cela lui coûte son mariage avec Dylan, qui s'éloigne d'elle et décide de faire annuler son mariage. Quelques jours plus tard, Dylan enlève son fils à la suite d'un stress post-traumatisme. Avec l'aide d'Avery, Adam et Chelsea réussissent à récupérer leur fils après qu'Avery ait réussi à raisonner Dylan. Cependant, Adam souhaite que son fils emménage avec lui et non Chelsea, toujours mariée à Dylan. Mais sachant que le petit a besoin de sa mère, Adam revient sur son choix et propose à Chelsea d'emménager au Penthouse avec Connor, elle accepte. D'un point de vue professionnel, la relation entre Adam et Victor se dégrade au moment où ce dernier apprend la trahison de son fils, qui s'est allié avec Jack Abbott. Victor jure lui faire la guerre. Toutefois, il apprend être à nouveau grand-père et félicite Adam.

### De la mort de Cordélia à la disparition d'Adam
- En octobre 2013, Adam et Chelsea font examiner Connor par un médecin, qui leur affirme qu'il n'a pas de rétinite pigmentaire. Cependant, il pourrait devenir aveugle à cause des dommages causées à ses cornées, il a besoin d'une greffe de cornée très rapidement. Ce qui inquiète Chelsea et plus particulièrement Adam, l'ayant lui-même vécu auparavant. Le 11 octobre, Adam fait un tour de voiture avec son fils, bouleversé par ce qu'il pourrait vivre, et roule très vite, sans faire attention à l'allure de sa vitesse. Au même moment, la petite Cordelia (la fille de Chloe et William) est dans la voiture de son père. La voiture est à l'arrêt et William part acheter une glace pour la petite. Cordelia est avec son chien, un moment seule, il fait nuit. Le chien s'agite et Cordelia ouvre la portière pour que le chien sorte prendre l'air. Puis Cordelia sort de l'auto pour rattraper le chien, qui s'est enfui. Elle est au bord de la route. Soudain, Adam arrive à vive allure en voiture. Il évite le chien, mais percute Cordelia qui est renversée. Les secours arrivent auprès de la jeune fille, elle est transportée à l’hôpital. William est fou d’inquiétude. Le médecin arrive du bloc et vient voir William et lui annonce que sa fille est décédée. Cordelia meurt le 14 octobre 2013 (épisode diffusé le 29 juillet 2016 sur TF1).

- William est anéanti. Victoria est également présente à l’hôpital. Chloé et Chelsea arrivent et demandent à Victoria où est Cordelia. Victoria est en larmes, incapable de répondre. Voyant que William est dans la chambre, Chloe va le voir : William lui dit que leur fille est morte. Chloé crie, hurle et pleure. Plus tard dans la soirée, Adam apprend l'accident, puis le décès de Cordélia et se rend compte qu'il pourrait être responsable de sa mort. En partant vérifier sa voiture, il découvre qu'il manque un bout de son clignotant avant droit sur sa voiture et pense que cela date d'il y'a plusieurs semaines. Manifestement secoué, il remonte chez lui. Mais pas entièrement rassuré, il trouve le foulard de Cordélia coincée dans une des roues avant de sa voiture, que William cherche désespérément. Il réalise alors être bien responsable de son décès et souhaite l'avouer à William et Chloe, mais en apprenant que ces derniers souhaitent faire don de cornées de Cordélia à Connor, Adam se rétracte et préfère dissimuler la vérité, sachant ce que cela coûterait à son fils s'ils venaient à apprendre la responsabilité d'Adam dans l'accident de Cordélia. Finalement, le 23 octobre, Connor reçoit les yeux de Cordelia et l'opération est un succès. Adam et Chelsea sont soulagées, devant la peine de Chloe et William. Plus tard, Adam commence à faire de nombreux cauchemars la concernant et finit par brûler le foulard. Il réalise également des aveux ou il se filme, avouant être le tueur de Cordélia et la donne à Avery, lui demandant de conserver la caméra et de ne pas visionner le contenu de la vidéo.

- Dans les semaines qui suivent le décès de Cordelia, William s'inscrit sur un forum de deuil et commence à communiquer sa douleur. Adam s'y inscrit également, de manière anonyme et se met à défendre entre autres le chauffard qui a renversé sa fille, justifiant le fait qu'il l'a peut-être pas vu et conseille à William d'avancer, en disant vouloir réajuster la balance du karma. Ce dernier finit par s'inscrire dans un groupe de parents de gens confrontés au deuil. En décembre, Adam crée une fondation en l'honneur de Cordélia, anonymement. William est ravi, mais apprend que c'est Adam qui a créé cette fondation. Il le remercie tout de même. D'un autre côté, Adam et Chelsea se rapprochent et s'embrassent. Chelsea vient vivre chez Adam. Celui-ci la demande en mariage et elle accepte. La petite famille prévoit également d'emménager à Paris après le mariage. Cependant, Adam fait un jour l'erreur d'utiliser devant William l'argumentation de réajuster la balance du karma, terme utilisé également par la personne anonyme dans le forum. Il commence à se poser plus ou moins des questions et demande à Kevin d'enquêter sur l'identité de la personne anonyme.

- Début janvier 2014, grâce à l'agent de Victor, ce dernier apprend le crime de son fils. Il le fait chanter : si Adam lui prive de voir Connor, Victor le dénonce à la police. Adam accepte, à contrecœur. Le jour du baptême de Connor, Adam donne son fils à Victor, ce que Chelsea et Jack ne comprennent pas. Il renomme son fils en l'appelant Connor Adam Newman. Quelques jours plus tard, Adam demande Chelsea en mariage et lui propose de quitter Genoa City pour Paris, elle accepte. Ils se marient le 23 janvier 2014 au poste de police (diffusé en France sur TF1 le 3 novembre 2016). Juste après, Chelsea demande à William d'aller chercher le doudou de Connor. En allant au sous-sol, il trouve l'éléphant mais en voulant repartir, William remarque que la plaque d'immatriculation d'Adam est la même que celle que Kevin a trouvée, et également la même que celle qui a renversé Cordélia et commence à faire le lien. Il comprend avec les "aveux" d'Adam (dont l'argumentation de réajuster la balance du karma, aussi utilisé par la personne anonyme dans le forum) que c'est lui le meurtrier. Il va plus tard le confronter et ça le conduira jusqu'au lieu où Cordélia est décédée 3 mois plus tôt. Adam finit par avouer le crime. Au même moment, Chelsea découvre la vidéo confession d'Adam qu'il a réalisé et secrètement dissimulé quelques semaines plus tôt, datant du 4 novembre 2013. Elle est choquée d'apprendre que le meurtrier de Cordélia est Adam. Chelsea explique à Victor qui fait mine de l'apprendre à l'instant où elle l'annonce. Kevin et Paul réussissent à trouver le meurtrier. Kevin l'apprend à Chloé, qui s'effondre. William conduit ensuite Adam au poste mais ils se disputent et en voulant empêcher Adam de lui dérober son arme, William tire accidentellement, les deux hommes ont un accident (épisodes diffusées le 3, 4 et 7 novembre 2016 sur TF1). Le lendemain, William est retrouvé vivant et Adam est porté disparu. Le 1er avril 2014, Adam est déclaré mort avec un nouveau certificat de naissance.

### Adam présumé mort
- Après son 2e mariage avec Chelsea, Paul et Kevin découvrent que c'est Adam qui a tué Cordelia. Très vite, William le découvre. Il décide d'amener Adam sur le lieu du crime. Il pointe un pistolet sur Adam mais il ne tire pas. Adam lui dit qu'il se dénoncera tout seul à la police. Sur le chemin du retour, Adam et William ont un accident mais seul William sort de la voiture avant qu'elle n'explose (épisode diffusé le 30 janvier 2014 aux États-Unis et le 7 novembre 2016 en France sur TF1). Genoa City croit qu'Adam est mort. En mars 2014 est montré un homme allongé, dont le visage n'est pas montré, sur un lit, tenu en otage. En avril 2014, Adam paye le détective privé de Victor pour faire croire à tout le monde qu'il est mort. Chelsea reçoit alors le certificat de décès d'Adam avec une nouvelle date de naissance.

- Depuis mai 2014, nous voyons à l'écran les mains d'Adam. Grâce à des caméras installées par son complice dans la chambre de Connor, il voit tout ce qui se passe chez lui. Il voit ainsi le rapprochement entre William et Chelsea dont il est jaloux. En juin, lors de la fête des pères, Adam continue de regarder son fils et apprend par la suite que Connor et Chelsea accompagnent William en Australie. Il s'énerve, fou de rage.

- Le 12 août 2014 (épisode diffusée le 20 juin 2017 sur TF1), jour du 1er anniversaire de Connor, Adam souhaite voir son fils mais son complice lui rappelle qu'il ne doit pas être vu à découvert. Adam décide d'envoyer un clown en intégrant une mini-caméra, ce qui lui permet de visualiser l'anniversaire de son fils. Cependant, Connor appelle William "papa", ce qui met en rogne Adam.

- Plus le temps passe, plus la relation de Chelsea et William se développe, à tel point qu'il emménage avec elle. Sentant que sa place est prise par son ennemi, Adam, toujours en convalescence, tente de se relever mais n'y parvient pas. William finit par découvrir que quelqu'un les espionne et désactive les caméras.

### Adam vivant, avec un nouveau visage

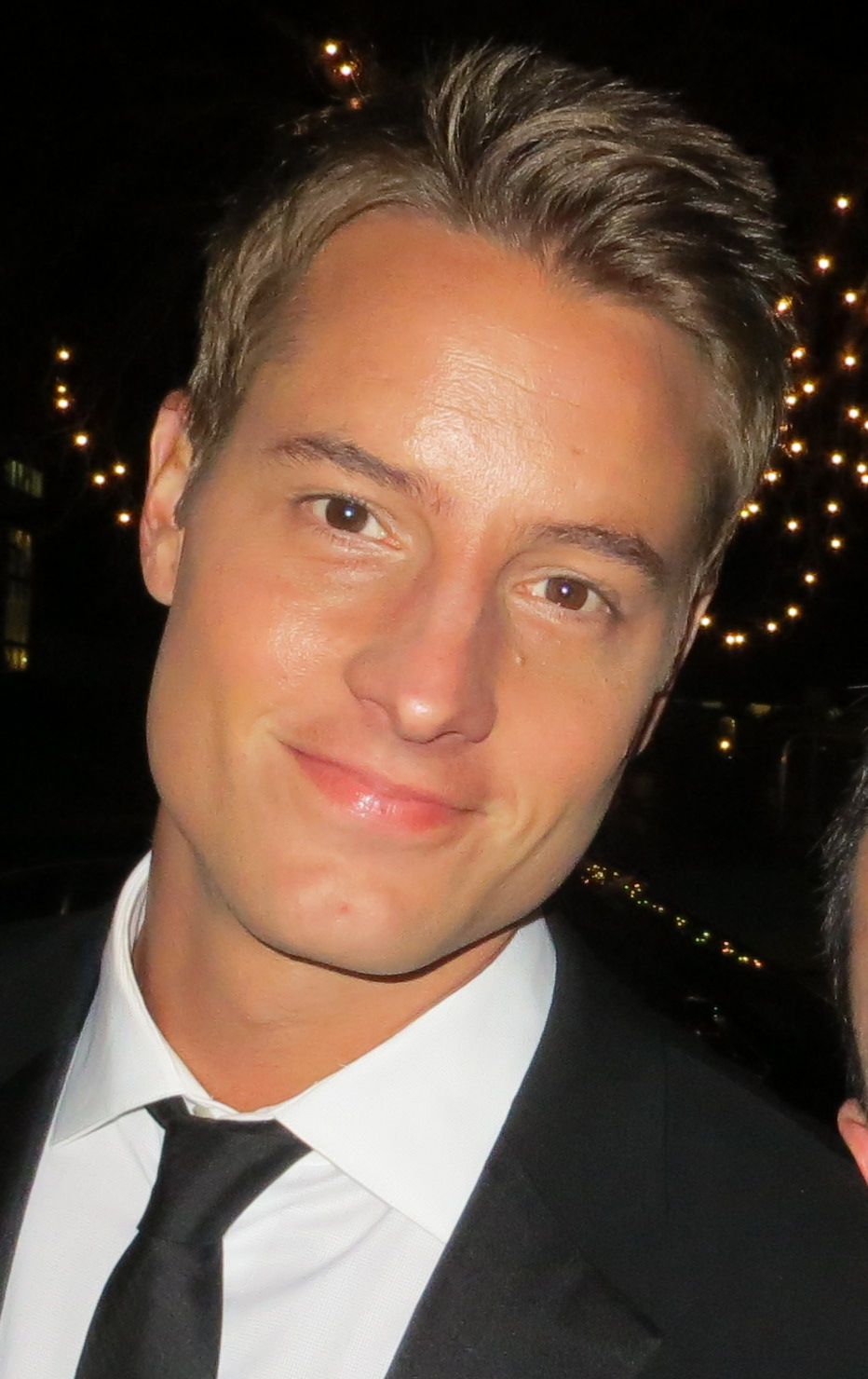
Justin Hartley a interprété Adam Newman de 2014 à 2016.

- On découvre plus tard qu'Adam est bien vivant, avec un bandage qui lui recouvre l'entièreté de son visage. L'épisode du 5 novembre 2014 (épisode diffusé le 13 septembre 2017 en France) nous montre son visage, Adam ayant eu recours à la chirurgie esthétique pour arranger ses blessures. En réalité, celui-ci a changé de visage et se fait désormais appeler Gabriel Bingham. Adam a pris à la demande de Sage Warner (sa complice) l'identité du réel Gabriel Bingham décédé dans l'explosion en voulant aider Adam. Dès lors, Adam se rétablit de ses blessures auprès de Sage, qui était en couple avec Gabriel, et Constance, la grand-mère de Gabriel.

- Après avoir constaté que la webcam qu'il avait installée afin de surveiller Connor fut désactivée, Adam décide de retourner à Genoa City. Devant son obstination à vouloir y retourner, Sage accepte de lui retirer ses bandages en lui indiquant que ses blessures au visage étaient si graves que le médecin n'eut d'autre solution que recourir à une chirurgie réparatrice lui donnant ainsi un tout nouveau visage. En effet, avant l'opération, Sage demanda au médecin de donner à Adam le visage de Gabriel afin que Constance n'ait pas à apprendre le décès de son petit-fils. Sage insista pour qu'Adam fasse semblant d'être Gabriel. Adam se demande alors si Sage n'a pas d'arrière-pensée. Le chien de Constance aboie sur Adam, ce qui interroge Constance.

- Le lendemain de Thanksgiving, Sage découvre un homme piégé dans un piège à ours, elle se précipite chez elle pour demander l'aide d'Adam. Sage amène Adam sur le lieu de l'accident et celui-ci est surpris de voir que l'homme piégé n'est autre que son demi-frère Nicholas ! En le voyant, il dit à Sage qu'il s'agit de son frère et rajoute qu'il souhaite le laisser là, n'ayant aucunement l'envie de l'aider mais elle finit par le convaincre de le secourir. Une fois Nicholas dans l'ambulance, Adam indique à Sage qu'il faut qu'il retourne dans les plus brefs délais à Genoa City. Sage le menace alors de le dénoncer à la police dans un premier temps puis lui propose une sorte de marché. En effet, elle ne peut obtenir l'héritage de Constance uniquement si Gabriel et elle restent mariés durant une certaine période. Ainsi, elle convient avec Adam de ne pas le dénoncer uniquement s'il garde sa nouvelle identité et s'il reste marié avec elle le temps qu'elle récupère la fortune de l'héritage. Adam n'ayant pas d'autre choix accepte la proposition.

### Le retour d'Adam à Genoa City
- Une fois de retour, Adam rencontre par hasard au club Victor, Chelsea, Sharon, et Noah. Il constate alors que personne ne le reconnaît. Il décide de reconquérir Chelsea tout en restant dans la peau de Gabriel mais très vite, il ne peut s'empêcher de rendre visite à son meilleur ami Jack pour lui indiquer qu'il est Adam et non Gabriel. Une fois la surprise de cette révélation passée, Jack s'énerve colère contre Adam et lui demande de se rendre à la police pour assumer ses actes. Adam refuse de se rendre afin d'avoir une chance d'être un père pour Connor. Toujours en colère contre lui, Jack appelle William et lui demande de venir chez lui de toute urgence. Avant l'arrivée de William, Adam supplie Jack de ne rien révéler à William. Il rajoute que sa punition était de vivre avec la mort de Cordelia sur la conscience et qu'en plus il devait vivre dans la peau d'un autre pour le restant de sa vie. À l'arrivée de William, Adam se présenta en tant que Gabriel le nouvel associé de Jack. Ce dernier ne dit pas un mot.

- Une fois l'entrevue avec Jack terminée, Adam se dirige vers son ancien appartement dans l'intention de voir Connor, mais il reçoit un appel de Sage lui ordonnant de rentrer à la maison car l'état de santé de Constance s'est nettement aggravé. Adam s'y rend immédiatement, ce qui surprend positivement Sage, Adam lui avoue alors qu'il s'est pris d'affection pour Constance. Il joue son rôle de Gabriel pour donner à Constance quelques derniers moments de paix. Juste avant de mourir, Constance avoue à Adam que le père de Gabriel s'était suicidé à la suite de la prise de contrôle de son entreprise par Victor Newman. Adam promet alors à Constance de les venger.

- Sage et Adam retournent à Genoa City tout en évoquant l'idée de venger Constance de Victor. À la suite de cette conversation, Adam retourne à la maison Abbott pour parler à Jack. Jack lui indique qu'il est maintenant déterminé à amener Adam à la police. Adam dit à Jack que si ce dernier faisait une telle chose alors il porterait plainte contre William car celui-ci lui avait tiré dessus, provoquant l'accident de voiture ayant coûté la vie au véritable Gabriel. Ne voulant pas risquer la liberté de son frère, Jack accepte de garder pour lui le secret d'Adam.

- Le 2 janvier 2015, Sage l'appelle pour lui dire que Constance est à l'agonie. Adam retourne chez Constance où il lui dit au revoir, mais Constance voit Gabriel dans la lumière et se rend compte qu'il est mort, et qu'Adam n'est pas le vrai Gabriel. Constance meurt peu de temps après, et Sage révèle qu'elle et Gabriel étaient mariés, ce qui signifie qu'elle est maintenant la femme d'Adam (épisode diffusée le 8 novembre 2017 sur TF1).

### Un seul but: reconquérir Chelsea
- Durant le réveillon du Nouvel An, Adam réussit enfin à avoir une discussion avec Chelsea au club jusqu'à ce que William arrive. Adam demande ensuite à Jack de lui obtenir un emploi à Jabot, afin qu'il puisse se rapprocher de Chelsea. Un jour, Adam rend visite à Chelsea à son bureau pour discuter des dessins, il est alors heureux de voir que Connor est avec elle. Leur discussion mène vers Adam et son rôle dans le meurtre de Cordelia. Soudain, Connor pointe son jouet dans la direction d'Adam et dit "papa". Adam fut grandement surpris mais se rend compte que Connor pointait William, qui se trouvait juste derrière lui.

- Au bout d'un moment, Chelsea remarque les approches de Gabriel et confie à William que Gabriel (Adam) semble connaître beaucoup de choses sur elle, ce qui la met un peu mal à l'aise lorsqu'il est là. À ce moment-là, Adam apparaît et accepte la demande de William de se joindre à eux pour prendre un verre. William en profite pour demander à « Gabriel » comment il a fait pour obtenir un emploi à Jabot. Adam raconte alors l'histoire du père de Gabriel et comment Victor Newman leur a volé son entreprise. À la suite de cette entrevue, William demanda à Chelsea de garder ses distances avec Gabriel le temps d'en apprendre plus sur lui.

- Toujours dans le but de se rapprocher de Chelsea et Connor, Adam profite de l'argent issu de l'héritage de Constance pour acheter l'appartement qui se trouve juste en face de celui de Chelsea. Pendant ce temps, Sage continua d'essayer de se rapprocher de Nick. Le soir de la Saint-Valentin, l'appartement de Chelsea prend feu et Adam sauve Connor des flammes laissant William évanoui sur le sol, une fois Connor à l'abri, il retourne dans l'appartement en flamme pour sauver William. En le sauvant, William s’aperçoit que Gabriel a une cicatrice sur sa poitrine. Adam dit qu'une ex-petite amie lui avait tiré dessus. Les deux appartements ayant brûlé, William invita Adam et Sage à rester avec Chelsea et lui chez les Abbott jusqu'à ce qu'ils trouvent un endroit pour vivre. Lors d'une discussion, Sage dit implicitement à Chelsea que Gabriel a un faible pour elle. Alors qu'elle est troublée d'apprendre cela, William la demande en mariage, ce qu'elle accepte. En apprenant la nouvelle, Adam fait bonne figure et les félicite.

- Quelques semaines plus tard, Adam et Sage quittent la maison des Abbott pour aller vivre ailleurs, Sage dit à Adam qu'elle souhaite l'intention de divorcer de "Gabriel" pour se rapprocher de Nick, dont elle commence à réellement tomber amoureuse et soumet à Adam l'idée de dire la vérité à Chelsea sur sa réelle identité s'il souhaite avoir une réelle chance de se remettre avec elle.

- Lors des fiançailles de William et Chelsea, Adam apparaît tout en étant ivre et annonce à tout le monde qu'il aime de tout son cœur sa femme, tout en regardant Chelsea. Jack prend Adam pour l'amener ailleurs afin d'éviter qu'il ne divulgue sa réelle identité. Se rapprochant de plus en plus de Victoria, William prend la décision de reporter son mariage avec Chelsea.

- Ayant de plus en plus de doute sur les possibles sentiments que peut avoir Gabriel envers elle, Chelsea part le confronter sur conseil de Sage. Il lui dit alors être tombé amoureux d'elle la première fois qu'il l'a vu sans savoir qu'elle était en couple. Chelsea lui demande ensuite pourquoi il lui posait autant de question sur son ancienne relation avec Adam. À cette question, il lui répond qu'il souhaitait savoir quel genre d'homme lui plaisait. Chelsea commence alors à hésiter entre Gabriel et William mais elle vit ce dernier en train d'embrasser son ex-femme Victoria, elle retourne voir Gabriel et fait l'amour avec lui. Par la suite, William lui avoue son baiser avec Victoria mais lui dit qu'il souhaitait passer le reste de sa vie avec elle, elle lui pardonne et part dire à Gabriel d'oublier leur aventure.

- Apprenant que William et Chelsea ont quitté la ville dans le but de se marier, Adam les suit et supplie Chelsea de ne pas épouser William. Ce dernier entend la conversion et comprend que Chelsea et Gabriel ont couché ensemble. Une fois Adam parti, William dit à Chelsea qu'il a changé d'avis, souhaitant se marier à Genoa City devant leur famille et amis. Le jour du mariage, au moment de dire  je le veux  William raconte à tout le monde ce que Chelsea avait fait avec Gabriel puis l'insulte avant de partir, la laissant en larme. Le lendemain, William fait faire ses adieux à Connor en lui disant que de ne plus voir les yeux de sa fille allaient lui manquer. Ensuite, il insulte de nouveau Chelsea, frappe Gabriel et s'en va. Peu de temps après, Chelsea développe une relation avec Gabriel mais a du mal avec lui, ce dernier lui rappelant beaucoup Adam. Mais Gabriel réussit à lui persuader de l'accepter tel qu'il est.

### Adam, PDG de Newman-Abbott
- Pour expliquer sa relation de travail étroite avec Gabriel, Jack et Adam affirment que Gabriel a découvert que Jack était son père biologique. Les Abbott sont sceptiques et refusent d'accepter Gabriel comme membre de leur famille, particulièrement William. Après avoir eu une discussion avec Phyllis, Adam commence à se demander si Jack était réellement Jack. Il s'aperçoit que ses doutes étaient fondés. En effet, un imposteur qui était le sosie exact de Jack, Marco Annicelli, a pris sa place (voir Jack Abbott ou Victor Newman). Marco menace alors d'exposer la véritable identité d'Adam. Puis, il lui propose un marché pour qu'il puisse se venger de Victor avant d'avouer à Adam que c'est Victor qui l'avait payé pour qu'il prenne la place de Jack afin de détruire sa vie. Le plan de Marco était simple, Victor lui a donné rendez-vous afin de le tuer car il commençait à penser que Marco devenait une menace pour sa famille, sachant cela, Marco irait au rendez-vous avec un gilet par balle laissant croire à Victor qu'il l'avait tué. Marco reprendrait une vie normale loin de Genoa City pendant qu'Adam ferait chanter Victor. Même si Adam avait du mal à croire que Victor était capable d'assassiner quelqu'un de sang-froid, il accepte de suivre le plan de Marco. Adam part se cacher au lieu de rendez-vous juste avant l'arrivée de Marco et de Victor. Effectivement, comme l'avait prévu Marco, Victor lui tire dessus. Adam sort de sa cachette afin de « confirmer » la mort de Marco, il fait alors chanter Victor en lui disant qu'il garderait le secret de ce meurtre pour lui si Victor le nomme PDG de Newman-Abbott. Victor pensant avoir réellement tué Marco n'eut d'autre choix que d'accepter. Après le départ de Victor, Adam se rend compte que Marco n'avait pas de gilet pare-balles, il comprit alors que la personne étendue au sol n'était pas Marco mais le véritable Jack. Il transporte immédiatement Jack à l'hôpital tout en étant très inquiet pour la survie de son ami. Néanmoins, ne voulant pas perdre son avantage sur Victor, il décida de garder pour lui toute l'histoire autour de Marco.

### Chelsea découvre la vérité
- Adam retire son poste à Victoria pour le donner à Abby, il est même fier d'elle lorsque Abby conclut sa première affaire mais est déçu de voir que Nick, William, et Victoria sont désagréables avec elle. Après avoir célébré son nouveau poste de PDG avec Chelsea, celle-ci quitte brièvement la pièce. Adam se commence à narguer le portrait de Victor, et porta un toast au nom d'Adam Newman. Mais Chelsea a tout entendu et confronte Adam qui n'a d'autre choix que de lui avouer qu'il est bien Adam et non Gabriel (épisode diffusé le 21 mai 2018 sur TF1). Au début, Chelsea est soulagée de savoir son mari vivant mais s'énerve rapidement concernant tous ses mensonges. Adam supplie alors Chelsea de le laisser être un père pour Connor en gardant ce secret. Chelsea ne lui garantit rien.

- Adam rend visite à Jack et lui dit que maintenant que Chelsea est au courant, il est inquiet par sa réaction et par le fait qu'elle ne lui pardonne jamais ses mensonges. À ce moment précis, Adam se rend compte que William est présent, il pense alors que William a compris lui aussi qu'il est vraiment mais à son grand étonnement ce ne fut pas le cas.

- Voyant que William n'a toujours pas réussi à tourner la page de la mort de sa fille et que Chelsea ne semble pas vouloir lui pardonner, Adam décide d'organiser une réunion publique afin de tout avouer. Il se rend d'abord chez Chelsea et lui demande l'autorisation de dire au revoir à Connor. Il lui demande également de penser à amener Connor pour lui rendre visite en prison. Chelsea dit qu'elle va y réfléchir. Ensuite, lorsque Adam est sur le point d'avouer à tout le monde qui il est, Chelsea l'arrête. Adam pensa que Chelsea l'a fait pour lui, mais elle lui indique avoir fait cela car la vérité ferait souffrir trop de personne.

- Jack annonce à Adam qu'il est désormais prêt à garder le secret de son identité à l'unique condition qu'il avoue publiquement que Gabriel n'est pas son fils. Adam accepte. Chelsea accepte de se remettre avec Adam à la condition qu'il quitte son poste chez Newman car elle a peur que son travail ne gâche une nouvelle fois leur histoire, Adam accepte sa demande mais très vite, Chelsea apprend que contrairement à ce qu'il lui avait dit, Adam et Sage avaient bel bien couché ensemble. Devant cet énième mensonge, elle décide de rompre avec lui et lui interdit de voir Connor, prétextant que son fils serait bien mieux sans lui et tous ses mensonges.

- Adam décide d'enlever Connor et de quitter la ville. Mais, il ne put se résoudre à enlever définitivement Connor à sa mère, il abandonna ainsi son projet de départ et ramène Connor chez lui. Apprenant que Chelsea était avec leur fils à Paris, Adam part les rejoindre afin de la convaincre de lui donner une nouvelle chance. Malgré son scepticisme, Chelsea décide d'accorder à Adam cette nouvelle chance afin d'être enfin la famille dont elle a toujours rêvé. Mais très vite, Adam est forcé d'admettre qu'il avait planté la caméra espion dans la chambre de Connor. Chelsea est choquée et en colère, mais pardonna Adam. Le paradis de Chelsea et Adam s'écourte lorsque William appelle Chelsea et lui dit que Newman Entreprise a pris possession de ses créations. Chelsea et Adam acceptent de revenir à Genoa City juste assez longtemps pour régler ce différend, afin d'ensuite revenir vivre définitivement à Paris. Mais Adam et Chelsea découvrent que Newman Entreprises a racheté le contrat de Chelsea à Jabot et y a inséré une clause obligeant Chelsea à travailler à Genoa City de façon permanente. Adam comprend alors que tout ceci était l’œuvre de Victor afin de garder un œil sur son petit-fils.

### Le projet Paragon
- En septembre 2015, Adam, désespéré de ne pas s'être toujours vengé de son père, aide Ian Ward à s'échapper et crée ensuite le projet Paragon. Le soir du mémorial de Katherine Chancellor (diffusée le 13 juillet 2018 sur TF1), Adam réussit à s'introduire dans la tour Newman et à injecter le projet dans l'ordinateur de Victor, pendant que Ian, avec l'aide de son technicien informatique, installe le projet Paragon. Quelques jours plus tard, Adam propose à Jack de retrouver le responsable du projet Paragon, ce que Jack finit par accepter. Adam fait équipe avec Kevin, le technicien informatique de Victor, pour partager leurs connaissances sur le projet. Adam devient de plus en plus nerveux le jour où il surprend Ian avec Phyllis. Il tente de mettre en garde Ian et le couple Phyllis/Jack par la même occasion. Le projet Paragon cause à la ligne Chelsea 2.0 une montée en flèche, qu'Abby et Chelsea croient que c'est grâce à l'expérience d'Abby que les ventes ont monté progressivement. Mais Adam, en apprenant cela, se rend compte que c'est Paragon qui en est responsable. Il tente de convaincre Ian de ne pas détruire la ligne de vêtements de Chelsea, il accepte. Mais Ian a créé plus de problèmes à Adam en venant secrètement s'installer en face de son appartement. Adam ordonne alors à Ian de stopper le projet Paragon et de quitter l'immeuble, mais ce dernier refuse.

### L'identité d'Adam révélée
- Le 30 septembre 2015 (épisode diffusé le 8 août 2018 sur TF1), Kevin réussit à tracer l'ordinateur qui reliait le projet Paragon et dit à Chelsea qu'elle vient de l'appartement d'en face. En apprenant cette nouvelle, Chelsea se rend compte que c'est Adam le responsable du projet Paragon, elle lui demande la vérité, ce qu'Adam finit par avouer. Furieuse, Chelsea demande à Adam de sortir de sa vie et de celle de Connor. Adam s'en va, n'ayant pas le choix. Chelsea, toujours furieuse contre Adam, va voir William pour lui révéler la vérité sur l'identité d'Adam. William a du mal à la croire au début, mais grâce à un flashback datant de l'incendie au penthouse en février 2015, Adam lui a expliqué qu'une ex lui avait tiré dessus pour se venger. William se rend compte que Gabriel Bingham n'est autre qu'Adam Newman et part le confronter. Adam, toujours avec Kevin, lui demande de l'aide afin de désactiver le projet Paragon, mais Kevin refuse catégoriquement, à cause de ce qu'il a installé pour détruire Newman. Après le départ de Kevin, William retrouve Adam. Les deux hommes ont une explication avant de se confronter face à face. Mais Victor finit par intervenir et frappe Adam après avoir appris sa véritable identité, ce qu'il a fait à Newman et presque détruit l'héritage de Connor. Adam demande ensuite à William s'il a l'intention de le tuer, William sort de ses gonds et le frappe à plusieurs reprises avant que Jack n'intervienne. Adam part ensuite en bas de l'Athletic Club, ou Victor le retrouve, ils ont tous les deux une explication. Adam demande à son père s'il le préférait mort, Victor dit qu'il ne peut pas comprendre. Adam reproche à Victor de ne lui avoir jamais fait confiance, ce dernier répond qu'il aurait aimé qu'ils aient un vrai lien père-fils.

- Plus tard, Adam croise Sage au Parc Chancellor. Sage le confronte en l'accusant d'avoir perdu Gabriel, puis Nick par sa faute, Adam tente de la calmer mais Sage a des contractions et perd ensuite les eaux : elle accouche avec l'aide d'Adam au Parc Chancellor le 7 octobre 2015 (épisode diffusé le 15 août 2018 sur TF1). Adam voit le sexe du bébé : c'est un garçon. Il demande ensuite de l'aide pour Sage. Elle est ensuite transportée à l'hôpital. Nicholas, toujours avec Victor en train de confronter le technicien informatique de Ian Ward, est prévenu de la naissance du bébé. À l'hôpital, il retrouve Adam et le blâme ensuite à cause de ce qu'il a fait à Sage et à sa famille depuis plusieurs mois. Stitch (Ben) empêche la bagarre entre les deux frères et conseille à Nick de remercier Adam car c'est grâce à lui que son bébé est au monde. Adam apprend également à Nick que c'est un garçon avant de lui souhaiter bonne chance et de s'en aller. La police intervient plus tard et arrête Adam pour son crime.

- Adam est placé en garde à vue en attendant son procès. Victor intervient et paye sa caution, mais Adam comprend qu'il fait ça pour que celui-ci l'aide à désactiver Paragon. De ce fait, il refuse la proposition de son père. Apprenant par la suite que Chelsea était sur le point de quitter la ville, il demande à voir une dernière fois son fils afin de lui dire au revoir, mais Chelsea refuse et lui indiqua que dans son esprit Adam est définitivement mort. À la suite de ces paroles, Adam contacte Victor pour lui dire qu'il accepta son offre.

- Étant libéré sous caution grâce à Victor, Adam découvre que Chelsea devait se rendre au parc Chancelor pour une fête en l'honneur de Cordélia juste avant son départ définitif de Genoa City. Adam s'y rend et reste en retrait pour ne pas gâcher la fête. Mais Connor s'aperçut de sa présence et cria papa en sa direction, alertant tout le monde de sa présence. Adam s'excuse envers toutes les personnes présentes. Mais Chloe rejette les excuses d'Adam, et lui dit que malgré son nouveau visage il était toujours aussi mauvais. Elle sort ensuite une arme qu'elle pointe vers Adam. Celui-ci lui dit de ne pas hésiter à tirer car il le mérite. Alors qu'elle semble prête à tirer, Chelsea se positionne juste devant Adam et dit à Chloé que si elle souhaite tuer Adam, il faudra qu'elle la tue également. Chloé baisse son arme et est amené ailleurs par les Abbott laissant Chelsea et Adam seuls. Adam et Chelsea ont alors une conversation, Adam en profita pour déclarer à nouveau son amour pour Chelsea mais cette dernière lui répond qu'elle s'est interposée pour empêcher que Chloé ne commette un meurtre. Après ces mots, elle part avec Connor, Victor en profite pour parler à Adam et lui dire qu'il devait maintenant remplir sa part du contrat en neutralisant le virus.

- Adam essaye de le désactiver mais sans succès, il est alors surpris de la réaction de Victor qui affirma se douter qu'Adam puisse ne pas y arriver. Victor lui dit ensuite qu'il l'a surtout fait sortir de prison afin de retenter de sauver leur relation père fils. Il propose même à Adam de l'aider à quitter la ville avant le procès. Adam rendit ensuite visite à Chelsea, cette dernière avoue qu'elle l'aime toujours mais qu'elle le déteste également et que tout était plus simple lorsqu'elle est le croyait mort. Ils finissent par faire l'amour. Le lendemain matin, Chelsea dit à Adam qu'ils ont passé leur dernière nuit ensemble, puisque le procès était ce prévu jour-là et qu'il était certain qu'Adam serait condamné.

- Le 21 octobre (diffusé en France le 29 août 2018) commence le procès d'Adam. Lors du procès, Adam raconte minutieusement tous les faits ayant conduit à la mort de Cordélia. Adam était résigné concernant son sort et pendant une pause, il dit à Jack qu'il était temps pour lui de payer pour ce meurtre. Lorsque William témoigne, il surprend tout le monde en disant que c'est lui le responsable car en tant que père, il n'aurait jamais dû la laisser seule dans cette voiture. Adam se lève et contredit William en lui disant que William n'avait pas à se sentir responsable. William conclu en disant qu'il a enfin pardonné Adam et espère que tout le monde en fasse autant pour reprendre une vie normale.

- Adam est finalement condamné à dix ans de réclusion criminelle pour homicide involontaire. Au moment de rentrer dans le fourgon qui doit l'amener en prison, une autre voiture sort de nulle part, fonce sur lui et le percute violemment. Victor se précipite en courant vers Adam et affirme en hurlant que le responsable devait être William, parti peu avant l'annonce de la condamnation. Mais il s'agit en réalité de Chloe, qui profite de la confusion pour s'enfuir.

- Adam se réveille menotté à l'hôpital après l'opération et apprend que c'est Chloe qui l'a renversé. Il affirme ne pas lui en vouloir. Il encourage Chelsea à amener Connor à la fête d'Halloween organisée dans les bureaux de Newman Entreprises. Durant cette fête, Michael et Lauren utilisent leurs téléphones pour permettre à Adam de voir Connor s'amuser. Mais quelques minutes plus tard, il apprend qu'un violent incendie est en train de ravager la tour Newman. Il parvient alors à convaincre Michael de l'aider à s'échapper de l'hôpital afin qu'il puisse sauver Chelsea et Connor. Déguisé en pompier, Adam retrouve Connor et le met en sécurité puis il brava le feu pour tenter de trouver Chelsea. Il remarque alors une personne déguisée en diable. Il se rapproche de cette personne qui profite des flammes pour l’assommer. Adam est alors retrouvé un peu plus tard par William et Victor. A son réveil, il se remet immédiatement à la recherche de Chelsea tout en aidant toutes les personnes qu'il croisa sur son chemin. Après avoir sauvé Abby, qui supplia son demi-frère de ne pas se mettre en danger, Adam croise à nouveau la personne déguisée en diable. Il se rapproche de cette personne en lui demandant de retirer son masque. Celle-ci s'exécute, on découvre alors que cette personne est Ian Ward. Ian avoua être le responsable de cet incendie, ce qui consterna Adam. Les deux hommes finissent par se battre avant qu'une partie du plafond ne s'écroule sur eux. Adam est sort des décombres grâce à Abby, Ashley, et Stitch. Il pense alors que Ian Ward est mort (épisodes diffusées la semaine du 10 au 14 septembre 2018 sur TF1).

- Après l'incendie de la Tour Newman, Adam est amené à l'hôpital et se soigne avant son transfert en prison. Il apprend que le petit Christian, le nouveau-né de Sage et Nick, n'a pas survécu et encourage Sage à se rendre à son mémorial. Adam est également très affecté par la nouvelle, ce que Victor remarque et conclut que Christian est en réalité le fils biologique d'Adam. Adam nie mais Victor pense que c'est vrai car Adam a changé les tests de paternité, donnant à Sage et Nick d'avoir la satisfaction d'avoir un enfant. Victor menace Adam de tout révéler à Chelsea s'il ne l'aide pas à anéantir les Abbott.

- Victor accuse Adam d'être toujours associé avec Ian Ward car son corps n'a pas été retrouvé dans les décombres de la tour Newman et d'avoir réactivé le virus Paragon. Il dit alors qu'il ne l'aidera pas à échapper à sa condamnation. Adam est vite envoyé en prison. Il trouve la vie en prison difficile à cause de la réputation de sa famille. Il finit même par se faire agresser. Chelsea s'inquiète lorsqu'elle apprend l'agression d'Adam et en lui rendant visite, Adam lui dit de ne plus s'inquiéter pour lui et de ne plus venir le voir. Victor rend ensuite visite à Adam et comprend qu'Adam n'était plus associé avec Ian. Il lui dit alors qu'il peut l'aider à sortir de prison à la condition qu'il l'aide à prouver que William et Phyllis sont les responsables du retour du virus Paragon. Grâce à ses actions lors de l'incendie de la tour Newman et au chantage de Victor envers la juge Elise Moxley (voir Victor Newman), Michael réussi à obtenir une remise en liberté pour Adam à condition qu'il fasse un certain nombre d'heure de travail d'intérêt général.

- À sa sortie de prison, Adam et Victor tentent de renouer une relation père fils. Adam recommande à Victor de poursuivre Jabot pour dommages et intérêts. Il s'associe également avec Luca Santori pour se venger de leurs pères, mais en réalité, le double pour pouvoir donner des infos à Victor le concernant. Le soir du Nouvel An, William se fait agresser par un bookmaker venu lui réclamer son dû. De plus, Noah, après une dispute avec sa petite-amie Marisa, part énervé. En démarrant sa voiture, il écrase William sans s'en rendre compte, déjà au sol et mal en point. Celui-ci atterrit à l'hôpital, entre la vie et la mort. Lorsque Noah s’aperçoit qu'il est le responsable de l'accident de William, Victor lui recommande de taire son acte afin d'éviter des problèmes avec la justice. Adam finit par l'apprendre et est furieux que Victor lui ait caché cette information. Mais Victor soupçonne Noah de comploter contre lui avec Luca, il appelle alors la police pour dire ce qu'il sait de l'accident de William. Noah est alors arrêté par la police, ce qui choque grandement Adam, Nick, et Nikki. Victor souhaite aussi se débarrasser de Luca, il fait du chantage à Adam pour qu'il trouve un moyen de le faire quitter la ville. D'un autre côté, Chelsea commence à trouver louche les nombreuses discussions tendus d'Adam et Victor. Adam décide de lui avouer qu'il est le père biologique de Christian, et que sa mort l'a affecté. Chelsea décide de lui pardonner et d'aller de l'avant avec lui.

- Peu à peu, les crimes de Victor concernant Jack et Marco Annicelli sont dévoilées au grand jour. Victor est mis en état d'arrestation et mis en garde à vue mais au poste, il fait une crise cardiaque et est emmenée à l'hôpital de Genoa. Toute sa famille le confrontent (sauf Summer et Adam). Victor est ensuite libéré sous-caution et chasse Nikki et Victoria de chez Newman. Finalement, Victor est condamné à 10 ans de prison ferme et l'ensemble des Newman, même Adam, votent pour Victoria concernant la place de PDG. En prison, Victor se fait poignarder dans son sommeil par Ian Ward. Il est admis d'urgence à l'hôpital. Victor demande à Adam de le venger s'il venait à mourir en prison. Adam refuse d'être mêlé à ses problèmes et rapporte à Dylan ce que Victor lui a dit en demandant une protection pour son père. Dylan assure à Adam la protection de Victor. Adam perd vite son nouveau travail chez Newman et pense que son père, puis Luca Santori sont derrière tout ça, ce qu'ils nient. Il décide alors de rejoindre sa femme chez Chelsea 2.0.

### De la mort de Sage à la disparition d'Adam
- Le 29 avril 2016 (épisode diffusé en France le 6 mars 2019), Sage meurt à la suite d'un accident de voiture. En effet, elle s'est disputé avec Sharon après avoir découvert que son fils Christian était en réalité vivant. Juste avant l'accident, elle appelle Adam et lui laisse un message sur son téléphone. Chelsea et Adam se demandent si Sage avait découvert qu'Adam était en réalité le père de son fils Christian. Adam découvre une lettre de Sage disant qu'elle savait qu'il était le père et le remerciant d'avoir changé les résultats du test de paternité pour qu'elle puisse se remettre avec Nick. Dans la fin de la lettre, elle demande à Adam de ne jamais dire la vérité à Nick. À la suite de la lecture de la lettre, Adam et Chelsea décident de brûler la lettre dans la cheminée.

- Près d'1 mois après le décès de Sage, Nick découvre dans son journal intime des pages qui accusent Adam d'avoir tué Constance Bingham, la grand-mère de Gabriel. Il tient à l'annoncer à Adam, ce dernier pense qu'il a découvert la vérité à propos de Christian. Mais il apprend par Dylan que Sage a déclaré dans son journal qu'Adam avait tué Constance. Adam refuse de croire que Sage ait pu écrire ça. Malheureusement pour Adam, l'autopsie de Constance montre qu'elle est morte des suites d'un empoisonnement. Il est arrêté puis très vite relâché. Avec Chelsea, ils pensent que Victor est derrière le coup et cherchent des preuves contre lui. Mais rien n'aboutit et de nouvelles preuves font leur apparition au fil de jours, ce qui n'arrange pas le cas d'Adam. Désespéré de la situation, Adam finit par demander même l'aide de Ian Ward, ce dernier accepte à la condition qu'ils l'aident à s'évader de prison, ce qu'Adam et Chelsea exécutent. Au procès d'Adam, Ian témoigne contre Adam, le trahissant mais Victor témoigne en faveur de son fils, ce qui étonne Adam, qui part le confronter. Victor avoue avoir caché les vraies pages du journal intime de Sage, celles qui innocentent Adam. Il lui propose un marché : si ce dernier accepte de retravailler pour lui au sein de Newman Entreprise, il lui indiquera où se trouve le journal. Adam accepte la proposition et se rend à l'endroit où Victor avait caché le journal. Malheureusement pour Adam, il n'y a aucune trace du journal. Ne pouvant pas prouver son innocence, Adam plaide coupable et est condamné à 30 ans de prison.

- Adam est incarcéré en prison et attend son procès. Il apprend que Chloe était revenue en ville et la soupçonne immédiatement d'être responsable de sa condamnation et demande à la voir. Chloe rend visite à Adam et lui déclare ne pas être mêlée et lui dit l'avoir pardonné, Adam lui, ne croit pas Chloe sincère et pense qu'elle est liée de près à cette histoire. Un jour, Adam commence à halluciner et à voir Victor à la place du gardien, l'accablant de son crime et se moquant de lui. Pris par l'hallucination, Adam agresse le gardien pensant qu'il s'agit de Victor. Adam est ensuite mis K.O par les autres gardiens de la prison et se réveille à l'hôpital, où il apprend que les pages du journal l'innocentant ont été retrouvées mais qu'avec l'agression qu'il a causée, Adam risquerait gros. Michael lui suggère de plaider non coupable mais Adam refuse et souhaite assumer son acte. Juste avant son procès, il demande à Nick de veiller sur Chelsea et Connor. Nick accepte sa requête. Bien qu'innocenté pour le "meurtre" de Constance Bingham, il est tout de même condamné le 24 août à 10 ans de prison ferme pour l'agression du gardien Matthews.

- Lors de son transfert vers la haute prison de sécurité Walworth, Adam est enlevé et emmené dans une camionnette qui le conduit dans un chalet. Sur place, il retrouve Victor qui lui avoue avoir piégé Adam et que désormais, il souhaite son bonheur. Victor dévoile uniquement à Chelsea et Connor où se trouve Adam. Ces derniers vont le rejoindre. Adam annonce à sa famille qu'ils vont enfin quitter Genoa City grâce à Victor sous une nouvelle identité. Chelsea est ravie. Le soir avant leur départ, Chelsea et Adam se rendent compte que Connor est malade et qu'il doit consulter un médecin. Chelsea se rend avec Connor chez elle. Chloe, qui vient de découvrir la cachette d'Adam, se rend sur place et assomme Adam avec un tranquillisant. Adam se réveille ensuite, mal en point mais conscient. Il demande à Chloe comment elle l'a retrouvé, elle refuse de répondre mais lui avoue que malgré son amitié avec Chelsea, elle souhaite briser leurs rêves. Elle avoue avoir conspiré avec Victor sur les fausses pages du journal intime de Sage. Puis Adam lui demande quel est son but, Chloe répond qu'elle veut juste le voir mourir et s'en va. Chelsea et Connor reviennent au chalet, accompagné de Nick. Chelsea sort de la voiture pour chercher Adam, mais le chalet explose sous ses yeux. Adam est déclaré mort le 1er septembre 2016 (épisode diffusé le 11 juillet 2019 sur TF1).

### Trois ans plus tard, Adam Newman de retour "d'entre les morts"
- En mai 2019, trois ans après l'explosion du chalet et sa mort présumée, on apprend qu'Adam est en réalité toujours vivant (épisodes diffusées en mars 2022 sur TF1). En effet, il a survécu à l'explosion, vit désormais à Las Vegas sous le pseudonyme de "Spider" et joue régulièrement au poker en compagnie d'une femme nommé Riza Thompson, une croupière du poker devenue son amie. Cependant, celui-ci a perdu la mémoire et n'a aucun souvenir de ce qui s'est passé avant l'explosion qui a failli lui coûter la vie trois ans plus tôt. Victor découvre qu'il est en vie et tente de lui rafraîchir la mémoire avec l'aide d'un psychiatre, le docteur Calhoun, mais rien y fait. Il apprend que Sharon est également à Las Vegas et lui révèle qu'Adam est en vie mais amnésique et qu'il a besoin de son aide. Sharon accepte après réticence et fixe un rendez-vous à Adam qui accepte de venir. Ce dernier ne vient pas directement à elle mais l'observe en cachette. Il reçoit ensuite une autre demande de rendez-vous de Sharon et accepte de la rencontrer seul a seule et discrètement. Il retrouve bien Sharon dans sa chambre, remarque sa réaction et s'excuse. Adam lui confirme n'avoir aucun souvenir de son passé, même en voyant Sharon. Il lui raconte comment il a atterri à Las Vegas, comment il s'est mis à jouer au poker et ce qu'est sa vie dans cette ville. Tout comme Victor, Sharon tente de lui persuader d'essayer de se souvenir de l'homme qu'il était mais Adam refuse et préfère renier son passé, d'autant plus qu'il a fait des recherches sur lui et qu'il n'apprécie pas son personnage. Il apprend à Sharon que Victor l'a retrouvé grâce à des personnes qui ont souligné à Spider sa ressemblance avec Adam Newman. Ce dernier apprend également en détail la relation qu'il partageait avec son père mais aussi avec Sharon et ce qu'il a fait pour elle. Malgré les nombreux refus d'Adam de se souvenir de son passé, Sharon lui demande tout de même d'essayer de revenir temporairement à Genoa pour une semaine. Adam promet d'y réfléchir. Finalement, il accepte de revenir à Genoa City.

- En rentrant à Genoa, Adam "rencontre" son frère Nick qui a des doutes sur son amnésie et le met en garde sur sa présence en ville. Victor l'installe ensuite à la Sellerie du ranch Newman. Après s'être reposé, Adam suspecte une intrusion à domicile et en parle a Sharon, de passage. Il trouve la photo d'une petite fille qui a été déposée. Sharon lui dit qu'il s'agit d'une petite fille prénommé Cordélia et que Adam la connait très bien, via sa sœur Victoria. Il décide de la rencontrer pour en apprendre plus. Sharon appelle Victoria, qui accepte de rencontrer Adam. Ce dernier se rend au Society ou il rencontre bien Victoria, William et son autre sœur Abby. Adam leur demande qui est Cordélia en montrant sa photo. William saisit nerveusement la photo et lui apprend que c'est sa fille décédée et qu'Adam lui-même est responsable de son accident. Il présente ses excuses puis comprend que c'est Victor qui a déposé la photo de la petite. Il part confronter son père, qui souligne que c'était un accident et qu'il a déposé la photo de Cordélia pour ressurgir cet évènement marquant. Victor propose ensuite à Adam de rendre visite à Nick pour rencontrer Christian. Les deux frères refusent de le faire de cette manière, Adam souhaite y'aller progressivement tandis que Nick n'est pas d'accord avec la décision de son père. Ce dernier accorde finalement à contrecœur une rencontre entre Christian et Adam. Juste après, Adam avoue à Victor n'avoir rien ressenti en voyant le petit garçon. En remarquant qu'il n'est pas le bienvenu à Genoa avec toutes les personnes qui ont une dent contre lui, Adam décide de repartir à Las Vegas. Au moment de quitter la sellerie, Adam se fait tirer dessus et reçoit une balle dans l'abdomen.

- Adam est admis à l’hôpital ou il recouvre la mémoire à son réveil. En sortant de l’hôpital, il convoque Victoria et Nick à Etalon Noir et leur fait part de sa décision de refaire sa vie ailleurs loin des Newman et de Genoa sous 3 conditions : il demande à obtenir 500 millions de dollars (les gains obtenus par Nick, Victoria et Abby lors de leur procès contre Victor en 2011), savoir ou sont Chelsea et Connor et exige de récupérer Christian. Nick lui apporte sa réponse et refuse de l'aider. Adam se rend ensuite chez Newman Entreprises ou il confirme à son père les requêtes qu'il a établies à ses frères et sœurs. Il accepte malgré tout de rester à condition que Victor l'aide à se battre pour récupérer Christian. Par la suite, il réussit à obtenir grâce à Victoria, 50 millions de dollars et par la même occasion le numéro de Chelsea. Adam l'appelle mais tombe sur son répondeur. Il décide de faire appel à Sharon et lui demande de contacter Chelsea a sa place, ce qu'elle exécute. Le lendemain, Sharon lui apprend que Chelsea a répondu à son appel et qu'elle a été choquée de la nouvelle sur Adam. Ce dernier apprend que Chelsea s'est remariée et que son nouveau mari à légalement adopté Connor. Adam est frustré et va voir son père pour savoir ce qu'il en est de sa contribution à l'aider pour avoir la garde de Christian. Victor refuse d'y être mêlé mais souhaite du mieux possible qu'Adam obtienne ce qu'il veut. Il lui propose également de venir retravailler chez Newman en collaboration avec Victoria mais Adam refuse. A la tombée de la nuit, Adam sort faire un tour de voiture et évite de près un accident de la route avec Phyllis, il l'invite à venir discuter chez lui. Adam en apprend ensuite davantage sur les raisons qui ont poussées Phyllis à prendre le volant (voir Phyllis Summers). Au fil de la discussion, il se rend compte que les deux ont beaucoup en commun et lui propose une alliance : pirater les serveurs d'Etalon Noir en échange d'1 million de dollars. Phyllis refuse tout d'abord de s'allier avec Adam dans le but de se venger de Nick. Adam propose alors à Phyllis de se rendre à la cérémonie de non-mariage de Victoria et William dans le but de narguer les Newman et les Abbott mais ils se font rapidement chasser. Au retour de Phyllis, celle-ci accepte finalement d'aider Adam à pirater Etalon Noir. En piratant le serveur, Adam découvre que Nick est endetté de 27 millions de dollars et décide de payer les dettes de Nick pour avoir un moyen de pression sur lui. Il avoue à son frère avoir racheté l'entreprise qu'il ne compte pas diriger et lui propose un deal : échanger Etalon Noir contre Christian. Nick décide de céder son entreprise à Adam, refusant de lui donner Christian comme monnaie d'échange.

- Parallèlement concernant le tireur d'Adam, celui-ci soupçonne Chloe, déclarée morte aux dernières nouvelles d'être toujours en vie et d'être la personne qui a voulu également le tuer. Adam engage un détective privé pour retrouver la trace de Chloe. Quelques jours plus tard, Phyllis qui avait fait affaire avec Adam, disparaît. Adam reçoit un mystérieux message lui disant de le retrouver pour négocier. Sur place, il s'aperçoit que le destinataire du message est Kevin qui souhaite récupérer Chloe qui a également disparue et révèle à Adam avoir enlevé Phyllis pour se venger, croyant qu'ils sont en couple. Il souhaite procéder à un échange entre les deux femmes. Adam affirme à Kevin qu'il a faux sur toute la ligne concernant sa relation avec Phyllis et dit ignorer ou se trouve Chloe. En réalité, Adam détient bel et bien Chloe en otage avec l’aide de son détective privé. Kevin ordonne à Adam de lui rendre Chloe. Adam admet à Kevin détenir Chloe et lui promet de la libérer à la condition qu’il libère Phyllis et qu’il reste en ville quelque temps. Kevin accepte le marché mais Michael, de passage chez Etalon Noir, surprend Kevin et Adam. Il apprend la vérité à propos de Chloe et ordonne à Adam de laisser Kevin tranquille. Adam donne des instructions à Kevin : il doit surveiller les faits et gestes de Victoria et Nick. Après avoir eu une discussion avec Victoria, Kevin dit à Adam qu’elle a l’intention de faire profil bas. Adam lui demande de trouver quelque chose sur Nick qui prouverait qu’il n’est pas légitime à élever son fils. Kevin trouve effectivement une info qui pourrait faire tomber Nicholas mais il exige de revoir Chloe en échange. Adam finit par accepter et emmène Kevin voir Chloe. Il leur accorde quelques minutes. Juste après, il libère Chloe et lui recommande de quitter la ville. Avant de pouvoir partir, Chloe souhaite régler ses comptes avec Adam. Elle admet qu’elle veut toujours le voir souffrir pour ce qu’il a fait à Cordélia. Adam lui avoue en retour regretter son délit de fuite et lui recommande à nouveau de l’oublier, d’enterrer la hache de guerre, de retourner à Portland avec sa famille et de ne pas revenir à Genoa, en échange Adam ne la dénoncerait pas aux autorités, Chloe est contrainte d'accepter.

- Concernant Christian, Adam décide de passer à la vitesse supérieure et attaque Nick en justice, réclamant la garde de son fils. Il reçoit les blâmes de Victoria, de Sharon puis de Victor, qui lui demandent chacun d’abandonner sa demande mais Adam refuse toujours. Victor décide alors de le chasser de la propriété. Adam s’arrange ensuite avec Nate et réemménage au penthouse où il vivait avec Chelsea et Connor avant sa disparition. En rentrant dans son penthouse, Adam à la surprise de tomber sur Phyllis. Celle-ci lui fait part de son mystérieux enlèvement et soupçonne Adam, qui nie y être mêlé ou avoir été au courant. Elle lui fait ensuite part de son récent voyage à Las Vegas et de ses découvertes. Adam pense que Phyllis bluffe mais cette dernière lui avoue avoir parlé à son ancien agent Riza et avoir découvert que Chance Chancellor a été l’un des contacts d’Adam à Vegas. Adam nie les accusations de Phyllis mais celle-ci devine que Adam a un passif avec Chance qu'il souhaite dissimuler au grand public. Adam change ensuite de sujet et lui propose de reprendre les rênes d'Etalon Noir après que Nick ait perdu l'entreprise. Phyllis accepte son offre.

- Kevin, missionné par Adam dans le but de trouver des infos compromettantes sur Nick, trouve dans les serveurs d’Etalon Noir une vidéo datant de l’année précédente où celui-ci se fait passer pour J.T. Hellstrom dans le but de terroriser son père (voir Nicholas Newman ou Victor Newman). Adam donne ensuite rendez-vous a Nick dans son ancien bureau ou ce dernier a la surprise de tomber sur la vidéo ou il se faisait passer pour J.T. pour faire peur à son père. Désormais convaincu qu’avec cette vidéo il obtiendra la garde de Christian, Adam nargue Nick et le menace de rendre la vidéo publique. S’ensuit une dispute entre les deux frères qui sont sur le point d’en venir aux mains mais Chelsea débarque à l’improviste, interrompant la dispute de Nick et Adam (épisode diffusé le 5 mai 2022 sur TF1).

- Adam souhaite avoir une discussion en privé avec Chelsea et cette dernière accepte, au grand dam de Nick qui souhaite l'éloigner le plus possible d'Adam. Ils rentrent au penthouse ou Adam prend des nouvelles de Chelsea et de Connor. Il souhaite retrouver son fils en colonie de vacances mais Chelsea lui annonce que c'est impossible, Connor croît son père mort et considère Calvin, le nouveau mari de Chelsea comme son père. Adam tente de convaincre Chelsea de laisser tomber sa vie maritale avec Calvin et de revivre avec lui mais Chelsea refuse de revenir vivre avec Adam, justifiant qu'elle et Connor ont retrouvé une stabilité depuis son prétendu décès avec Calvin. Adam est dépité. Le lendemain, il reçoit la visite de Calvin Boudreau, le mari de Chelsea. Celui-ci s’explique avec Adam au sujet de Connor. Adam lui fait part de son envie de le revoir, sa détermination à refaire partie de sa vie et refuse de l’abandonner. Entre autres, il demande à Kevin de suivre Chelsea. Kevin découvre qu’elle et Calvin logent à l’Athletic Club. Il reçoit ensuite un message lui disant de se rendre au Club. En arrivant sur place, il découvre que Calvin vient de mourir et trouve Chelsea en pleurs dans les bras de Nick (épisode diffusé le 12 mai 2022 sur TF1). Adam tente d’avoir une conversation avec Chelsea, mais cette dernière refuse et emménage par la suite chez Nick. Adam se rend chez son frère dans l’espoir de réconforter Chelsea, elle accepte finalement de lui parler et lui fait savoir fermement qu’elle ne veut plus de lui dans sa vie. Il apprend ensuite que Chelsea est partie informer Connor du décès de son beau-père accompagnée de Nick. Adam tente de se renseigner sur les causes du décès de Calvin auprès de Kevin et apprend que l’autopsie n’est pas concluant. Il se rend au poste de police et tente d’orienter les soupçons de Paul vers Chelsea, dévoilant qu’elle lui en voulait et qu’il l’a enregistrée à son insu pour le prouver. Chelsea le découvre et va confronter Adam. Leur discussion tourne autour de règlement de comptes et de reproches mutuelles. Adam avoue être blessé d’avoir été rejeté pour Nick et Chelsea lui avoue en retour ne plus reconnaître l’homme dont elle est tombée amoureuse. Adam décide de couper court à la conversation et de ne plus la revoir.

- Au vu du rapprochement de l'audience pour la garde de Christian, Adam réussit à obtenir des photos compromettantes du juge chargé de l'affaire et charge Kevin de lui fournir les photos afin de le faire chanter mais il comprend que celui-ci a tenté de le doubler lorsqu'il surprend Michael dans son appartement en compagnie des photos, ce dernier qui tient à sauver son petit frère des griffes d'Adam tient à passer un marché avec lui. Adam lui demande alors de trouver un prétexte pour que Michael ne puisse pas représenter Nick. Le 22 juillet, jour de l'audience pour la garde de Christian, Nick se présente sans avocat à cause d'Adam. Celui-ci se présente avec son avocate, a qu'il charge de garder son téléphone allumé durant l'audience, pour lequel elle sera surprise. Lors de l'audience, Nick parle le premier, apportant ses arguments et les raisons qui font qu'il est un bon père pour Christian et qu'il doit avoir la garde de l'enfant. Puis vient le tour d'Adam, qui assume bien avoir renoncé à la garde de Christian lors de sa naissance mais qu'il souhaite désormais plus que tout récupérer son fils biologique, justifiant que le petit doit vivre dans un environnement stable à cause du passé amoureux de Nick. Au cours de l'audience, le téléphone de l'avocate d'Adam sonne et celle-ci est choquée de ce qu'elle voit et le montre au juge qui visionne lui aussi le contenu : il s'agit de la vidéo de Nick se faisant passer pour J.T. qu'Adam a rendu publique avec l'aide de Kevin. Nick tente de justifier son acte puis rappelle à Adam ses erreurs passées, entraînant par la suite une dispute entre les deux frères et interrompant l’audience, le juge excédé par leur comportement. Dans la journée, ce dernier rend sa décision et n'accorde ni à Nick, ni à Adam la garde du petit. Il les laisse un délai de 3 mois afin que les deux se mettent d'accord pour ce qui est le mieux pour Christian et leur demande en attendant de trouver un tuteur légal pour Christian. Adam va solliciter l'aide de Sharon et malgré le fait qu'elle soit remontée contre lui, elle accepte de lui venir en aide. Le juge rend son verdict et décide que Victoria sera la tutrice de Christian. Adam est frustré de sa défaite et noie son chagrin seul dans son appartement.

- Malgré le fait que le juge ait autorisé Adam à voir son fils, ce dernier ne le voit pas du tout et comprend que Victoria essaye de l’écarter en inventant des prétextes. Il demande à Michael de faire une requête au juge pour qu’il puisse voir Christian, ce qui marche. Le jour de son rendez-vous avec Christian, Adam prévoit de dire la vérité à Christian au sujet de ses origines et en informe Nick. Il rejoint Christian au parc Chancellor et fait une partie de foot avec lui. Adam dévoile ensuite à Christian qu’il est en réalité son véritable père. Nick arrive au même moment, interrompt le moment d’Adam et Christian et demande à Monique d’emmener son fils ailleurs. Nick règle ses comptes avec Adam qui répond à ses attaques jusqu’à le pousser à bout. Nick finit par le frapper devant Sharon qui arrive juste à temps pour séparer les deux frères (Adam a fait en sorte que Sharon arrive au moment où Nick l’attaque). Sharon raccompagne Adam chez lui et soigne ses blessures. Après discussion, ils finissent par coucher ensemble (épisode diffusé le 15 juin 2022 sur TF1). Dans la soirée, Adam porte plainte contre Nick à la police, il s’aperçoit ensuite que la personne chargée de l’enquête est Rey. Celui-ci le questionne sur son agression et insiste bien qu’Adam tente de le faire partir. Au moment où Rey souhaite savoir qui est le témoin oculaire de l’agression d’Adam, il entend la voix de Sharon et la voit à l'intérieur du penthouse d'Adam. Rey comprend alors qu’ils ont potentiellement couché ensemble, demande confirmation à Sharon pour l'agression d'Adam puis s’en va. Adam s’excuse auprès de Sharon mais celle-ci cherche à s'en aller, culpabilisant d’avoir couché avec Adam. Ce dernier tente de la retenir et lui confie être toujours amoureux d’elle. Sharon refuse d’en entendre plus et s’en va.

- Connor finit par revenir à Genoa et Chelsea l'emmène voir son père après que l'enfant ait appris que son père est toujours en vie. Adam apprécie ce geste et passe la soirée avec son fils. Un peu plus tard, il a une autre visite avec Christian mais Victoria lui dit que Christian est très malade et qu'il a besoin de repos, Adam s'aperçoit ensuite qu'elle lui a menti lorsqu'il croise Victoria en compagnie de Christian, Johnny et Katie au parc Chancellor. Alors que Christian et Johnny s'isolent pour jouer, Adam apparaît et surprend Christian qui finit par s'enfuir. Nick intervient et réprimande Adam puis les deux frères s'aperçoivent que le petit a disparu. Adam retrouve Christian et tente de le mettre à l'aise avec lui, ils jouent un petit moment jusqu'à ce qu'Elena et Nick retrouvent Christian. Le lendemain, Adam reçoit une ordonnance restrictive contre lui concernant Christian. Il pense tout d'abord que Nick est le demandeur mais il s'aperçoit grâce à Devon que Nick n'a pas les ressources nécessaires pour demander une mesure d'éloignement et soupçonne Victor d'être derrière tout ça. En allant voir son père, Adam a confirmation que Victor est le demandeur, père et fils se disputent. Victor admet regretter avoir ramené Adam en ville et souhaite qu'il s'en aille. Avant de s'en aller, Adam annonce à son père lui déclarer la guerre a lui ainsi qu'à ses frères et sœurs pour la façon dont ils l'ont traité depuis son retour à Genoa.

- Le jour du vote de l'élection du nouveau procureur de Genoa en faveur de Michael, Adam contacte Sharon et lui donne rendez-vous au parc Chancellor. D'entrée, il lui annonce sa volonté de l'épouser (épisode diffusé le 30 juin 2022 sur TF1). Sharon est prise au dépourvue et ne lui apporte pas de réponse claire. Adam tente de la convaincre d'accepter sa demande et lui demande de ne pas refouler ses sentiments envers lui, convaincu qu'ils sont similaires. Il lui laisse un peu de temps pour réfléchir à sa demande. Sharon revient ensuite chez lui et lui annonce qu'elle refuse de se remarier avec lui. Adam pense qu'elle culpabilise vis-à-vis de Nick mais Sharon dit refuser sa demande par choix. Adam s'énerve et lui demande de s'en aller.

- Le 26 août, Adam revient sur sa décision de demande de garde de Christian et annonce a Nick ainsi qu’au reste des Newman qu’il abandonne sa demande de garde concernant Christian via un certificat qui stipule qu’il cède sa garde à Nick. Cependant, il leur annonce qu’il va se venger d’eux et les menace de tout leur prendre. Finalement, il épargne Abby de sa vengeance en lui cédant le Grand Phoenix a l’unique condition qu’elle n’agisse pas contre lui. Dans la soirée, il apprend que quelqu’un est entré par effraction dans son penthouse et reçoit un message anonyme qui lui donne rendez-vous dans la route ou Cordélia a été tuée, en échange d’un objet qui lui est cher. Adam accuse Kevin et Chloe, revenus récemment en ville, se demande même si Mariah est derrière le message anonyme mais il se rend compte que c'est William qui est derrière le message. Adam reçoit ensuite une photo montrant le mouchoir brodé de sa mère avec ses initiales. Adam fou de rage, se rend dans la route 7 pour y retrouver William. Il s'aperçoit ensuite qu'une voiture fonce sur lui et avant qu'il n'eut le temps de découvrir ce qu'il se passe, Adam est évacué hors circuit et évite miraculeusement un accident (épisode diffusé le 8 juillet 2022 sur TF1). Le lendemain, il reçoit la visite de Phyllis, lui raconte ce qu’il a vécu la veille et se demande qui a pu vouloir le renverser. Phyllis lui met dans la tête que Victor pourrait être derrière tout ça. Adam rend visite à son père et le confronte sévèrement, l’accusant d’avoir engagé quelqu’un pour le punir en voulant le renverser et en utilisant la mémoire de sa mère. Blessé après la discussion avec son père, Adam envisage de se venger de lui en utilisant sa maladie. Il trouve Nate un jour au Society et se renseigne sur l'avancée du traitement de Victor. Lorsque Nate se préoccupe d'un appel téléphonique, Adam en profite pour subtiliser sa tablette et s'en va. Il fait appel à Phyllis et lui demande de pirater la tablette de Nate pour modifier le traitement de Victor, en échange il lui serait redevable. Phyllis accepte et parvient à pirater la tablette du médecin. Elle efface ses traces et confie à Adam les détails du traitement de Victor sur une clé USB. Le lendemain, Adam reçoit de la part d’une femme les médicaments de Victor avec une double dose. Il rend visite à son père au ranch et souhaite partir sur de nouvelles bases avec lui. Victor reste méfiant mais accepte de l’écouter. Lorsque celui-ci s’absente un petit moment, Adam tente d’échanger le vrai et le faux médicament mais il est surpris par Nikki (qui ne voit pas l’acte d’Adam). Adam explique à Nikki les raisons de sa venue puis s’en va, il réussit tout de même à échanger les médicaments. Adam retrouve Phyllis au Néon Ecarlate et lui raconte que son plan est en marche. Quelques instants plus tard, ils voient Nikki demander de l’aide à la suite d'une difficulté respiratoire de Victor. Adam tente d’aider son père mais celui-ci rejette son aide. Avec Phyllis, ils s’étonnent que le médicament ait pris effet très vite. Adam parie avec Phyllis que si son plan aboutit, Phyllis lui devra quelque chose, dans le cas contraire si Adam échoue il devra arrêter sa vengeance contre son père, Adam accepte le pari. Le 13 septembre, Victor donne rendez-vous à l’ensemble des Newman ainsi qu’à Nate pour leur annoncer qu’il doit partir suivre son traitement dans une clinique privée à l’étranger en raison de son état qui a empiré. Il demande à tous les Newman de se tolérer pendant son absence. Au moment où il se lève pour partir avec Nate, Victor fait un arrêt cardiaque et perd connaissance (épisode diffusé le 26 juillet 2022 sur TF1).

- Victor ne survit pas et meurt sur le coup. Après la mort soudaine de Victor, Adam tente de rester soutenir sa famille mais il se voit recevoir les blâmes de Nick qui l’accuse d’être responsable de la mort de leur père. Adam annonce ensuite à Phyllis la mort de Victor et lui avoue que malgré son désir de vengeance envers son père il n’a jamais envisagé de le tuer. Cependant, le reste des Newman croient que Victor a été tué et suspectent Adam d’être dans le coup. Pour couvrir ses arrières, il fait en sorte que Suzanne Fuller, la femme qui a aidé Adam à doubler les doses de médicaments de Victor, dénonce Victoria a sa place en faisant en sorte que toutes les preuves le reliant au meurtre de son père aillent chez Victoria. Effectivement, Victoria est tout d’abord suspectée par Paul et Rey lorsqu’ils trouvent les pilules de Victor ainsi que la tablette volée de Nate dans son bureau avant d’être arrêté un peu plus tard dans la journée. Adam est ensuite pris de remords envers ce qu'il a fait à son père en se rappelant le peu de bon souvenir qu'il a eu en sa compagnie. Adam se voit ensuite proposer une invitation à venir aux obsèques de Victor par Nick, en volonté de leur père. Rongé par la culpabilité, il décide de quitter définitivement Genoa et en fait part à Phyllis, Chelsea et Connor, ce dernier attristé par son départ. Avant de quitter la ville, Adam reçoit un message lui indiquant que Victor est bel et bien vivant. Il se rend au ranch ou il retrouve son père. Adam apprend que la mort de Victor était un stratagème mis en place par tous les Newman pour le faire culpabiliser. Adam s'excuse auprès de son père et admet avoir dosé les médicaments de Victor pour se venger de lui, croyant que ce dernier voulait le tuer. Il donne à Adam l'occasion de se racheter mais celui-ci refuse et annonce à son père qu'il quitte définitivement Genoa. Il tente tout de même de retenir son fils mais Adam refuse. Père et fils mettent les choses à plat en enterrant la hache de guerre et en s'expliquant sur leurs actes passées (la séparation de Victor et Adam étant bébé, la vengeance d'Adam envers sa famille...). Victor accepte de pardonner Adam avant que ce dernier ne quitte discrètement la ville.

### L'exil d'Adam
- Après avoir quitté la ville à la suite de ses nombreux problèmes avec les Newman, Adam renie son identité et sa vie appartenant à Genoa City et retourne à Las Vegas tout en reprenant l’identité de « Spider » et en rejouant au poker. Quelques jours plus tard, il est rejoint par Phyllis qui le persuade de rentrer à Genoa mais Adam refuse, prétextant avoir mis derrière lui cette vie-là. Ils font une partie de poker qu’Adam perd. Il est « contraint » d’avouer à Phyllis les raisons de son départ. Adam lui avoue avoir découvert que Victor était en vie, qu’ils se sont expliqués puis qu’il l’a laissé s’en aller. Phyllis propose à Adam de se venger une énième fois de Victor mais Adam refuse d’être mêlé au plan de Phyllis. Ils sont rejoints plus tard par Cane qui est à la recherche de Chance. Adam dit nier savoir où il se trouve. Cane pense que celui-ci ment et le met tout de même en garde. Après le départ de ce dernier, Adam demande à Phyllis de s’en aller également et prend la décision de reprendre le poker en appelant Riza.

- Mais avec le départ d’Adam, les choses s’intensifient négativement pour Connor. En effet, celui-ci commence à avoir un mauvais comportement envers quiconque, à cause du départ de son père. De Las Vegas, Adam est contacté par plusieurs reprises par Chelsea (qui a obtenu son numéro grâce à Phyllis), malgré le fait qu’il ait changé de numéro. Mais il ignore tous ses appels. Un jour, il reçoit la visite de Nick qui tente de le persuader de revenir à Genoa en racontant ce qui arrive à Connor et son virement du côté obscur depuis son départ. Adam apprend que Connor a manqué de respect à son professeur, qu’il a agressé sans raison un camarade et qu’il a enfermé Christian dans une pièce sombre mais il refuse toujours de revenir, pensant que son retour empirerait les choses pour son fils. Cependant, il décide finalement de revenir à Genoa avec Nick lorsqu’il apprend par ce dernier que le changement de comportement de Connor a des conséquences graves sur le petit qui vient de se casser le bras en se prenant pour quelqu’un d’invincible.

### La décadence de Connor, récupérer sa famille et affronter son passé de Las Vegas
- Adam revient à Genoa et retrouve son fils. Il lui rassure en lui promettant que son retour est permanent et qu’il sera là pour lui. A la demande de Connor, celui-ci part vivre chez Adam. Ce dernier réemménage a son ancien penthouse et demande à Phyllis de partir. Quelques jours plus tard, Chelsea soumet soudainement à Adam l’idée d’emmener Connor en vacances au Kansas dans la ferme de Hope. Adam apprécie la proposition de Chelsea et lui propose de venir également avec eux mais Chelsea décline en disant qu’elle a du travail au Grand Phoenix. Adam se doute de quelque chose en remarquant que Chelsea paraît troublée et lui assène de questions sans qu’elle ne lui donne de réponse claire. Le lendemain, Adam et Connor se rendent au Grand Phoenix pour essayer de convaincre à nouveau Chelsea de venir avec eux mais elle est à nouveau troublée en regardant un homme. Adam remarque cet homme et demande à Chelsea de qu’il s’agit. Ce dernier interrompt leur conversation en réclamant à Chelsea son dû. Adam comprend alors qu'il est une menace pour sa famille et le confronte. Au vu de la situation, cet homme s'emporte et décide de prendre en otage le Grand Phoenix en chassant tout le monde excepté Adam, Chelsea, Connor et Abby (épisodes diffusées le 22 et 23 septembre 2022 sur TF1). De ce moment-là, Adam et Abby apprennent que cet homme se nomme Simon Blake et que la raison de sa venue a Genoa est liée aux dettes financières de Calvin envers cet homme. Calvin étant mort, c’est à Chelsea qu’est revenu cette charge. Chelsea, qui a fait appel à Anita pour lui transférer l'argent, tente de négocier avec Simon mais celui-ci n'est pas convaincu car le montant de Chelsea est insuffisant. La prise d'otages du Grand Phoenix fait le tour des médias et la police passe un coup de fil. Paul tente de négocier avec Simon en lui demandant de se rendre mais ce dernier refuse et s'en prend à Connor. Adam décide lui-même de négocier en se proposant comme seul otage et en lui proposant une vie paisible hors du pays, lui-même étant expérimenté. Mais Simon ne croit pas aux promesses d'Adam et décide de s'enfuir avec Connor. Au même moment, Chance intervient et lui assène un coup de poing, la police intervient, tout le monde est sauvé et Simon est mis en état d'arrestation.

- Après la prise d’otages, Connor développe un stress post-traumatique et commence à faire des cauchemars tout d’abord sur cet évènement et sur Simon Blake, ensuite sur un monstre habitant au dedans de lui qui ne cesse de lui faire peur. L’évènement a également des répercussions sur la vie scolaire de Connor après qu’un de ses professeurs ait recommandé à Chelsea et Adam de lui faire cours à la maison le temps que cette histoire passe aux dessus de Connor et de ses camarades. Elle leur recommande également de faire appel à un psychologue spécialisé. Adam réussit à appeler un psychologue et à prendre une séance pour Connor mais ce dernier a du mal avec lui et ne souhaite plus le revoir. Adam décide de rappeler Sharon qui a été d’une aide pour Connor pendant l’absence d’Adam et lui explique la situation, elle accepte de venir en aide à Connor, d'autant plus qu'il l'apprécie. Mais les visites de Sharon n’arrangent pas grand-chose pour Connor. Adam commence à culpabiliser et pense que le « monstre » qui est à l’intérieur de Connor n’est autre que lui-même à cause de sa noirceur et de son amertume. Chelsea rassure Adam sur le fait qu’il n’a rien à voir avec les frayeurs de Connor. Ce dernier, qui se sent mieux lorsque sa mère est à proximité de lui et de son père, souhaite les voir réunis ce qui contraint Chelsea à dormir quelques nuits chez Adam puis à y emménager de façon permanente.

- D’un autre côté, Chance revenu à Genoa lors de la prise d’otages du Grand Phoenix, se rend chez Adam afin de clarifier les choses à propos de ce qu’il s’est passé entre eux à Las Vegas. Phyllis suit Chance et le surprend chez Adam. Elle tente de leur soutirer des infos en jouant la carte de la mise en garde en parlant de potentiels dossiers sur eux mais ni l’un ni l’autre ne souhaitent divulguer quoi que ce soit. Adam finit même par mettre Phyllis a la porte. Lorsqu’ils se retrouvent seuls, Adam assure à Chance que Phyllis bluffe et qu’elle n’a rien de concret sur eux. Avec Chance, ils décident d’enterrer cette histoire et de ne plus jamais en reparler.

- L’emménagement de Chelsea chez Adam fait que Connor se sent mieux à tel point qu’il ne souhaite plus recevoir d’aide, croyant même que ses parents se sont remis ensemble. Il reçoit tout de même certaines visites de Sharon. Mais à la différence d’il y’a quelques semaines, Connor est plus distant avec Sharon, ce qu’elle remarque et fait savoir à Adam. Un jour après une visite de Sharon, Connor avoue a son père qu’il ne l’aime pas et qu’elle a dit des choses méchantes à son égard. Adam va voir Sharon et lui explique ce que Connor lui a dit, tout en sachant qu’il mentait. La situation de Connor se prend un mur, Chelsea ne sachant plus quoi faire envisage même de retourner chez Nick mais c’est sans compter sur Connor qui a peur que Chelsea s’en aille lorsqu’il comprend que ses parents se disputent, ce qui contraint Chelsea à rester avec Connor et Adam.

- La situation scolaire de Connor atteint un point de non-retour lorsque la directrice de Walnut Grove décide de renvoyer définitivement Connor sans leur accorder le bénéfice du doute. Adam et Chelsea sont désemparés. Le même soir, Adam remarque l’alchimie entre Phyllis et Nick au Society et donne rendez-vous a Phyllis chez lui. Sur place, il lui soumet l’idée de séduire Nicholas afin que lui récupère Chelsea, pensant que lui et Phyllis obtiendront ce qu’ils veulent et jugeant que c'est pour le bien de tout le monde. Mais Phyllis, révoltée et sachant ce que cela peut causer à Nick, refuse sévèrement la requête d’Adam et met un terme à leur amitié.

- La veille du réveillon de Noël, Adam annonce à Chelsea qu’il a l’intention d’emmener Connor ouvrir ses cadeaux a la ferme de Hope au Kansas. Il propose également à Chelsea de venir mais celle-ci décline son offre. Adam lui demande si son refus est pour Nick ou parce qu’elle a peur de ce que cet endroit pourra lui faire ressentir concernant son passé avec Adam. Il lui déclare ensuite sa flamme en lui avouant qu’il est toujours amoureux d’elle et qu’il souhaite repartir de zéro mais Chelsea reste catégorique, elle aime Nick. Quelques jours plus tard, Chelsea découvre qu’Adam a demandé à Phyllis de séduire Nick et le confronte sur le sujet. Avec le recul, Adam admet regretter son acte puis déclare à nouveau sa flamme à Chelsea en lui avouant qu’il est toujours amoureux d’elle. Il réitère ses sentiments le jour de la Saint-Sylvestre en l’embrassant de force puis annonce à Chelsea qu'il se rendra à la fête de la Saint-Sylvestre organisé par Abby au Society. Le soir même, il s'y rend seul et croise Chelsea en compagnie de Nicholas. Il apprend par Nikki qu'elle a réussi à persuader la directrice de Walnut Grove de continuer à scolariser Connor dans cette école et l'en remercie. Plus tard dans la soirée, il surprend Chelsea et Nick en train de s'enlacer et juge que leur relation s'est renforcée. Blessé, Adam s'en va avant les douze coups de minuit. Lorsque minuit sonne, Adam triste, voit Chelsea le rejoindre chez lui seule. Il apprend que sa relation avec Nick a pris fin et comprend ce à quoi était dû leur enlacement. Heureux, il profite des feux d'artifice avec Chelsea.

- Le lendemain, Chelsea et Adam ont une discussion à cœur ouvert à propos de sa rupture avec Nick et a son avenir. Adam fait savoir à Chelsea qu'il souhaite reprendre leur relation tandis qu'elle souhaite prendre son temps avant de pouvoir envisager de se remettre avec Adam. Ils annoncent cependant à Connor que Chelsea s'installe à nouveau chez Adam à la suite de sa rupture avec Nick. Connor est ému de retrouver sa famille réunie. Après avoir récupéré ses affaires chez Nick, Adam et Chelsea finissent par renouer ensemble. Concernant Connor, celui-ci avoue à ses parents qu’il n’aime pas l’idée que sa mère travaille toujours au Grand Phoenix. Chelsea et Adam comprennent que ses peurs concernant la prise d’otages sont toujours présentes et ce dernier décide d’emmener son fils sur place afin de lui faire disparaître sa peur, ce qui finit par marcher grâce à Adam et Chelsea mais également Abby et Chance qui rassurent chacun Connor comme ils peuvent. Adam et Chelsea, qui hésitaient à laisser Connor a Walnut Grove ou à lui faire changer d’école, optent finalement pour la seconde option. D’un autre côté, Adam finit par apprendre par Chloe que c’est elle-même qui l’a sauvée de la mort le soir ou William a voulu le renverser sur la route où Cordélia est décédée.

- Un jour, Adam croise Chance au Grand Phoenix et apprend par lui que Riza, leur amie commune de Las Vegas a disparu des radars. Chance s’inquiète car Riza est la seule à être au courant de leur secret. Adam est convaincu qu’elle reviendra à Vegas puisqu’il la paye des pots-de-vin chaque mois pour acheter son silence concernant cette histoire. Inquiet également à propos de son sort, Adam appelle ensuite quelqu’un pour s’assurer que Riza reçoit toujours ses paiements et ne pose plus de questions. Lorsqu’il revient de son séjour à Paris avec Chelsea et Connor, Adam découvre par Riza que la femme qu’il paye via cette dernière s’est tournée vers la police et prévient Chance de cette nouvelle. Il lui annonce qu’il compte se rendre à Vegas afin de régler ce problème, Chance le dissuade d’y aller seul et se propose de l’accompagner. En arrivant sur place, Adam croise Chance a qu’il avait dissuadé de le suivre et lui conseille de rentrer à Genoa. Chance tente de le convaincre de rester avec lui pour assurer qu’Adam ne fasse pas n’importe quoi. Ils sont rejoints par Riza qui les informe que Brinks, l’épouse de l’homme disparu est en ville et qu’elle demande à continuer de recevoir uniquement l’argent de son mari. Adam décide de lui transférer 1 million de dollars afin de continuer à acheter son silence. Après le départ de Riza, Adam conseille à nouveau à Chance de fuir tant qu’il est encore temps et ce dernier tente de lui rappeler qu’il est autant impliqué que lui dans cette histoire. De là, on découvre l’histoire qui s’est déroulé à Vegas : un homme dangereux s’était embrouillé avec Chance et comptait le tuer, Adam est intervenu afin d’aider son ami et a fini par tuer involontairement cet homme lorsque la situation a commencé à dégénérer. Ils ont fait croire à la femme du défunt que celui-ci était entré dans un programme de protection des témoins jusqu’à ce qu’elle commence à soupçonner sa disparition et qu’elle aille voir la police. Conscient qu’il risquerait la prison si cette histoire venait à s’ébruiter malgré la légitime défense, Adam dit à Chance qu’il serait prêt à continuer à payer cette femme pour éviter que cette histoire s’ébruite. Ce qu’Adam et Chance ignoraient, c’est qu’ils étaient mis sur écoute par Phyllis qui est désormais au courant de toute l’histoire. En rentrant à Genoa, il croise Phyllis qui tente de lui faire passer un message concernant cette histoire, sans qu’Adam comprenne réellement ce qu’elle cherche. Plus tard dans la soirée, Chelsea lui demande soudainement des réponses à propos de Las Vegas et lui apprend ce que Phyllis lui a raconté sur cette histoire et ce qu’elle a demandé en échange de son silence. Adam comprend que Phyllis connait désormais son secret et décide de raconter à Chelsea toute l’histoire sur son amitié avec Chance, le déroulement de son crime passé à Las Vegas et s’excuse auprès d'elle qui décide de laisser passer et comprend son acte. Chelsea décide d’accepter de vendre ses parts du Grand Phoenix à Phyllis afin d’éviter à Adam d’aller en prison.

### "Enquête" sur les dessous du meurtre d’AJ Montalvo
- En février 2020 se tient le gala du cinquantenaire de Newman Entreprises (diffusé en décembre 2022 sur TF1). A l’occasion, les Newman et les autres familles influentes de Genoa se réunissent pour rendre hommage a Victor. Adam, qui a toujours eu une relation tumultueuse avec son père, s’y rend également. Pendant le gala, il demande en mariage Chelsea qui accepte immédiatement de l’épouser. Juste après, Victoria est poignardée et perd du sang (voir Victoria Newman ou Billy Abbott). La fête est interrompue. Victoria est emmenée d’urgence a l’hôpital et les Newman s’y rendent tous, y compris Adam et Chelsea. Avec la convalescence de Victoria, la retraite de Victor et l’indépendance de Nick et d’Abby, Adam commence a songer a rediriger temporairement Newman Entreprises le temps que Victoria se remette de son attaque et en parle a son père qui dirige Newman a la place de sa fille. Victor promet d’y réfléchir (en réalité, il compte donner le poste a Nicholas). Adam parle ensuite de la requête qu’il établie a son père a Jack, qui lui donne ensuite des conseils et lui demande de respecter l’accord qu’il aura avec Victor si Adam venait a prendre la place de PDG. Le soir de la tempête de neige a Genoa de mars 2020, Adam attend toujours avec impatience l’appel de son père et commence a penser qu’il ne souhaite pas lui céder la place de Victoria jusqu’à ce que celui-ci lui passe un coup de fil lui demandant de venir au ranch. Adam et Chelsea s’y rendent pour entendre la réponse de Victor mais ce dernier ne délivre toujours pas son choix, ce qu’Adam trouve suspect de sa part et pense qu’il veut gagner du temps, ce qui lui fait perdre patience. Au même moment, le tronc d’un arbre s’effondre au ranch ce qui fait qu’Adam et Chelsea sont coincés au ranch avec Victor, Nikki et Victoria. Adam propose de négocier avec Victor dans la soirée. Les deux hommes essayent de voir ce qui serait le mieux pour l’entreprise, en même temps plusieurs arbres continuent de tomber. Le lendemain, alors que Chelsea et Adam sont sur le point de rentrer chez eux, Victor retient son fils pour lui faire part de sa décision. Adam lui dit être prêt a rediriger Newman temporairement et a respecter les termes de son contrat. Victor reçoit ensuite un appel qui laisse penser qu’une transaction est en cours de finalité et lorsque l’appel prend fin, Victor avoue a Adam qu’il s’agissait de Nick qui lui a annoncé être d’accord pour reprendre la place de Victoria et que Victor le lui a accordé. Adam comprend alors que Victor s’est moqué de lui et ne comptait pas lui céder la place de Victoria. Victor confirme en partie en disant que Nick était son premier choix. Adam dit être déçu de son père puis s’en va avec Chelsea. Il décide de quitter la ville avec Chelsea et Connor pour se changer les idées dans la ferme de Hope au Kansas et envisage par la même occasion de se venger de Victor, ce que Chelsea accepte également en voulant l’aider dans sa vengeance.

- En arrivant au Kansas, Adam, Chelsea et Connor louent une chambre d’hôtel en raison du fait que la ferme de Hope ait été réduite en cendres. Adam retrouve ensuite Alyssa Montalvo, une amie d’enfance a lui lorsqu’ils étaient a l’école. Il lui propose de passer dans leur chambre. Alyssa rencontre Chelsea et lui explique son amitié avec Adam et ce qu’ils ont vécu durant leur enfance. Ils apprennent ensuite qu’Alyssa travaille en tant que journaliste dans les affaires criminelles. Leur discussions de retrouvailles mènent a AJ Montalvo, le père d’Alyssa. Cette dernière et Adam expliquent a Chelsea qu’AJ avait mauvaise réputation en ville et qu’il était parti en prison pour fraude fiscale une année après le décès de Cliff Wilson, le beau-père d’Adam. Adam se souvient qu’AJ est décédé peu après sa sortie de prison. Alyssa leur dit qu’il est décédé à la suite d'un mystérieux accident après être tombé du grenier de la grange. Adam et Chelsea apprennent également que la mère d’Alyssa est décédée depuis quelques années. Après le départ d’Alyssa, Adam raconte a Chelsea qui était AJ : c'était un usurier qui escroquait les gens, celui-ci était condamné pour fraude fiscale mais cette accusation a été formulée car ils n’avaient pas trouvé assez d’éléments pour prouver que c’était un usurier. Peu de personnes pleuraient son décès. Adam se souvient soudainement que Victor était au Kansas au moment des funérailles d’AJ, disant qu’il était un ami de Hope. Chelsea trouve ça étrange que Victor était en ville au moment des funérailles d’AJ et pense qu’il est peut-être mêlé a la mort de celui-ci.

- Lorsqu’ils rentrent a Genoa, Adam et Chelsea se posent des questions a propos de la présence de Victor au Kansas au moment des funérailles d’AJ Montalvo et Adam souhaite chercher des réponses. Il se rend au ranch Newman ou il trouve Victor, Nikki et Nick. Adam déclare être venu en paix et leur dit avoir mis de côté ses rancœurs concernant la trahison de Victor a son égard. Il parle ensuite a Victor de l’état déplorable de la ferme de Hope et de son besoin de rénovation. Victor prend ça en compte mais comprend qu’Adam a quelque chose en tête. Il avoue a Victor qu’il a recroisé son amie d’enfance Alyssa Montalvo et demande a Victor s’il se souvient d’elle ou de sa famille. Victor répond que non puis Adam s’en va. Il raconte a Chelsea sa conversation avec Victor et lui dit que Victor a nié connaître la famille Montalvo. Cependant, Adam avoue a Chelsea avoir remarqué l’expression de son visage qui lui indique que Victor connaît bien cette famille et qu’il détient des informations a propos de l’histoire du meurtre d’AJ Montalvo.

- Adam appelle ensuite une ancienne amie qui travaille dans la banque de sa mère et de son beau-père et apprend que Cliff était endetté peu avant l’accident de voiture qui a conduit a son décès. Il partage son hypothèse a Chelsea et pense que l’accident de Cliff n’est pas anodin et qu’il a été prémédité, sans doute par AJ. Adam pense également que Cliff aurait pu indirectement demander a Victor de tuer AJ pour lui avant de mourir afin de protéger Hope et Adam. Pour cette raison, il appelle Alyssa afin qu’elle vienne a Genoa et prétexte avoir des informations a propos d’un criminel qui sévit dans le Kansas. Adam lui avoue qu’en réalité, il souhaite lui parler de Cliff et d’AJ et lui dit qu’il pense que le chauffeur ivre qui a causé le décès de Cliff a été engagé par AJ puisqu’ils se connaissaient. Alyssa refuse de croire que son père ait pu volontairement tuer quelqu’un et s’en va furieuse. Cette dernière retrouve Chelsea au Society. Chelsea comprend a son air qu’Adam lui a fait part de ses hypothèses puis laisse échapper que son père a été possiblement tué par Victor Newman. Voyant qu’Alyssa paraît perdue, Chelsea s’excuse et s’en va. En rentrant, elle dit a Adam que leur plan a fonctionné et qu’Alyssa a sûrement mordue a l’hameçon. De ce fait, les informations que récoltera Alyssa lors de ses recherches leurs serviront dans leur vengeance contre Victor. Quelques jours plus tard, Alyssa se rend chez Adam et cherche a savoir ce qu’il manigance. Adam admet qu’il soupçonne AJ d’avoir causé la mort de Cliff et en prime que Victor a tué AJ. Alyssa s’excuse auprès d’Adam pour l’avoir accablé concernant ses hypothèses et accepte d’enquêter avec lui sur les potentiels meurtres de leurs pères. Ils débriefent ensemble leur hypothèse puis Adam la met en garde sur Victor qui pourrait essayer d’entraver son enquête si celui-ci est amené à être au courant. Il lui demande de la jouer plus discrète et de ne pas le mentionner lors de ses sources afin de leur protéger. Le lendemain, Adam reçoit un appel d’Alyssa qui lui informe qu’elle a rencontrée le médecin légiste du décès d’AJ. Alyssa lui dit avoir remarqué la réaction excessive du médecin lorsqu’elle a mentionnée le nom de son père et pense que leur enquête ne fait que commencer. Après l’appel d’Alyssa, Adam admet a Chelsea qu’il a des doutes concernant sa quête de vengeance contre son père, ayant peur des conséquences. Finalement, il décide de poursuive sa quête.

- Alyssa revient à Genoa et annonce à Adam avoir la preuve que Victor a bel et bien tué AJ en lui disant que le médecin légiste a fini par lui dire la vérité. Elle lui explique l’histoire, reprenant ce qu’ils savaient mais que Cliff n’a pas été tué volontairement, la personne qui a causé l’accident était censée uniquement faire peur à Cliff sous ordre d’AJ pour qu’il rembourse son prêt mais l’état second du conducteur a aggravé les choses, les tuant tous les deux. Par la suite, Hope a appelé Victor afin qu’il les débarrasse d’AJ et ainsi couvrir leurs dettes. Après la mort tragique d’AJ, le corps de celui-ci a été déplacé et incinéré très rapidement par Victor. Le médecin légiste a ensuite reçu de l’argent provenant de Genoa City par Victor pour taire son implication. Adam comprend que Victor a bien fait tuer AJ et demande à Alyssa de lui fournir les preuves qu’elle détient contre lui. Alyssa refuse de lui donner ce qu’elle possède contre Victor mais Adam arrive à la convaincre de lui donner les archives, elle finit par accepter. Adam donne ensuite rendez-vous à son père au Society. Il lui fait part de son admiration pour lui justifiant qu’ils sont similaires avant de lui annoncer qu’il détient une preuve qu’il a tué AJ Montalvo en lui fournissant l’article d’Alyssa. Adam fait chanter son père en lui disant que s’il ne remplit pas ses désirs, Adam fera publier l’article. Il demande à son père de lui donner les rênes de Newman Entreprises afin d’éviter à Victor un énième scandale à son égard. Adam et Victor se rendent par la suite chez Newman pour informer Victoria (qui vient de reprendre sa place de PDG) de la demande d’Adam. Celui-ci lui explique l’histoire du meurtre d’AJ Montalvo et qu’il serait prêt à garder l’histoire secrète seulement s’ils lui cèdent le pouvoir. Victoria comprend qu'Adam fait chanter Victor et pense qu’il bluffe mais ce dernier maintient son histoire. Il demande à Victor de prendre la bonne décision pour eux tous. Lorsqu’il rentre chez lui, Adam reçoit un appel de Victor qui lui cède le trône de Newman Entreprises. Avec Chelsea, ils comprennent que Victor a réellement tué Montalvo.

- Directement après avoir pris les rênes de Newman, Adam fait rédiger un article qui annonce sa nomination en tant que nouveau PDG de Newman et également un contrat à Victor qui stipule qu’il ne peut pas le destituer de son poste de PDG. Il donne ensuite une interview où il donne les détails de son retour puis se fait sermonner par Nick sur sa nomination au poste de PDG. Le jour de la fête prénatale du bébé à venir de Chloe et Kevin, Adam (non présent) reçoit la visite de Victoria qui le met en garde et lui informe que Victor lui a peut-être menti à propos de l’affaire AJ. Adam pense à un complot de leur part et se rend au ranch demander des comptes à Victor. Ce dernier lui annonce qu’en réalité c’est lui le meurtrier d’AJ (épisode diffusé le 16 février 2023 sur TF1). Adam ne croit pas aux dires de Victor et pense qu'il tente de lui retourner le cerveau pour couvrir son crime mais Victor lui persuade de l'écouter : il a commis ce crime à l'âge de 11 ans afin de protéger sa mère. Adam ne croit toujours pas à l'histoire de son père, pensant qu'il souhaite le faire culpabiliser. Victor décide de lui raconter en détails ce fameux soir où AJ est mort. Adam a tué cet homme en le poussant du haut de la grange car il avait compris qu'il menaçait sa mère. Victor et Hope ont ensuite décidé de maquiller son meurtre en un accident puis Victor a payé le médecin légiste pour qu'il fasse croire à tout le monde qu'AJ Montalvo est mort accidentellement et a chargé George, le gardien de la ferme, de déplacer le cadavre pour faire croire à une mort accidentelle. Hope n'était pas allée aux funérailles afin d'éviter que son fils se souvienne de ce qu'il avait commis. Adam pense que la version de Victor est fausse puisqu'il ne se souvient de rien et que sa mère ne s'est pas démenée pour pouvoir l'aider. Victor lui explique qu'il a refoulé cet évènement de sa mémoire et qu'avec Hope ils ont tiré profit de la perte de mémoire d'Adam concernant cet évènement pour ne jamais lui en parler. Victor explique que c'est cette raison là qui lui a poussé à ne pas agir contre Adam, afin de le protéger. Maintenant qu'Adam est au courant de la vérité, Victor lui suggère de ne pas parler de l'affaire Montalvo au grand public et de se retirer du poste de PDG de Newman sinon Adam verra sa vie gâchée.
  - (À partir de ce moment-là dans la vraie vie, les tournages des Feux de l’Amour ont été interrompus entre mars et juin 2020 à la suite de la crise sanitaire du Covid-19. La pandémie a entraîné la non diffusion des épisodes entre le 24 avril et le 7 août 2020 aux États-Unis sur la chaîne américaine CBS. La diffusion des épisodes a repris le 10 août 2020, ce qui constitue un saut dans le temps dans la vie réelle qui a dû être adaptée à la série tout en poursuivant les storylines laissées avant l’interruption du tournage, les épisodes avant et après l’interruption des tournages constituent une suite directe sans inclure la pandémie au scénario mais avec cependant quelques restrictions sanitaires a la différence).

- Après avoir raconté la version de Victor à Chelsea, Adam se met en quête de chercher des preuves que Victor lui ment et que son père est bien responsable de ce meurtre. Il contacte Alyssa mais celle-ci refuse de l'aider et lui demande de l'oublier. Adam comprend que Victor est allé la voir. Il décide d'appeler George, la seule personne au courant de cette histoire pour contredire les propos de Victor. Adam demande à George la vérité à propos de cette histoire mais George refuse. Ce dernier change d'avis après qu'Adam ait reçu un appel de Connor qui se sent rejeté par ses amis et le rassure au téléphone. George confirme l'histoire de Victor : Adam a tué AJ pour protéger sa mère. Adam refuse de croire la version de George et pense que Victor l'a contacté avant de venir afin qu'il lui raconte la même version mais Chelsea pense que cette histoire est possiblement vraie et que Victor ne lui a rien dit par amour pour lui. Adam commence a penser qu'il a réellement tué Montalvo et décide de demander de l'aide a Sharon. Il lui raconte le crime qu’il a commis quand il avait 11 ans dont il n’a aucun souvenir et lui demande de l’aider a se souvenir de cet évènement. Nick débarque, interrompt leur discussion et ordonne a Adam de s’en aller. Lorsque Sharon part répondre a un appel, Nick annonce à son frère être au courant de son crime puis lui recommande de partir afin d’éviter que ses problèmes nuit a la guérison de Sharon, qui vient d’être opéré. De la, Adam apprend qu’elle a un cancer (voir Sharon Newman). Il souhaite s’excuser auprès d’elle mais Nick refuse qu’il le fasse. Adam rentre ensuite chez lui et retrouve Chelsea qui lui dit être allée au ranch voir Victor pour lui dire qu’Adam avait accepté la vérité. Adam se demande comment accepter cette vérité s’il ne parvient pas a se souvenir de cet acte. Chelsea lui recommande de ne pas tenter de se souvenir et d’avancer. Adam reçoit ensuite un message de Sharon qui accepte de l’aider. Il lui dit être au courant a propos de son cancer et s’excuse auprès d’elle. Malgré son cancer, Sharon insiste pour pouvoir l’aider. Adam lui raconte ensuite les détails a propos de cette fameuse nuit puis il lui demande si elle accepte d’être sa thérapeute. Sharon accepte a la condition que Rey et Chelsea soient au courant de leurs séances. Réticent au départ a en parler a sa fiancée, Adam finit par accepter. En rentrant, il avoue a Chelsea être allé voir Sharon pour lui demander de l’aide. Chelsea est révoltée qu’il aille voir Sharon et refuse qu’elle intervienne pour lui, pensant qu’il n’a rien a gagner et que ça empirerait les choses. Adam accepte finalement la possibilité de ne pas faire appel a Sharon. Le lendemain, Victor rend visite à Adam pour voir comment il va. Ils apprennent ensuite que Victoria a l’intention de livrer une conférence de presse chez Newman. Adam et Victor redoutent qu’elle dévoile au grand jour le crime d’Adam. Finalement, elle ne dit rien à propos de son frère mais vend en revanche la filiale cosmétique et médiatique a Jabot et Chancellor Communications. Juste après, Chelsea revient de chez Sharon et accorde finalement a Adam le fait d’effectuer une thérapie afin de retrouver ses souvenirs.

- Adam commence sa première séance avec Sharon, qui tente de lui rafraîchir la mémoire en le replongeant à l’époque ou il avait 11 ans. Adam lui raconte son quotidien a cette époque, replongeant dans ses souvenirs avant et après le décès d’AJ. Cependant, il n’arrive toujours pas a se souvenir de l’avoir tué. Adam raconte a Chelsea sa première séance, qui ne s'est pas déroulée comme il l'espérait. Chelsea pense que c'est un signe pour qu'il laisse tomber sa quête de souvenirs. Le lendemain lors d’une sieste, Adam parvient à entendre des voix, celle de Hope et d’AJ Montalvo peu avant la mort de ce dernier. Il se réveille en sursaut et s’empresse d’aller voir Sharon, lui racontant qu’il commence a récupérer certains souvenirs. Sharon tente a nouveau de replonger Adam dans ses souvenirs, celui-ci revoit sa mère et AJ se disputer a propos des dettes de Cliff qu’Hope doit rembourser a AJ. Adam, a ce moment-là caché et apeuré, entend tout. Après avoir entendu AJ proférer des menaces a l’encontre de sa mère, Adam sort de sa cachette l’ordonne de laisser sa mère tranquille. Pris de panique après s’être remémoré ce souvenir, Adam interrompt leur séance et prend la fuite. Il se rend dans la maison de sa mère au Kansas afin de chercher des réponses. En trouvant la nappe de la table, Adam se cache sous la table pour lui permettre de débloquer ses souvenirs. Il se souvient être sorti de la table pour mettre en garde AJ puis se souvient l’avoir poussé ce qui a causé sa mort. En revenant dans la réalité, Adam se rend compte qu’il a réellement tué AJ Montalvo (épisode diffusée le 9 mars 2023 sur TF1). Il est rejoint par Sharon. Adam lui dit qu'il a réussi à débloquer son souvenir et confirme a Sharon avoir commis ce crime. Il lui confie qu'il avait la rage contre cet homme et que l'avoir tué l'a soulagé. Cependant, il a du mal à gérer cette information. Sharon le rassure en lui disant qu'il peut être fier de lui de s'être battu pour protéger sa mère puis d'avoir tenté de recouvrer la mémoire concernant cet évènement. Peu après, Chelsea se rend également au Kansas et demande à Adam de rentrer a Genoa.

- En rentrant a Genoa, Adam culpabilise concernant sa responsabilité dans le meurtre d’AJ. Convaincu d’avoir l’âme d’un meurtrier en plus du meurtre de Cordélia et de l’homme disparu de Las Vegas, Adam rejette toute aide, même celle de son père, venu lui rendre visite pour l’aider. Lorsque Adam souhaite faire un tour, il est rejoint par Sharon. Adam lui fait part de son envie de quitter la ville pour éviter a Chelsea et Connor une souffrance mais Sharon le dissuade de faire ça et le conseille de rester. Adam accepte de rester. Finalement, il décide de quitter le domicile familial sans pour autant quitter la ville. Adam emménage dans un motel et communique uniquement a Sharon son lieu de résidence. Il fait appel a Sharon car il a du mal a gérer ses angoisses. Sharon tente de le persuader de rentrer chez lui et de continuer leur thérapie mais Adam est plus réticent et est même prêt a abandonner. Sous les conseils de Sharon, Adam réussit a dormir. Après sa sieste, Adam reçoit la visite surprise de Chance. Ce dernier lui apprend qu'il a un problème : Alyssa est revenue en ville et cherche a écrire un article sur l'affaire de Las Vegas, voulant l'incriminer. Chance comprend que le départ d'Adam et la vengeance d'Alyssa a son égard sont une seule et même affaire et cherche a aider son ami mais Adam refuse son aide. Sharon vient ensuite rejoindre Adam et Chance pense qu'ils ont une aventure, Adam ne nie pas afin de l'éloigner de ses problèmes, ce qui inquiète fortement Sharon qui lui reproche d'être égoïste et de ne pas penser a ce que ses actes ont pour conséquences envers ses proches. Sharon pense même qu'elle devrait arrêter de suivre Adam mais lui n'est pas d'accord, elle finit par s'en aller. Le soir, Sharon revient et s'excuse auprès d'Adam, voulant continuer a l'aider mais Adam refuse afin de privilégier sa guérison. Sharon lui explique que son opération a été un échec, que son cancer s'est propagée et que venir en aide a Adam lui permet d'oublier ses problèmes. Adam s'excuse puis tente de la consoler et de lui remonter le moral, il lui propose même de se reposer dans sa chambre. Dans la soirée, Chelsea qui a réussi à retrouver la trace d’Adam, se rend au motel et réussit a le retrouver. Elle le convainc de rentrer avec elle, il accepte. Cependant, arrivés chez eux, Adam décide de tout arrêter et de rompre avec Chelsea, persuadé qu’il est impossible pour lui de guérir de ce traumatisme. Il se rend ensuite chez Sharon ou il s’excuse par rapport a la situation a laquelle il l’a mise. Sharon lui dit vouloir arrêter leur thérapie par rapport a sa guérison et a son couple avec Rey. Adam accepte sa décision. Le lendemain, il revient au penthouse pour récupérer ses dernières affaires mais Chelsea le persuade de rester et de l’écouter. Elle soumet a Adam l’idée d’envoyer Connor en pensionnat afin de le protéger de cette histoire puis elle lui apprend qu’Alyssa s’est alliée avec William afin d’écrire un article sur lui mais Adam continue de penser qu’il est préférable pour lui de partir. Chelsea décide alors d’organiser leur mariage dans l’immédiat et lui fait savoir a quel point elle l’aime et qu’ensemble ils sont plus forts. Adam finit par être convaincu et décide de rester. Ensemble, ils décident une énième fois de se venger de Victor.

- Chelsea installe l’application qui relie le mouchard qu’elle vient d’installer chez Chancellor qui leur permettent d’écouter William. Avec Adam, ils apprennent qu’Alyssa a réussi à retrouver la trace de la femme de l’homme disparu de Las Vegas et que celle-ci compte bien témoigner contre Adam. Chelsea revient sur l’idée d’envoyer Connor en pensionnat mais Adam reste perplexe quand a cette idée. C’est après une discussion favorable avec Nick, puis défavorable avec Victor qu’Adam revient sur sa décision et accepte d’envoyer Connor en pensionnat afin de l’éloigner de son grand-père. Un peu plus tard, Adam et Chelsea continuent d’écouter William et Victoria. Cette dernière lui apprend que Suzanne Fuller, la femme qui a aidé Adam a doubler les médicaments de Victor, est elle aussi prête a témoigner contre lui, Adam étant la cause de l’interdiction de son droit d’exercer. Adam décide de passer a l’offensive. Le soir même, il reçoit la visite de William qui lui informe qu’Alyssa a mystérieusement disparue et le soupçonne d’être impliqué dans sa disparition. Adam nie les faits. William lui fait alors comprendre qu’il est au courant de son crime a l’âge de 11 ans et qu’il compte bien publier l’histoire. Le ton monte entre les deux hommes jusqu’à ce que Chelsea arrive et les interrompent. Après le départ de William, Chelsea qui vient elle aussi d’apprendre la disparition d’Alyssa, demande a Adam s’il a quelque chose à avoir dedans. Adam admet indirectement qu’il l’a fait afin d’éviter que William corrobore la version d’Alyssa. Le lendemain, il retrouve Chance au Society qui s’inquiète a propos d’Alyssa. Adam assure qu’il ne lui a rien fait, mais il admet l’avoir envoyé sur une fausse piste dans l’Arizona et l’avoir confié a son homme de main de Las Vegas afin qu’il prétexte avoir une version crédible de l’histoire de l’homme disparu pour brouiller les pistes d’Alyssa et surtout gagner du temps, ce qui a permis a Adam de rencontrer la veuve de l’homme disparu et de lui faire revenir sur sa décision de témoigner. Chance le met tout de même en garde : si Alyssa est en danger, Adam sera dénoncé aux autorités.

- Quelques jours plus tard, Adam et Chelsea apprennent en écoutant William que l’article à charge concernant Adam est prêt à être publié. Adam demande de l’aide à Victor afin d’empêcher William de sortir son article. Il va voir ensuite Chance et lui rapporte que l’article le concernant est prêt. Chance rajoute qu’Alyssa a réussi à récolter des informations sur Las Vegas. Adam demande a Chance de pouvoir bloquer la parution de l’article mais ce dernier est réaliste, l’article va sortir et ils doivent se préparer a y faire face. Un peu plus tard, Adam et Chelsea reçoivent la nouvelle : l’article a charge contre Adam vient d’être publiée (épisode diffusée le 13 avril 2023 sur TF1). L’article retrace l’histoire du Kansas puis les autres crimes qu’Adam a commis. Adam est sur les nerfs et souhaite régler ses comptes avec William. Il lui raconte les raisons de son crime puis lui intente une action en justice. Finalement, les plaintes d’Adam et de Victor sont rejetées et Chancellor gagne le procès. De plus, l’article sur Adam commet des dommages sur la carrière de Chelsea qui se voit refuser toute collaboration pour relancer son entreprise. Adam se sent coupable et souhaite se venger de William. Le soir, avec l’aide d’un complice a lui, il fait sauter le courant de Chancellor et parvient a s’introduire dans la chambre de William. Malheureusement pour lui, il ne trouve rien le concernant. Le lendemain, lorsqu’il retrouve Chelsea, mal en point car elle a passé la nuit a l’hôpital, il apprend que sa chute est survenu pendant la panne de courant chez Chancellor lorsqu’elle était à l’ascenseur. Adam apprend qu’elle y était dans le but de confronter William et lui reproche sa présence a cet instant. Chelsea comprend en même temps qu’il est responsable de la panne de courant et se demande pourquoi Adam préfère agir seul et rejette toute aide de sa part. Adam répond que cette histoire ne concerne que lui, refuse toujours l'aide de Chelsea et s’en va. Il croise William au Society qui vient le narguer et lui fait comprendre qu’il est au courant de ce qu’il a commis la nuit dernière. Il lui fait également part qu’il a bien l’intention de continuer a le dénoncer au grand public. Adam pense qu’il n’a rien sur lui puis le met en garde. Lorsqu’il rentre, il apprend que Chelsea souhaite quitter la ville et emménager près de Connor car celui-ci lui manque. Elle pense également qu’Adam devrait capituler concernant sa guerre contre William mais Adam n’est pas de cet avis et pense qu’elle ne l’aime pas assez pour accepter ses choix. Il s’en va et retrouve Sharon au Néon Ecarlate. Sharon devine qu’Adam ne va pas bien et celui-ci confirme. Il lui avoue qu’elle est la seule qui le comprend et l’accepte tel qu’il est puis lui déclare sa flamme mais Sharon rejette la déclaration d’Adam en lui disant qu’elle aime Rey et qu’ils ne se remettront jamais ensemble. Le lendemain, il apprend leur fiançailles puis appelle quelqu’un pour faire suivre Rey. Un soir, Adam croise Rey au Néon Ecarlate. Il vient le féliciter concernant ses fiançailles puis le nargue concernant son couple avec Sharon, lui disant qu’elle ne tardera pas a revenir vers lui et qu’il l’aime. En rentrant chez lui, il retrouve Chelsea et apprend qu’elle souhaite le quitter et s’en aller après avoir entendu sa conversation avec Rey. Adam s’explique, disant qu’il tentait de provoquer Rey car ce dernier le narguait concernant l’article qui est paru sur lui-même et tente de retenir Chelsea mais celle-ci est ferme et décide de rompre avec Adam.

### La descente aux enfers d'Adam
- Après avoir été quitté par Chelsea et avec tout ce qui s'est passé dernièrement pour lui, Adam décide d’opérer un changement dans sa vie. Le 29 octobre 2020, Adam convoque Victoria et Nick chez Newman et leur annonce sa volonté de couper les ponts avec les Newman. Il annonce un peu plus tard a Victor via un document juridique qu’il a décidé de reprendre le nom de famille de son beau-père et de se nommer « Adam Wilson », laissant le nom de Newman derrière lui et justifiant qu’il souhaite devenir quelqu’un de nouveau. Il fait ensuite part de sa décision a William tout en faisant son mea culpa envers lui, qui a du mal a y croire également puis a Jack, qui se demande ce que son ami mijote. Effectivement, Adam prépare quelque chose et sa décision soudaine attire la curiosité de plusieurs personnes dont Chelsea, qui se rend au penthouse pour se renseigner sur les plans d'Adam. Ce dernier finit par le comprendre et une dispute éclate entre eux. Chelsea finit par remarquer dans l'ordinateur d'Adam que celui-ci a l'intention de viser les bureaux de Newman Entreprises et pense qu'il s'apprête a commettre un crime. Adam finit par chasser Chelsea puis la fait enlever et l'enferme dans un lieu isolé. Chloe ainsi que Chance qui avait rendez-vous avec Chelsea s'inquiètent pour cette dernière qui ne donne aucun signe de vie et suspectent Adam d'être impliqué dans sa disparition, bien que ce dernier s'arrange pour leur faire croire qu'elle est partie délibérément. Chance rend visite a Adam et lui demande s'il sait ou est Chelsea. Adam nie savoir ce qui lui est arrivé mais Chance a du mal a le croire et le fait comprendre qu'il le suspecte et qu'il le fera condamner s'il découvre son implication dans la disparition de Chelsea.

- Adam est tourmenté par lui, enfant, qui le supplie de ne pas agir puis il est confronté par Faith au Néon Ecarlate. Un jour, Victor lui donne rendez-vous chez Newman pour parler de sa soudaine décision cependant Adam décide de ne pas venir au rendez-vous et prévoit de faire sauter la tour Newman. Il reçoit juste après un message de son homme de main qui lui informe que Chelsea a pris la fuite. Inquiet pour son sort, Adam se rend a l’entrepôt ou il a enfermé Chelsea et trouve la pièce vide. Il est rejoint par Chance qui le confronte a propos de Chelsea. Adam continue a nier être responsable puis s’en va, suivi par Chance qui continue a le questionner sur Chelsea. Adam lui informe qu’il n’a aucune nouvelle d’elle depuis qu’elle l’a quitté et qu’il se retrouve dès a présent tout seul, sans amis ni famille. Adam se retourne ensuite sur son téléphone et hésite a activer le détonateur en apprenant que Victor est toujours a la tour Newman. Au même moment, une personne armé vise Adam mais Chance réussit a s’interposer et prend une balle dans le thorax en sauvant la vie d’Adam (épisode diffusée le 23 mai 2023 sur TF1). Adam appelle ensuite une ambulance puis prend la fuite et tente d’effacer toute preuve qui le relie a Chance, a la disparition de Chelsea ou encore a son plan de détruire la tour Newman. Il reçoit ensuite la visite de Rey, qui l’interroge sur la fusillade qui a conduit Chance a l’hôpital. Adam lui informe qu’il vient de l’apprendre et qu’il souhaite aller le voir mais Rey a du mal a y croire, d’autant plus qu’il ajoute que Chance a prononcé son nom avant de perdre connaissance. Après le départ de Rey, Adam se rend a l’hôpital voir Chance et découvre qu’il a repris connaissance. Un peu plus tard, Rey lui informe par la suite que Chance l'a innocenté en rapportant les faits qui se sont déroulés et en confirmant bien qu'Adam était la cible du tireur. Rey suspecte cependant Chelsea mais Adam lui fait comprendre qu'elle est innocente dans cette histoire. Adam se rend par la suite au manoir Chancellor et retrouve Chelsea.

- Adam retrouve Chelsea au manoir Chancellor et souhaite se faire pardonner mais Chelsea est réticente a cette idée. Elle lui recommande néanmoins de surveiller ses arrières concernant le tueur s'il tente de récidiver. Adam pense que le tireur n'est autre que William. Lorsqu'il le croise au Society, les deux hommes discutent de cette histoire et William avoue presque qu'il est le responsable, affirmant que le tueur pourrait recommencer et cette fois-ci ne pas rater sa cible. Adam s'excuse auprès de Chance, qui estime qu'ils sont quittes après lui avoir sauvé la vie et rompt leurs liens d'amitié. Il reçoit même la visite de Victoria qui lui pose un ultimatum concernant ses droits au sein de Newman et veut lui faire signer un contrat faisant renoncer Adam a son héritage mais ce dernier refuse et déchire le contrat sous les yeux de Victoria. Adam, qui souhaite reconquérir Chelsea, l'invite a dîner au penthouse. Chelsea accepte de venir mais n'est pas sûre a l'idée de lui accorder son pardon. Juste après, c'est Victor qui vient chez Adam et lui recommande d'aller se faire aider, constatant qu'il perd les pédales. Victor lui fait soumettre une ordonnance qui stipule qu’il doit suivre une évaluation psychiatrique signée par lui-même et Sharon et approuvée par l’état du Wisconsin. Adam ne croit pas que Sharon ait voulu l’interner de force en hôpital psychiatrique mais il obtient le contraire de ce qu’il pense lorsqu’elle arrive et qu’elle lui confirme qu’elle est d’accord avec Victor et qu’elle a signée ça de son plein gré. Il demande a Sharon de revenir sur sa décision et de le sauver de cette impasse mais elle refuse de revenir en arrière. Adam prend ça pour une trahison a son égard et pense que Victor la manipule. Au moment ou Adam doit être emmené en hôpital psychiatrique, celui-ci tente de prendre la fuite mais est rattrapé rapidement par un officier de police et se met a hurler en tentant de se débattre puis est assommé avec des calmants. A son réveil, Adam se rend compte qu’il est en hôpital psychiatrique. Il demande a sortir immédiatement mais le psychiatre lui dit qu'il doit obligatoirement être gardé sous surveillance pendant 72 heures puis ils adviendront pour savoir s'il est apte a sortir. Adam reçoit ensuite la visite de Victor et lui reproche de ne pas avoir de considération pour lui, l'ayant enfermé de son plein gré et refuse l'aide de son père en le blâmant. Le subconscient d'Adam jeune lui apparaît et lui demande d'arrêter de blâmer son père. Adam ordonne a son subconscient d'arrêter de lui parler et hurle sans cesse jusqu'à ce que les médecins interviennent et le bourre de calmants. Adam se réveille, ligoté et face a son père qui s'excuse et promet a son fils qu'il ne l'abandonnera pas. Il est ensuite en proie a des hallucinations et croit voir Chelsea qui lui dit qu'ils se retrouveront bientôt en compagnie de Connor mais Adam revient vite a la réalité, réalisant qu'il est toujours enfermé a l'asile.

- Adam réussit finalement a sortir de l’hôpital psychiatrique après 72 heures de surveillance et retrouve Chelsea qui accepte de se remettre avec lui et de rejoindre Connor ensemble. Juste avant, Adam souhaite régler quelques détails avec Victor et le retrouve en compagnie de Victoria chez Newman. Il leur dit qu’il prévoit de quitter la ville le soir même et qu’il compte bien renoncer a ses parts d’héritage a la condition que Connor les hérite a sa place. Lorsqu’il revient, il surprend Chelsea allongée dans le sol de l’escalier et appelle les secours. Il apprend un peu plus tard via le médecin traitant de Chelsea que sa chute n’est pas liée qu’a un simple maux de tête mais a un anévrisme et que c’est sûrement liée a sa chute chez Chancellor Communications. Adam décide de décaler leur départ et de rester en ville pour traiter la maladie de Chelsea.

### Chelsea paralysée et complot pour piéger Adam
- Peu après les fêtes de Noël, Adam et Chelsea reviennent en ville après avoir passé les fêtes hors de Genoa avec Connor pour l’opération de Chelsea qui approche. Les amoureux prévoient ensuite de quitter définitivement la ville. Avant leur départ, Adam dit au revoir a Chance et Abby en leur souhaitant tout le bonheur du monde. Le soir du Nouvel An, il se rend au mariage de Sharon et Rey au Society et visualise secrètement la cérémonie avant de rentrer chez lui ou il trouve Chelsea allongée au sol, inconsciente. Les secours arrivent en même temps et emmènent Chelsea a l’hôpital (épisode diffusée le 11 juillet 2023 sur TF1). Elena apprend a Adam que Chelsea a fait un AVC a cause de son anévrisme qui n’a pas pu être traitée plus tôt, qu’elle est paralysée du côté droit de son corps et qu’elle a perdu l’usage de la parole. Adam est choqué et tente de venir en aide a sa fiancée, en vain. Ne trouvant aucune issue pour Chelsea, Adam fait appel a son père pour lui venir en aide. Victor revient de Londres et accepte de venir en aide a son fils en faisant appel aux plus grands spécialistes du pays. Il lui apporte conseils et soutien dans cette épreuve. Dans la foulée de la conversation, il apprend a Adam que des améliorations sont en cours concernant Chelsea bien qu’elle reste paralysée du côté droit et que Chelsea a désormais le droit aux visites. Adam s’empresse de se rendre à l’hôpital et remercie son père pour son intervention. Il fait sortir Chelsea de l’hôpital et la ramène chez eux, contre l’avis de Nate.

- Au retour de Chelsea au penthouse, Adam engage une équipe médicale autour de sa fiancée, dont le docteur Lena Cavett envoyé par Victor a Adam pour la rééducation de Chelsea. Adam et Chelsea reçoivent un jour la visite de Sharon, a qui ca déplait Chelsea. Sharon comprend que Chelsea ne supporte pas sa présence et s'en va. Un peu plus tard, Adam entend Chelsea émettre un cri. Il tente de comprendre ce qu'elle essaye de lui dire mais n'y parvient pas. Adam a du mal a comprendre et fait appel au docteur Cavett, qui lui explique que le manque de motricité de Chelsea a atteint les deux côtés de son corps pour une raison psychologique et lui recommande de faire appel a un psychologue. Adam décide de parler de cette idée a Nate, Chelsea ainsi que Sharon a qu'il propose de rejoindre l'équipe médicale de Chelsea et de devenir sa psychiatre. Sharon accepte après mûre réflexion. Elle tente une approche douce auprès de Chelsea mais Adam souhaite qu'elle soit plus agressive. Sharon tente mais sans succès final. Adam comprend alors qu'une autre source de motivation pourrait pousser Chelsea a retrouver sa motricité : Connor et propose a Sharon de le faire revenir a Genoa mais celle-ci pense que ce n'est pas une bonne idée. Adam décide de suivre les conseils de Sharon et la remercie en lui tenant la main. Rey rentre au même moment et les surprend tous les deux. Un soir, Adam part faire un tour et croise Sharon au Society, bouleversée à la suite de sa dernière conversation avec Rey. Elle explique a Adam qu'elle ne souhaite plus les aider lui et Chelsea. Adam se demande ce qu'il advient de leur relation. Sharon lui avoue que Rey pense qu'elle aime toujours Adam et lorsqu'Adam demande si c'est vrai, Sharon tente d'esquiver sa question mais Adam l'attrape par le bras et l'embrasse fougueusement.

- Quelques jours plus tard, une photo d'Adam et Sharon en train de s'embrasser circule sur internet. Victor puis Rey l'interrogent et le confrontent respectivement. Adam s'empresse ensuite de voir Sharon pour savoir comment elle va. Il lui avoue qu'il a du mal a oublier leur baiser et est sur le point de lui avouer quelque chose mais Sharon le coupe et lui demande de partir. Avec tous les problèmes qu'il rencontre actuellement, Adam envisage de quitter la ville pour permettre a Chelsea de mieux guérir en plus de la présence de Connor et en parle au docteur Cavett. Mais elle lui déconseille de réaliser ca dans l'immédiat et lui demande d'attendre. Il croise ensuite le chemin de Sharon qui se renseigne sur l'état de Chelsea. Adam lui fait ensuite part de sa décision de partir définitivement et sa volonté de s'éloigner d'elle.

- Mi-mars 2021, Ashland Locke, un magnat des affaires, met en vente son entreprise : Cyaxares Media. Victor propose a Adam de diriger l'entreprise s'ils venaient a l'acquérir, qui serait totalement indépendante de Newman. Adam finit par accepter la proposition de son père. Ils sont en concurrence avec William et Lily pour Chancellor Communications et Victoria, seule. C'est finalement Victor et Adam qui obtiennent l'entreprise. Un peu plus tard, Adam s'aperçoit que des messages ont été échangées entre lui et Sharon, Adam déclarant sa flamme a celle-ci. Adam s'étonne puisqu'il n'est pas derrière ces messages et se demande qui a piraté son téléphone mais comprend rapidement que quelqu'un a utilisé sa tablette car la messagerie est synchronisé avec son téléphone. Il suspecte rapidement Chloe, qui vient régulièrement au penthouse et qui le haït puis Chelsea, possiblement guérie selon son point de vue. Pour confirmer ses doutes, Adam contacte le docteur Cavett pour vérifier si l'état de Chelsea s'est amélioré mais elle confirme que rien n'a changé. Adam écarte Chelsea de l'équation et revient sur Chloe qu'il convoque, l'accusant de s'être fait passer pour lui auprès de Sharon. Chloe nie les accusations d'Adam puis se sert de ça pour retourner la situation a son avantage, rappelant le mal qu'il a fait et qu'il continue a faire a Chelsea en mentionnant le baiser d'Adam et Sharon et qu'il aurait très bien pu envoyer les messages lui-même. Adam s'excuse auprès de Chelsea concernant sa faute avec Sharon puis s'en va dans le but de comprendre ce qu'il se passe autour de lui. Au même moment, il reçoit la visite de Rey avec un mandat de perquisition. Adam s'interroge a propos de sa visite puis apprend que Rey avait été admis a l'hôpital quelques jours plus tôt à la suite d'un empoisonnement au thallium. Lorsqu'il comprend que Rey le suspecte, Adam prend la fuite mais réussit a surprendre Chelsea bouger vaguement, il en conclut que c'est bien elle qui est derrière les messages envoyés a Sharon et l'empoisonnement de Rey dans le but de nuire a Adam.

- Adam part se cacher dans une cabane dont il est propriétaire près d'un lac. Il contacte Sharon pour lui demander de l'aide, lui avoue qu'il n'est pas responsable de l'empoisonnement de Rey et lui avoue que c'est lui qui a emmené Faith a l'hôpital a la suite de son accident de voiture. Sharon le remercie mais hésite a lui venir en aide, priorisant sa fille et doutant de sa sincérité concernant Rey. Adam réitère sa demande et Sharon finit par accepter. Adam lui partage sa théorie comme quoi Chelsea serait a l'origine des objets volés au cottage et surtout de l'empoisonnement de Rey. Sharon a du mal a croire aux dires d'Adam mais celui-ci lui explique qu'il pense que Chelsea a guérie depuis un bon moment et qu'elle feint sa paralysie dans le but de se venger de lui et de Sharon indirectement. Il lui demande de l'aider a prouver sa théorie. D'abord hésitante, Sharon finit par accepter et part rendre visite a Chelsea dans le but de lui faire parler, sans succès. Sharon revient voir Adam mais cette fois-ci est certaine que Chelsea ment et qu'elle est coupable. Elle conseille cependant a Adam d'aller se rendre afin de prouver son innocence. Un peu plus tard, Rey réussit a retrouver la cachette d'Adam sans le croiser. Adam ayant pris la fuite avant que Rey ne vienne l'arrêter, se réfugie au ranch Newman, dit a Victor qu'il est innocent  et partage sa théorie sur Chelsea. Victor accepte de l'héberger et le conseille d'aller se cacher a la sellerie du ranch. Adam est confronté aux esprits de Sharon et Chelsea, lui reprochant chacune les répercussions de ses actes. Se sentant coupable, il décide de quitter la ville et en parle a Victor, qui lui promet de blanchir son nom.

- Peu après, Adam, caché dans la demeure abandonnée des Montalvo au Kansas, reçoit la visite surprise de Nick qui lui informe que Faith est gravement malade, qu'elle a besoin d'une greffe de reins et que seul Adam peut la sauver. Il apprend dans la foulée que c'est Sharon qui a guidé Nick jusqu'à lui, bien qu'Adam ne lui a pas révélé l'endroit précis ou il se cachait. Etant recherché et en cavale, Adam refuse de revenir a Genoa et de prendre le risque de se faire arrêter bien qu'il adresse son soutien a Faith. Nick tente de le convaincre, le promettant qu'il l'aidera a s'enfuir juste après et Adam finit par accepter mais au moment ou ils souhaitent partir, le vent ferme et bloque la porte du sous-sol et condamne les deux frères au sous-sol. Nick et Adam tentent d'ouvrir la porte mais n'y parviennent pas. Nick réussit a trouver une autre porte et tente de l'ouvrir, mais celle-ci est bloquée par un cadenas. Avec la tornade qui se passe, Adam refuse de sortir pour l'instant et profite de leur situation pour avouer a Nick qu'il souhaite réellement changer, lui demande ce qu'il peut faire pour leur convaincre qu'il est sincère et surtout s'il croit qu'il est innocent dans l'affaire de l'empoisonnement de Rey. Nick esquive ses questions, se focalisant uniquement sur leur sortie mais répond en pensant honnêtement qu'Adam est responsable de l'empoisonnement de Rey. Un peu plus tard, Nick et Adam réussissent a ouvrir la seconde porte, qui mène directement a l'extérieur. Au moment ou les deux frères souhaitent partir, le toit de la maison s'effondre sur eux. Nick réussit a se réveiller sous les décombres et trouve son frère, inconscient. Les meubles encastrés les séparent. Nick réussit cependant a réveiller Adam en criant son nom. Adam réussit a se lever et a sortir de la demeure, cherchant les secours pour Nick. Il revient un peu plus tard avec les pompiers, sauvant Nick et le garantissant qu'ils reviennent tous les deux a Genoa pour sauver Faith (épisodes diffusées le 13, 14 et 15 novembre 2023 sur TF1).

- Lorsqu'Adam rentre a Genoa, il se cache chez Sharon, la surprenant lorsqu'elle le croise. Adam lui avoue qu'il a accepté de revenir a Genoa pour sauver Faith mais aussi pour Sharon. Juste après, il entend Nick et Rey discuter et entend Nick dire qu'il laissera Rey arrêter Adam juste après l'opération. Adam sort de sa cachette et surprend Rey, qui jure qu'il l'arrêtera juste après l'opération. Il accepte cependant qu'Adam se rende à l'hôpital. Sur place, Adam a une discussion avec Faith a sa demande et s'excuse auprès d'elle pour lui avoir fait du mal, il lui demande pas de considérer son geste comme un cadeau mais comme des excuses. Faith accepte de lui pardonner. Juste après a lieu l'opération, qui s'avère être un vrai succès. Faith reçoit le rein d'Adam. Tout le monde est ravi. Adam se demande désormais ce qu'il va faire maintenant que tout est bon pour Faith. Nick lui suggère de rester a Genoa afin de prouver son innocence. Adam commence a penser que son frère a raison et envisage presque cette idée jusqu'à l'arrivée de Victor qui lui informe qu'il n'aura pas a s'enfuir ni a prouver son innocence a la suite des aveux de Chelsea concernant Rey (voir Chelsea Lawson, Rey Rosales ou Victor Newman). Adam est soulagé d'apprendre qu'il est libre mais en colère que Chelsea ait pu le piéger. Adam fait par la suite un rêve étrange ou il est confronté a un cauchemar ou il joue une partie d'échecs avec Victor. Au cours de la partie, plusieurs intervenants (Rey, Chloe, Billy, Phyllis, Nick, Sharon, Chelsea et Victoria) font leur apparition pour juger les bonnes ou mauvaises actions d'Adam, tout en le déstabilisant. Mais Adam tente de rester fort et de ne pas se laisser abattre. Lorsqu'il finit par se réveiller, Adam se rend compte qu'il doit opérer un changement dans sa vie notamment auprès de ses proches. Il reçoit la visite de Sharon, qui le remercie pour avoir sauvé Faith une seconde fois. Adam décide de ne plus interférer dans le mariage de Sharon et Rey, encourageant leur réconciliation et décide de la laisser s'en aller.

### Newman Media
- Après la greffe de Faith et avec les charges contre lui annulées, Adam rentre chez lui. Il reçoit la visite de Victor qui souhaite lui parler affaires mais juste avant souhaite s'assurer qu'il en a fini avec Sharon. Adam déclare a son père qu'il n'a ni l'intention de revenir avec Sharon, ni avec Chelsea. Il annonce ensuite a son père qu'il compte faire de Cyaxares une enseigne puissante et qu'il envisage également d'anéantir William et Chancellor Communications, ce qui ravit Victor. Ils décident de renommer « Cyaxares Media » pour l'appeler « Newman Media ».

- Adam et Victor proposent également à Nick et Devon un partenariat entre Newman Media et Nouveau Départ (« New Hope » dans la version originale), qu'ils finissent par accepter après réticence de Nick. Adam propose également a Chloe un poste de styliste ou elle serait reliée a Newman Media sans avoir a interférer avec Adam. Chloe finit également par accepter après réticence. Newman Media est également victime d'une attaque de la part de Chancellor Communications qui rédige un article disant que l'acquisition de Cyaxares Media par Victor et Adam résulte d'un AVC subi par Ashland Locke auquel Victor n'a pas souhaité lui venir en aide tant qu'il ne signerait pas l'acquisition. Victor propose a Adam de s'attaquer a eux en retour mais Adam préfère mettre leur vengeance de côté pour se consacrer pleinement à la croissance de Newman Media.

- Le 29 juin 2021 (épisode diffusé le 12 janvier 2024 sur TF1), un journal a ragots révèle au grand public qu'Ashland est malade d'un cancer du poumon et qu'il est mourant. Ashland réfute ces allégations et prétend que ce sont des ennemis qui veulent le nuire. William tente de partir à la pêche aux infos mais Adam et Victor défendent Ashland auprès de William. Quelques jours plus tard, Chancellor Communications publie un article sur le divorce en cours des Locke, sur la paternité de leur fils (voir Kyle Abbott) ainsi que sur la maladie d'Ashland. Adam et Victor ont des doutes et commencent a penser que la rumeur sur Ashland est vraie, d'autant plus qu'ils remarquent des signes qui montrent qu'il est malade (toux, maux de coeur...). Victor soumet l'idée a Adam de récupérer son empire, Locke Communications. Adam accepte l'idée de son père. Cependant, ils apprennent le 14 juillet via un communiqué en direct que Ashland et Victoria ont fusionné leurs deux entreprises, ce qui enrage Victor.

- Parallèlement, Connor revient a Genoa le 5 juillet 2021 pour les vacances. Adam lui annonce qu'ils emménageront au ranch Newman avec ses grands-parents. Lorsqu'Adam vient voir son père pour lui confirmer qu'Ashland est malade, il est surpris de la venue du docteur Hedges et comprend que ca a un rapport avec Chelsea. Adam souhaite avoir des informations mais Victor coupe court a la conversation et dit que lui et Hedges reparleront plus tard du cas de Chelsea. Adam comprend que quelque chose ne va pas et demande des réponses à son père. Victor lui avoue que Chelsea a feint la folie pour éviter d'aller en prison avec l'accord de Victor et la complicité du docteur Hedges. Adam suggère de la faire sortir afin de l'aider, pensant que son état empire en hôpital psychiatrique mais Victor refuse et souhaite qu'elle reste internée, pensant qu'elle reçoit tout l'aide dont elle a besoin. Afin de trancher, Adam souhaite avoir l'avis du docteur Hedges. Au retour du médecin, Hedges apprend qu'Adam a été mis dans la confidence et qu'il veut connaître l'état de Chelsea. Hedges leur apprend que Chelsea le fait chanter avec un enregistrement ou le docteur avoue sa complicité dans cette affaire en échange de sa liberté. Le médecin est sur le point d'abdiquer mais Victor refuse de céder aux menaces de Chelsea. Adam décide d'aller voir Chelsea, lui fait comprendre qu'il est au courant de tout et lui soumet un arrangement : sortir de psychiatrie a la condition qu'elle accepte de continuer a se soigner et qu'elle cesse son chantage. Chelsea accepte la condition d'Adam. Celui-ci s'arrange avec Victor pour organiser une sortie anticipée. Juste après, Adam et Connor se rendent au Néon Ecarlate ou ils croisent Sharon et Faith, puis Rey qui informe qu'il a croisé Chelsea au Parc Chancellor. Connor, qui pensait que sa mère était encore a l'hôpital, apprend qu'elle est sortie et demande a son père a aller la voir. Très réticent au départ, Adam accepte finalement grâce a Rey d'emmener Connor voir sa mère. Chelsea revoit son fils et remercie Adam. Après avoir passé un moment avec leur fils, Chelsea apprend par Adam que sa mère Anita s'est cassé la hanche, qu'elle est en convalescence a l'hôpital et qu'elle a demandée a ce que Chelsea parte s'occuper d'elle. Adam se demande si cet évènement n'était pas anticipé pour mieux organiser la fuite de Chelsea. Elle dit qu'elle n'a pas préméditée tout cela et que c'est un pur hasard. Elle accepte de partir tout en respectant le protocole demandé par rapport a sa sortie mais demande a emmener Connor avec elle, ce qui refroidit Adam qui refuse. Adam vérifie qu'Anita est bien en convalescence auprès des hôpitaux, qui lui confirment que c'est bien le cas. Il en parle a Victor, qui lui recommande de rester ferme face a Chelsea et Anita. Il reçoit ensuite un message de Sharon. Sur place, Sharon plaide la cause de Chelsea auprès d'Adam et lui dit que c'est à la suite des excuses qu'elle a adressées a elle et a Rey. Avec les explications de Sharon, Adam accepte de laisser partir son fils avec Chelsea mais Victor refuse toujours. Finalement, Victor laisse a Adam le choix et Chelsea et Connor partent dans le Minnesota, accompagné de Rey.

- Le 2 septembre 2021 (épisode diffusée le 20 mars 2024 sur TF1), Adam et Victor lancent officiellement Newman Media au grand public et révèlent les dessous de leurs projets. La fête est organisée au Grand Phoenix et plusieurs invités s'y rendent. Adam vient accompagné de Sally Spectra, qu'il a récemment engagé pour devenir l'ambassadrice mode de Newman Media via Chloe, ce qui suscite l'intérêt de tout le monde. Il invite également ses concurrents, Billy et Lily, ce que ne comprend pas Victor. Dans la soirée, Phyllis et Sally ont une altercation ou les deux femmes finissent trempées par un verre d'eau (Phyllis) et un verre de glace (Sally). Adam et Jack séparent les deux femmes et Adam escorte Sally dans une suite du Grand Phoenix ou il tente de la calmer. Sally finit par l'embrasser. Adam lui rend son baiser mais refuse d'aller plus loin car il a un discours a livrer mais surtout par rapport a ce qu'il est. Sally apprend un peu plus tard que c'est également par rapport a son fils qu'il refuse de s'engager dans une autre relation.

- Dans le courant du mois de septembre, Victoria et Ashland préparent leur mariage a venir et envoient des invitations à leurs proches. Adam reçoit également une invitation de la part de sa sœur, ce qui le surprend et hésite a s'y rendre. Finalement, il accepte de se rendre en Toscane en Italie, lieu de mariage prévue pour Victoria et Ashland. Parallèlement, William ayant appris d'autres choses concernant le passé d'Ashland, prépare un autre article le concernant. Afin de préserver l'union de Victoria et Ashland, Victor missionne Adam de surveiller William sans le briefer totalement sur ce qu'il se passe avec Ashland. Adam découvre que William s'est allié avec un homme nommé Jesse Gaines. Jr, une vieille connaissance d'Ashland pour contrer ce dernier. Un soir, Adam se rend chez William et le confronte sur ce qu'il a l'intention de faire pur briser l'union de sa sœur et d'Ashland. Il conseille a William d'éviter de nuire a ce mariage. Les deux hommes se disputent jusqu'au départ d'Adam. Après sa visite auprès de William, Adam apprend par Victor la vérité sur Ashland (falsification du testament de Camilla Rhodes, identité de Jesse Gaines...) et fait promettre a son père qu'il protégera la cérémonie de William.

- Mi-octobre 2021 à lieu le mariage de Victoria et Ashland en Toscane (épisodes diffusées en mai 2024 sur TF1). Adam s'y rend, accompagné de Sally, qui a pour but de persuader Victoria de porter la robe confectionné par elle-même pour son mariage, Victoria étant peu convaincue par la robe originale confectionnée par Fenmore's (voir Victoria Newman). Victoria, qui hait Sally a cause de ce qu'elle a fait a Summer (voir Summer Newman ou Kyle Abbott), accepte finalement de porter la robe et fait son entrée a la cérémonie avec la robe de Sally, ce qui surprend tout le monde. Sally reçoit ensuite les éloges des invités et les remerciements de Victoria. Durant la cérémonie, Nick, ayant été enlevé de la liste des invités par Victoria pour conflit entre eux à la suite de ce que Nick a découvert concernant Ashland, ne se rend pas a la cérémonie bien qu'il est présent en Toscane. Il rencontre Jesse Gaines dans l'une des chambres de la propriété ou la cérémonie se déroule et le confronte. Gaines raconte a Nick les raisons pour lesquelles il est présent et lui soumet l'idée d'interrompre la cérémonie en dénonçant Ashland auprès du public. Nick refuse d'agir avec lui mais se rend en bas seul, observe la cérémonie a distance et hésite a intervenir pour interrompre le mariage. Adam le remarque au loin, apprend ce qu'il se passe et le dissuade d'intervenir. Finalement, Nick n'intervient pas laissant leur sœur épouser Ashland mais demande a Adam ce qu'il sait a propos de Gaines. Adam lui dit que pour le moment, Nick doit le surveiller le temps qu'Adam et Victor appellent la sécurité pour se charger de lui. Adam apprend a Victor et Ashland la réapparition de Gaines et les hommes Newman retrouvent Gaines, sans sécurité. Victor décide de le faire enfermer dans une pièce isolée et donne l'opportunité à Ashland de le confronter. Gaines disparaît par la suite et Billy vient confronter Victor par rapport a la disparition de Jesse, qui lui a envoyé une vidéo d'aveux concernant Ashland, vidéo qu'il a ensuite supprimé pour protéger Victoria. Victor déclare a Billy lui déclarer la guerre pour tout le mal qu'il a fait a sa famille.

- En rentrant a Genoa, Victor décide d'exécuter le plan de vengeance de Newman Media contre Chancellor Communications. Adam est réticent quant a cette idée afin de préserver Newman Media mais change vite d'avis lorsque Victor évoque la loyauté. Ils décident d'inclure Ashland dans leur plan d'attaque et d'utiliser Jesse Gaines comme pion pour piéger Billy. Un jour, Adam envoie le détective privé de Victor a proximité de Billy pour qu'il fasse exprès d'évoquer Gaines devant lui pour attirer son attention, et ca marche puisque Billy s'interroge. Dans la même journée, Gaines réapparaît a Billy et Lily l'air apeuré en racontant son récit de fuite contre les Newman et Ashland (voir Billy Abbott ou Lily Winters). Billy décide de croire au récit de Gaines et de le cacher en voulant l'utiliser contre ses rivaux. Gaines lui confie la lettre d'origine qui prouve qu'Ashland a bien falsifié le testament de son mentor pour obtenir la fortune qu'il a aujourd'hui. Billy décide de contacter Adam en lui faisant du chantage avec ce qu'il a contre Ashland. Il menace Adam de publier la lettre de Camilla Rhodes s'il n'abandonne pas sa quête de se venger de Chancellor et donne aux Newman un délai de 24 heures. Adam n'est pas convaincu par les menaces de Billy et l'accuse de bluffer, ce qui surprend ce dernier, au vu de la menace qu'il possède contre les Newman. Plus tard dans la journée, un article incriminant Ashland est publiée par Chancellor Communications (en réalité, l'article a été publié sans leur accord et piratée par les Newman). William et Lily ne comprennent pas comment l'article a été publiée sans leur autorisation puis comprennent qu'ils ont été piratées.

- William et Lily tentent de comprendre comment tout cela a pu se produire. Rapidement, ils soupçonnent Victor et Adam d'être a l'origine de ce fiasco. Ils reçoivent la visite de Gaines qui leur fait comprendre que toutes les preuves incriminant Ashland sont fausses et publie un démenti dans lequel il déclare avoir menti concernant Ashland. Après le live de Gaines, Adam croise Rey et souhaite porter plainte contre William pour menaces. Il prouve ses dires avec un enregistrement d'une conversation entre les deux hommes. Le lendemain, Adam reçoit un appel de William. Ce dernier lui reproche d'avoir piraté Chancellor Communications et d'être a l'origine de la publication de l'article a charge concernant Ashland. Adam nargue William en lui conseillant de quitter Chancellor Communications. Juste après l'appel, William et Lily reçoivent une citation à comparaître d'Ashland pour attaques et diffamations. A bout de force, William décide de démissionner de Chancellor Communications, donnant a Adam, Victor et Ashland la victoire qu'ils attendaient.

- Quelques jours plus tard, Adam apprend que Newman-Locke souhaite racheter Chancellor Communications/récupérer la division média de Newman et est furieux contre Victoria et Ashland. Il prend ça comme une trahison de la part de ce dernier. Pour contrecarrer le but de sa sœur, Adam fait une contre-offre a Jill, qu'elle n'accepte pas mais qu'elle ne refuse pas non plus. Elle décide d'augmenter la mise et d'offrir la division médiatique au plus offrant, décision qui frustre Adam d'une part puisque d'autres entreprises voudront mettre le grappin dessus. D'un autre côté, ca le ravit car William ne dirigera plus l'entité médiatique de Chancellor. Adam souhaite trouver une offre a laquelle Jill ne pourra pas refuser mais Victor change d'avis, il souhaite rendre a Victoria la chance de récupérer la filiale médiatique de Newman qu'elle avait vendue l'année précédente. Adam est furieux que Victor souhaite accorder a Victoria la chance de récupérer Chancellor Communications, ce qui serait défavorable pour lui puisqu'elle l'attaquerait. Il contacte un investisseur pour qu'il accepte de s'associer avec lui mais obtient un refus.

- Adam s'inquiète tout de même de l'état de William et de ce qu'il pourrait faire et demande a Sally de pouvoir l'espionner pour lui, avant de se rétracter et d'annuler sa requête. Le lendemain, il surprend William en train de boire du whiskey et constate bien qu'il est au bord du gouffre (en réalité, William boit du jus de pomme mais tente de piéger Adam, voir Billy Abbott). Quelques jours plus tard, Adam reçoit une photo de William en train de boire au bar par un numéro inconnu. Adam montre ce qu'il a reçu a Victor. Ce dernier lui demande qui lui a envoyé la photo. Adam ignore qui c'est mais suppose que cette personne déteste William autant qu'eux. Victor lui demande d'être prudent. Adam se demande bien qui c'est mais n'obtient pas de réponse concrète, il apprend juste que son interlocuteur souhaite lui venir en aide. Il reçoit un peu plus tard une vidéo via son interlocuteur ou l'on voit Victoria et William se prendre la tête sur la déchéance de ce dernier. Lorsqu'il retrouve Sally, Adam lui explique qu'il reçoit depuis quelques jours des clichés anonymes ou l'on voit William plus bas que terre et se demande si Sally saurait qui se cache derrière tous ces messages. Sally nie savoir de qu'il s'agit ou d'être derrière ces messages. Adam soupçonne Sally et se base dans l'hypothèse qu'elle est derrière tout ça en lui demande d'arrêter de scruter les faits et gestes de William si c'est elle derrière les messages. Il rapporte a Victor penser savoir qui est derrière les messages sans dire l'identité de la personne. Le soir, il se rend au Society et trouve William et Lily en train de se disputer concernant l'état de William. Celui-ci le menace puis tombe par terre. Après le départ de William et Lily, Adam raconte a Sally ce qu'elle a ratée et Sally lui raconte que Victor est au courant que c'est elle l'interlocutrice et qu'il lui a demandée d'arrêter. Adam demande a Sally de ne pas écouter son père et lui somme de continuer a espionner William. Il reçoit par la suite un autre cliché de William en train de parier avec des joueurs de poker.

- Parallèlement, le 14 décembre 2021 (épisode diffusé le 2 juillet 2024 sur TF1), Chelsea revient en ville par surprise. Elle assure a Adam qu'elle lui a pardonnée ses écarts de conduite et prête a prendre un nouveau départ. D'entrée, elle lui fait par subtilement de son désir de vouloir reconstruire leur famille avant d'être plus claire avec lui, tout en prenant Connor en compte. Adam entend sa demande mais refuse de redémarrer quelque chose avec elle, justifiant qu'ils se sont trop détruits. Chelsea rejoint tout de même Newman Couture, plate-forme mode de Newman Media avec Chloe et Sally. Cependant, l'entente n'est pas au rendez-vous entre Chelsea et Sally, car Chelsea est au courant qu'Adam et Sally se fréquentent.

### La menace "Loch Ness": Ashland Locke
- Début 2022, Victor, qui émet des doutes au sujet d'Ashland et de son cancer, obtient des preuves que celui-ci a menti sur son traitement expérimental au Pérou et qu'il n'a jamais eu de cancer. Il informe Adam et Nick sur le sujet tout en affirmant que Michael est actuellement au Pérou et qu'il a réussi a récolter des informations fiables via deux médecins traitants de la clinique. Victor orchestre un plan : il fait convoquer Victoria dans le bureau d'Adam afin qu'ils parlent de la fusion entre Newman Media et Chancellor Communications mais a son arrivée, c'est Adam qu'elle reçoit. Pendant ce temps, Victor essaye de faire diversion et confronte Ashland sur ce dont on l'accuse. Après qu'Adam ait essayé de retenir Victoria le plus longtemps possible, il reçoit la visite de Nick, qui doute de ses intentions et le met en garde dans le cas où il essayerait d'en tirer profit. Adam raconte ensuite a Sally que le mariage de Victoria et Ashland est sur le point d'imploser et que leur place dans l'entreprise pourrait être remise en question. Sally met dans la tête d'Adam l'idée de reprendre la succession de Newman-Locke.

- Adam commence a envisager cette idée, d'autant plus qu'il remet la faute sur Victoria du fait qu'Ashland est rentré dans leurs vies et compte se servir de cet argument pour convaincre son père qu'il est plus légitime que Victoria pour diriger Newman/Locke, a cause de sa négligence vis-à-vis d'Ashland. Il en parle a Victor tout en faisant porter le chapeau a sa sœur mais Victor refuse qu'Adam fasse passer Victoria pour responsable de la situation. Il préconise plutôt l'intervention de Nick afin de raisonner sa sœur. Adam et Victor reçoivent ensuite la visite de Nate qui leur apporte les preuves qu'Ashland a menti sur ses séances de chimiothérapie. Avec Nick et Nikki, ils décident de parler a Victoria des preuves qu'ils ont récoltés en élaborant un plan qui l'éloignera d'Ashland. Ils réussissent a éloigner ce dernier de Victoria et ensemble, les Newman tentent d'apporter des arguments et des preuves qui montrent qu'Ashland lui a bien menti sur toute la ligne. Victoria a du mal a les croire et leur annonce qu'elle a l'intention de partir en Toscane pendant quelque temps avec Ashland, avant qu'il ne revienne, interrompe les Newman, les affronte et persuade a nouveau Victoria de le suivre. Victoria, qui ne croit pas sa famille mais qui émet cependant des doutes, lui demande si les preuves que sa famille ont contre lui s'avèrent vraies. Ashland ne donne pas de réponse claire mais dit a Victoria abandonner la bataille contre les Newman et tout ses détracteurs. Victoria comprend qu'Ashland lui a bien menti sur son cancer pour s'emparer de son empire et s'effondre dans les bras de sa famille, en larmes (épisode diffusée le 3 octobre 2024 sur TF1).

- Après avoir été manipulée et dupée, Victoria envisage un plan de vengeance contre Ashland. Néanmoins, elle laisse sa famille dans le flou et laisse paraître a Ashland qu'elle lui a pardonnée et qu'elle va le suivre en Toscane. De son côté, Adam préconise a son père l'idée qu'il puisse reprendre l'entreprise mais Victor refuse que les choses changent et qu'il compte en tirer profit, il change finalement d'avis peu après et élit Adam comme PDG de Newman/Locke par intérim. Un jour, Victoria réunit sa famille, leur confirme bien qu'elle n'a pas pardonnée Ashland et qu'elle a un plan pour le neutraliser et expose son idée. En même temps, Michael Baldwin, qui avait disparu, revient a Genoa et explique avoir échappé aux sbires d'Ashland, confirmant que celui-ci l'a bien enlevé. Victor lui demande d'éplucher le contrat de fusion entre Newman et Locke et de trouver une faille qui destituerait Ashland, qui vient d'être promu récemment comme co-PDG. De ce fait, Victoria leur divulgue son plan et dit a Adam qu'il servira l'acteur central du plan de Victoria : le plan consiste a accuser Adam d'accuser Ashland d'avoir falsifié son cancer et de monter de fausses preuves contre lui, Ashland irait de ce fait fouiller l'ordinateur d'Adam afin d'inventer de fausses accusations de "la part d'Adam" contre lui et serait pris sur le fait. Suivant les modalités du contrat, il serait renvoyé sur le champ par décision du conseil d'administration. Mais ce plan convainc moyennement Adam, qui souhaite apporter quelques modifications. Pour lui, il serait plus judicieux qu'il garde son poste de PDG pour le plan car cela permettrait a Ashland de se consacrer sur son enquête. Après mure réflexion, Victoria accepte d'inclure le plan d'Adam a son plan. Nick émet cependant des doutes, il pense qu'Adam souhaite tirer profit de ce plan pour obtenir quelque chose en échange, en l'occurrence l'empire Newman et demande a son frère de ne pas penser qu'à lui pour une fois et d'agir pour les intérêts de sa famille.

- Voyant que le plan de Victoria traîne a aboutir, Adam commence a s'impatienter et décide de prendre les choses en main. Il décide de parvenir d'un accord avec Ashland : il lui propose de lui fournir 500 millions de dollars par virement bancaire s'il accepte de renoncer a sa place de co-PDG de Newman/Locke et a son mariage avec Victoria, dans le cas où il refuserait, Newman Media publierait un article dénonçant l'escroquerie d'Ashland. Ce dernier n'est pas fermé à la proposition d'Adam mais émet des doutes, il lui demande si sa famille a approuvé ce plan étant donné le montant en jeu, Adam confirme que c'est le cas et laisse un délai d'1 heure a Ashland pour réfléchir a son offre. Ashland décide d'aller voir Victor pour confirmer qu'il est bien a l'origine de ce plan. Victor confirme bien, jouant le jeu d'Adam (en réalité, il venait de l'apprendre par Ashland) et lui demande d'accepter le deal ou ils mettront leur menace a exécution. Ashland promet d'y réfléchir. Victor confronte son fils sur le plan qu'il a mis en place et le blâme d'avoir voulu faire cavalier seul en exposant un montant exorbitant a leur ennemi. Adam et Sally apportent des arguments sur les bienfaits de ce plan si Ashland acceptait de les suivre. Après une longue réflexion, Victor accorde a Adam la poursuite de son plan en rejoignant Ashland au Grand Phoenix. Adam rejoint Ashland et ils discutent des modalités de l'accord : Ashland signe le contrat qui le retire de Newman/Locke, cédant les deux entités à Victoria ainsi que l'annulation de son mariage puis recevrait l'argent. Mais Ashland propose le contraire. Adam dit que c'est non négociable. Finalement, les deux hommes n'arrivent pas a se mettre d'accord, ce qui frustre Adam. Un peu plus tard dans la journée, Ashland revient vers Adam et Victor et dit être prêt a accepter le marché, il signe le contrat ce qui fait que par conséquent, les Newman sont débarrassées d'Ashland.

- En voulant fêter la nouvelle avec Victoria, les Newman s'aperçoivent qu'elle n'est plus dans son bureau et remarquent des dégâts, notamment le tableau de son portrait détruit. Adam s'en va fêter la nouvelle du départ d'Ashland avec Sally. Plus tard dans la soirée, alors en compagnie de cette dernière, Adam apprend par son père que Victoria a possiblement eu un accident et lui demande des nouvelles. Adam dit qu'il n'en a pas et demande a son père de le mettre au courant lorsqu'ils obtiendront des nouvelles. Il apprend plus tard par Nick que Victoria a effectivement eu un accident et que son véhicule est mêlé a un accident reliant également deux autres véhicules, celui d'Ashland et celui de Rey. Ce dernier décède à la suite de cet accident. Adam annonce la nouvelle a Chelsea puis ensemble, ils l'annoncent a Connor, mère et fils étant censés se rendre a Chicago avec Rey et n'ayant aucune réponse de sa part lorsqu'il était parti chercher les billets qu'il avait oubliés. Il part également apporter son soutien à Sharon, malgré les recommandations de ses proches de la laisser faire son deuil sans qu'il n'ait a intervenir pour elle.

- En mai 2022, Adam se met en tête de prendre la place de Victoria chez Newman Entreprises, la jugeant responsable de la venue d'Ashland dans leurs affaires familiales. Avec Sally, ils orchestrent un plan pour les remettre ensemble afin de la discréditer auprès de leur père. Le plan ne fonctionne pas comme prévu, mais fonctionne tout de même car lorsque Victoria revient de son séjour en Suisse, elle dit ne pas avoir oublié Ashland et souhaite quitter la ville pour trouver son indépendance et tout recommencer avec lui. Après le départ de Victoria, Victor nomme le 24 juin Adam PDG de Newman Entreprises et Sally devient par conséquente la PDG de Newman Media (épisode diffusé le 7 janvier 2025 sur TF1). Cependant, Adam a bien conscience qu'il a été nommé comme PDG uniquement pour enrager Victoria et la pousser a revenir. Il est déterminé a prouver a Victor qu'il a autant sa place que Victoria en tant que PDG. Néanmoins, quelques jours plus tard, Adam, qui souhaitait emprunter le jet Newman pour assister a un match hors de la ville avec Connor, apprend qu'il sera utilisé pour un retour en la personne de Victoria, toute seule. Adam panique intérieurement et se demande a quoi est du ce retour soudain. Lorsque Victoria revient en ville, elle convoque l'ensemble de sa famille et leur dévoile qu'en réalité, son départ avec Ashland n'était que stratagème pour le dépouiller et se venger de lui. Elle raconte avoir tout anticipé (son départ avec Ashland, couper les liens avec sa famille, la nomination d'Adam, la création d'une nouvelle entreprise, les réactions de Victor, l'investissement d'Ashland...) et que lorsque son plan avait abouti, Ashland a découvert le pot-aux-roses juste avant qu'elle ne rentre. Elle annonce avoir quitté Ashland, avoir récupéré les 250 millions de dollars qu'ils lui avaient données et revenir s'installer définitivement à Genoa. Victor, Nikki et Nick sont ravis, à l'exception d'Adam, qui sent que sa place est menacé et part en cours de discussion. Il informe Sally de la nouvelle sur Victoria et déclare que s'il perd sa place de PDG, il serait prêt a couper les ponts avec sa famille et se venger de Victoria et Victor.

- Effectivement, Adam perd très vite sa place et Victoria reprend rapidement sa place de PDG, décision accordée par Victor. En apprenant également que Nick reprend un poste de directeur des opérations chez Newman Entreprises, Adam est frustré par cette décision, choisit de démissionner de son poste chez Newman Media et crie vengeance contre son père et sa sœur. Il croise le chemin d'Ashland au Néon Ecarlate, discrètement de retour en ville. Ils se rendent compte que Victoria les a chacun blessées et souhaitent se venger d'elle. Adam, qui a un avantage puisqu'il connait très bien son père et sa sœur, propose a Ashland une alliance entre eux, qu'il refuse car il veut faire cavalier seul. Cependant, la question sur la direction de Newman Media se pose après le départ d'Adam. Il a cédé le poste a Sally mais sachant d'avance que Victoria ne la gardera pas si elle est en couple avec Adam, ce dernier choisit de rompre tout d'abord secrètement avec elle en exposant ce qu'il se passe dans sa vie de couple a Victoria et lui demandant de la garder puis il informe Sally qu'il décide de rompre avec elle car elle l'empêche d'atteindre ses objectifs professionnelles. Sally a du mal a croire qu'il la quitte puis comprend que c'est un stratagème dans le but qu'elle garde son poste et dit refuser de le garder si ca lui coûte sa relation avec Adam mais celui-ci ne veut rien n'entendre et la quitte. Sally tente a plusieurs reprises de revenir vers Adam, sans succès puisqu'il refuse, bien qu'il fait en réalité semblant de la renier de sa vie pour lui permettre de garder son emploi chez Newman Media.

- Parallèlement avec le retour d'Ashland, Adam propose un plan a celui-ci pour se venger des Newman mais Ashland lui fait comprendre qu'il cible plus particulièrement Victoria et qu'il souhaite faire cavalier seul. Un jour, Ashland croise Harrison et Diane, revenue depuis peu d'entre les morts (voir Diane Jenkins, Kyle Abbott, Jack Abbott ou Phyllis Summers). Désespéré a l'idée de ne plus passer du temps avec son fils, Ashland supplie Diane de le laisser voir Harrison une dernière fois. Après réticence, Diane accepte de le laisser quelques instants avec l'enfant et en profite pour contacter Michael, qui contacte aussitôt la police. Puisqu'Ashland n'a pas respecté l'ordonnance restrictive qui a été émise a son égard, il est rapidement placé en garde a vue. Lorsqu'Adam cherche a le voir, il se rend compte en passant dans sa suite qu'elle a été saccagée. Il retrouve juste après Ashland, très en colère qui lui apprend qu'il a passé un petit séjour en prison a cause de Victor. Adam part peu après chez Newman ou il retrouve son père, se dispute a nouveau avec lui, lui avertit de la menace que représente Ashland et a quel point il est déterminé a riposter. Il part prévenir par la suite Nick et Victoria de ce qu'Ashland prépare plus ou moins et les mets en garde. N'ayant plus de travail ou de réel objectif, il prévoit de quitter la ville quelque temps pour retourner à Las Vegas.

- Cependant, il apprend par Chance le lendemain qu'Ashland a été tué la veille (épisode diffusée le 5 février 2025 sur TF1), qu'il est mort suite a un accident de voiture qu'il aurait eu et que cette version est la version officielle pour le moment. Ce fait travaille Adam qui décide d'annuler son départ pour Las Vegas et tente de se renseigner auprès de son père qu'il soupçonne plus ou moins d’être impliqué et a qui il sait que la disparition de Locke le réjouit. Victor ne s'en cache pas mais il n'obtient rien de sa part. Adam tente également de se renseigner auprès de Kevin puis de Sally, mais il n'obtient rien de leur part non plus. Sally en profite en même temps pour dire a Adam qu'elle accepte leur rupture et qu'elle va désormais de l'avant.